# Selachimorpha

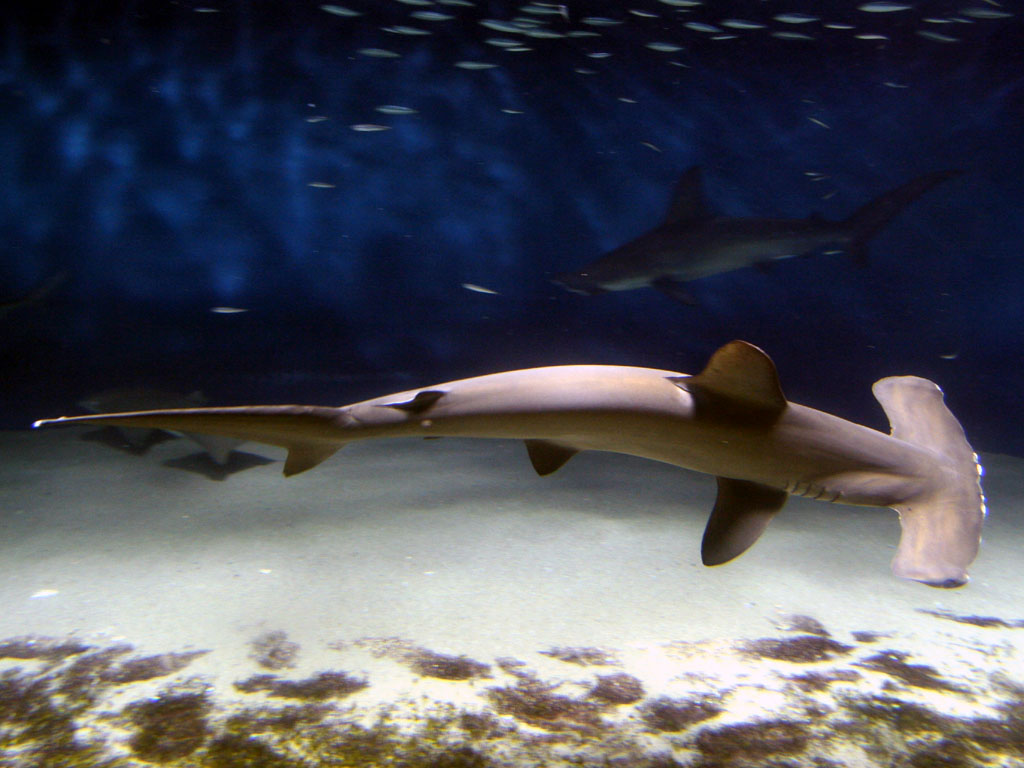
Squalo martello smerlato (Sphyrna lewini)

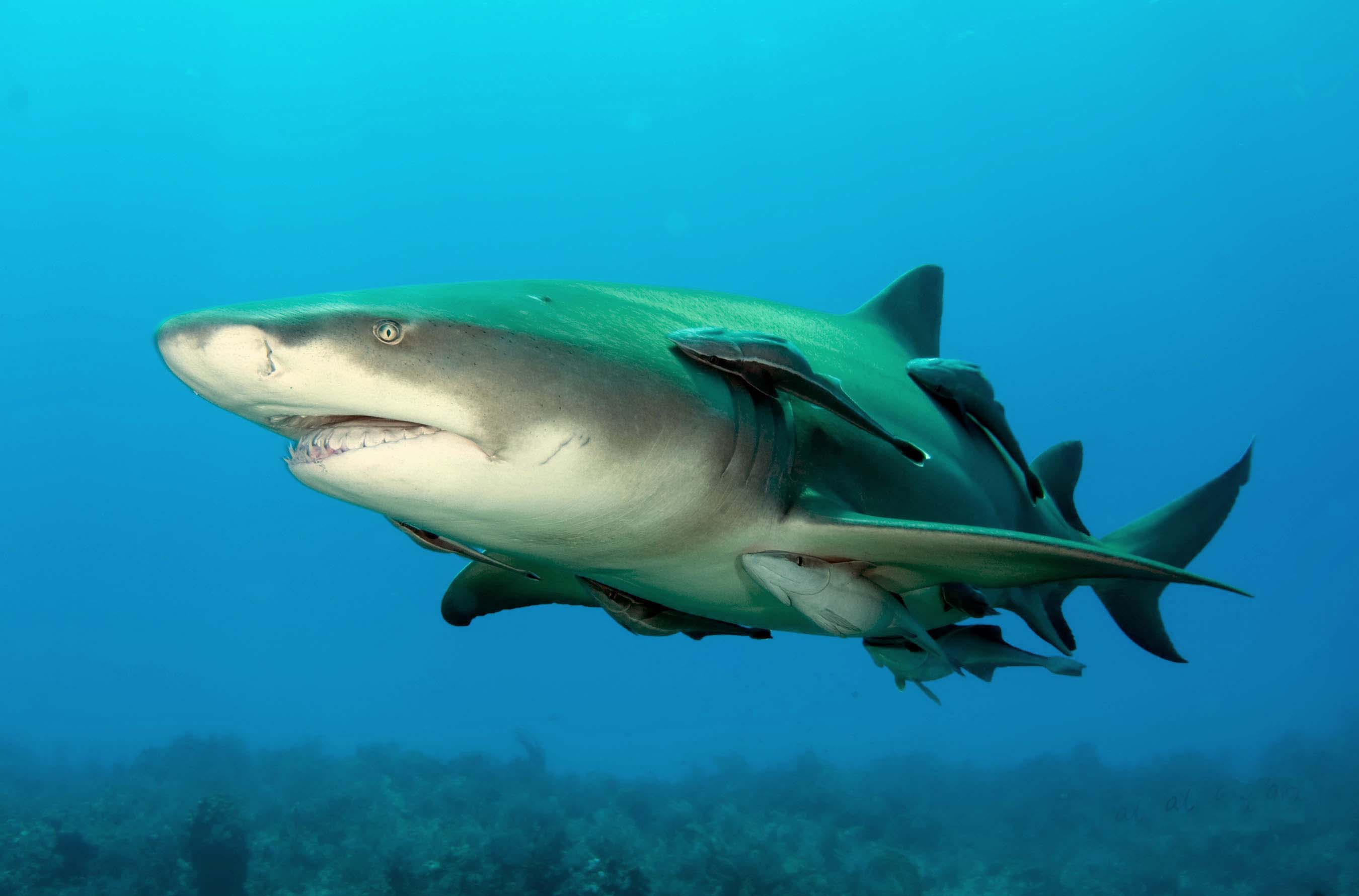
Squalo limone (Negaprion brevirostris) circondato dalle remore

Selachimorpha è un superordine di pesci cartilaginei predatori, dalle forti mascelle e di dimensioni medio-grandi, i cui membri sono comunemente noti con il nome di squalo o pescecane.

## Origine dei termini
Il termine "squalo" deriva dal latino squalus, imparentato con l'antico nordico hvalr «balena» (inglese whale, tedesco Wal-fisch) e l'antico prussiano kalis, «pesce siluro»; il termine indicava un pesce mostruoso e di grandi dimensioni, forse connesso con il proto-ugrofinnico *kala (finlandese kala, ungherese hal) «pesce mitico»; non è possibile invece collegare squalus a squālus «sporco, coperto di scaglie e sudiciume» a causa della vocale lunga e del differente ambito semantico.
Incerta l'origine dell'inglese shark: in tedesco viene indicato come Schurke (antico alto-tedesco fiur-scurgo, "appiccafuoco") un individuo vile, cattivo, aggressivo, e il significato primario dell'inglese shark sarebbe stato simile ("predatore"); per la loro aggressività, intorno al XVII secolo cominciò a comparire anche il termine "pesce-cane".
Selachimorpha invece, deriva dal greco antico σελάχιος?, seláchios, "cartilagineo" e μορφή, morphḗ, "forma e aspetto". Selacio in zoologia si applica a quei pesci cartilaginei con corpo fusiforme o depresso, coda eterocerca e bocca quasi semicircolare.

## Varietà
Il raggruppamento dei Selachimorpha comprende più di 500 specie, negli squali la respirazione avviene attraverso cinque, sei o sette fessure branchiali per fianco. Caratteristica peculiare del corpo degli squali è che esso è ricoperto da dentelli dermici che proteggono la pelle dai danneggiamenti dovuti ai parassiti e migliorano l'idrodinamica.
Questi pesci sono inoltre dotati di varie file di denti di riserva, che intervengono in sostituzione di quelli persi o danneggiati.
Le dimensioni degli squali spaziano da quelle del minuscolo squalo lanterna nano (Etmopterus perryi), una specie che vive in profondità e che misura soltanto 17 cm in lunghezza nel maschio e 20 nella femmina, a quelle dello squalo balena (Rhincodon typus), il pesce più grande al mondo, in virtù della propria lunghezza variabile da 12 a 18 metri.
Gli squali sono carnivori e la maggior parte di loro si nutre di animali marini, invece gli esemplari più grandi (come il succitato squalo balena) si nutrono principalmente di plancton.
In genere si immagina che gli squali vivano soltanto in acque salate, ma lo squalo dello Zambesi (Carcharhinus leucas) è solo il più conosciuto di una serie piuttosto numerosa di specie di squali d'acqua dolce che nuotano sia in acqua salata sia in acqua dolce, così come in quella dei delta fluviali.
In conseguenza di attacchi anche non provocati ai danni di esseri umani, operati da alcune specie in particolare, gli squali hanno guadagnato la fama, solo in parte giustificata, di essere pericolosi.
Anche per questo motivo, oltre che per il fatto che la loro carne è considerata pregiata in molti Stati asiatici, diverse specie di squalo sono sottoposte a pesca intensiva che li pone in pericolo di estinzione.

### Tavola anatomica

Anatomia dello squalo

## Descrizione e anatomia

### Descrizione fisica
Tipiche caratteristiche fisiche degli squali sono il corpo affusolato, la testa appuntita e una grande apertura delle mascelle. La maggior parte di loro presenta cinque fessure branchiali ai lati della testa (anche se in alcune specie se ne trovano sei o più, come negli Hexanchiformes). Oltre alla prima pinna dorsale, appuntita e triangolare, lo squalo possiede un paio di pinne pettorali, un paio di pinne pelviche, una seconda pinna dorsale, una pinna anale e una pinna caudale eterocerca epicerca (ovvero il lobo superiore è più sviluppato dell'inferiore) dalla forma caratteristica. La spinta supplementare verso il basso esercitata dalla forma particolare della coda è compensata dalla presenza di pinne pettorali ben sviluppate. Le altre pinne cosiddette impari, cioè le dorsali e le anali, hanno invece funzioni prettamente equilibratrici.
Attualmente si conoscono circa 500 specie di squali, che possono presentare lunghezze totali molto diverse; si va dal piccolo squalo pigmeo (Squaliolus laticaudus), che non supera lunghezze di 22 cm, al gigantesco squalo balena (Rhincodon typus), un pesce filtratore che raggiunge una lunghezza massima di 20 metri e una massa di 34 tonnellate.
Le parti terminali della pinna pelvica nel maschio si sono modificate in organi sessuali a forma di sigaro-salsiccia, meglio noti come emipeni. Questi organi garantiscono la fecondazione interna: servono per introdurre lo sperma nel corpo della femmina attraverso la cosiddetta cloaca.

#### Scheletro

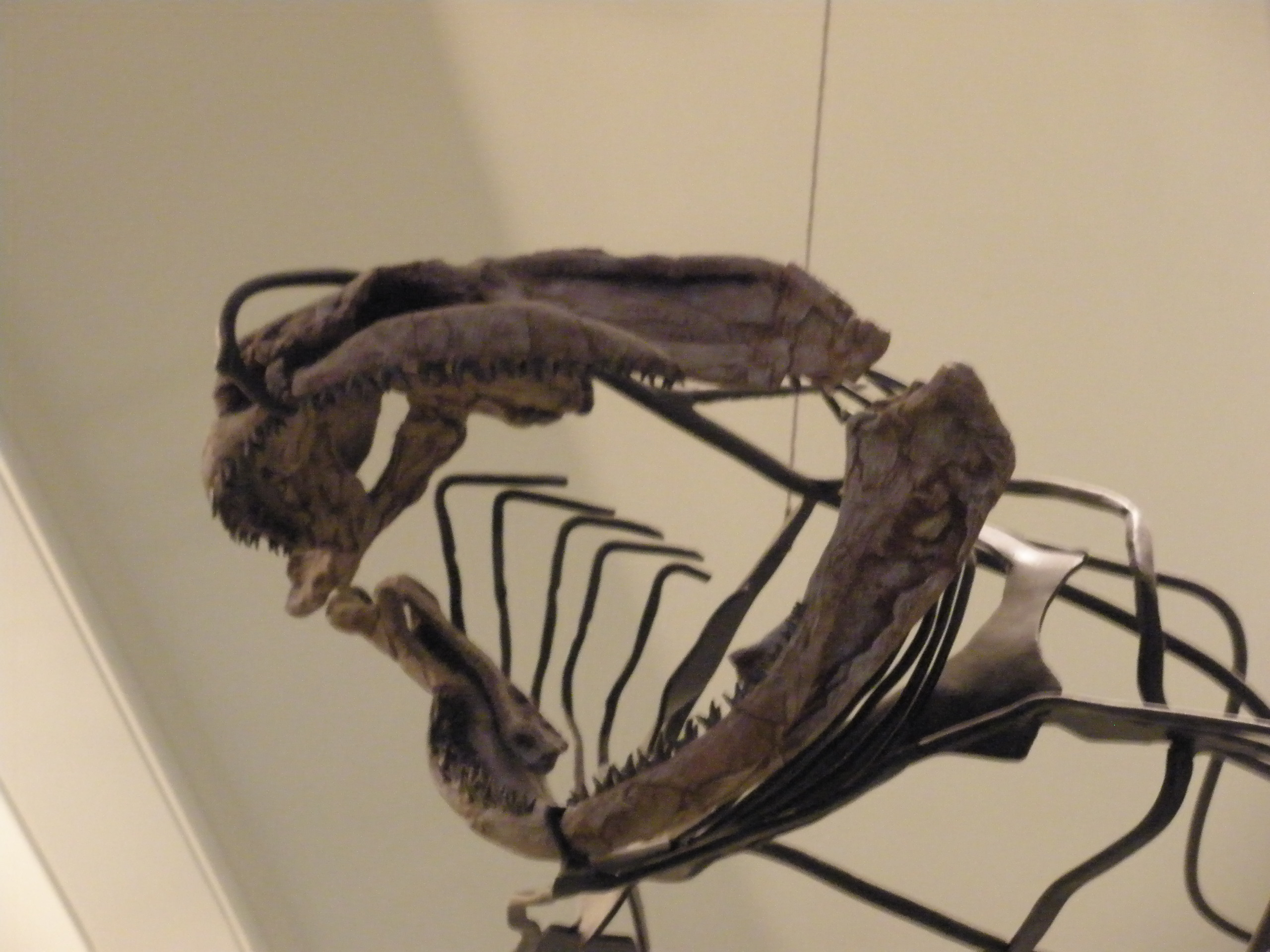
Lo scheletro fossilizzato di un Orthacanthus, presso l'American Museum of Natural History di New York

Lo scheletro di uno squalo è assai diverso da quello dei pesci ossei e dei vertebrati terrestri. Gli squali e gli altri Condritti (la razza e la chimera) hanno uno scheletro di cartilagine gommosa, un materiale assai più leggero e flessibile rispetto al tessuto osseo tradizionale. Come avviene per le razze, la mascella dello squalo non è direttamente fusa al cranio. La superficie della mascella rivolta verso l'interno, al pari di vertebre e archi branchiali, è un elemento dell'ossatura che richiede più forza degli altri e un supporto particolare per via della sua maggiore esposizione agli stress fisici. Per questo motivo è dotata di uno strato di minuscole e uniche placche esagonali chiamate tesserae, blocchi cristallini di sali di calcio disposti a mosaico.
Tutto ciò fornisce a questa parte del corpo la forza che avrebbe se fosse composta del ben più pesante tessuto osseo. In generale negli squali troviamo un solo strato di tesserae, ma tra le specie più massicce, come lo squalo dello Zambesi, lo squalo tigre e il grande squalo bianco, sono stati riscontrati due o tre strati, o anche più in base alla grandezza crescente del corpo. È stato trovato uno squalo bianco con le mandibole ricoperte da ben cinque strati di tesserae. Sul muso, la cartilagine può essere spugnosa e particolarmente flessibile in modo da poter assorbire l'energia degli impatti contro le prede, che costituiscono una tipica tecnica di caccia negli squali. I sottili scheletri sono allungati e sostenuti da terminazioni lisce e leggere chiamate ceratotrichia, filamenti di proteine elastiche simili alla cheratina che troviamo anche nelle corna, nei capelli e nelle piume.

#### Respirazione e circolazione

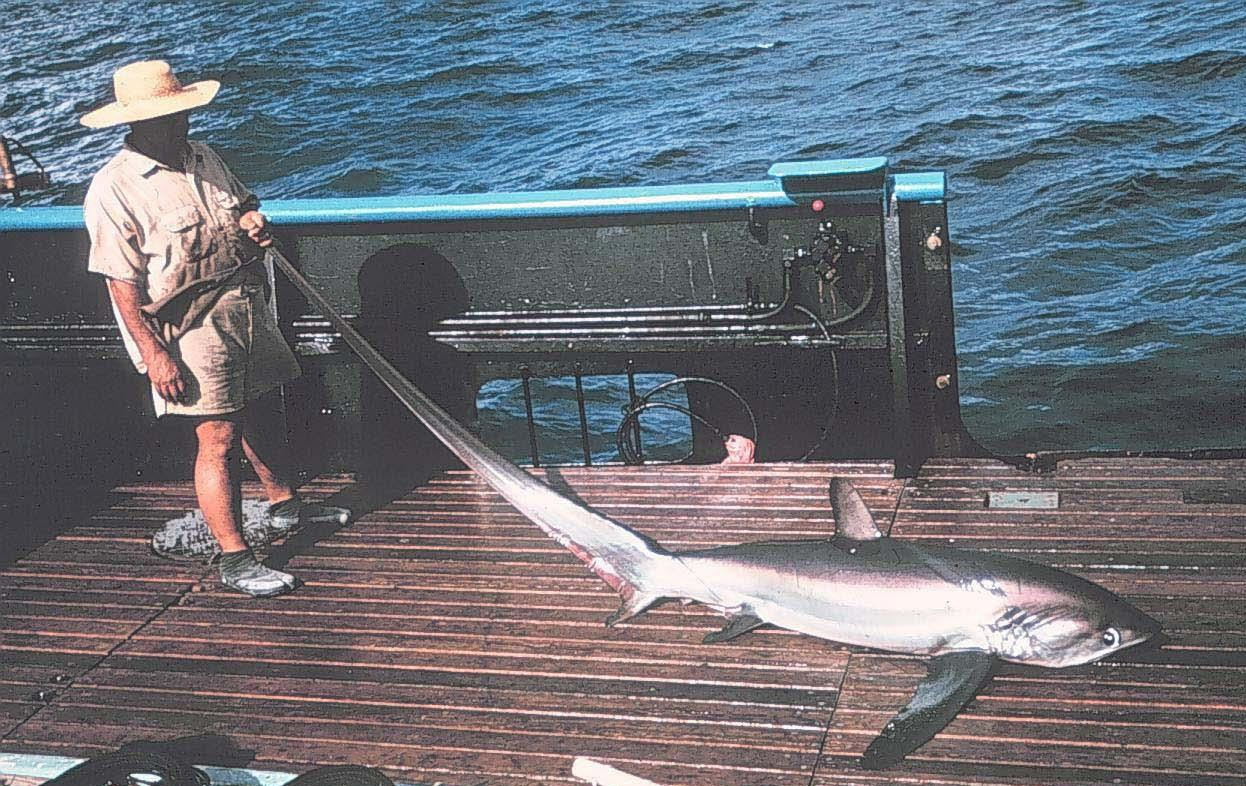
Squalo volpe pelagico (Alopias pelagicus)

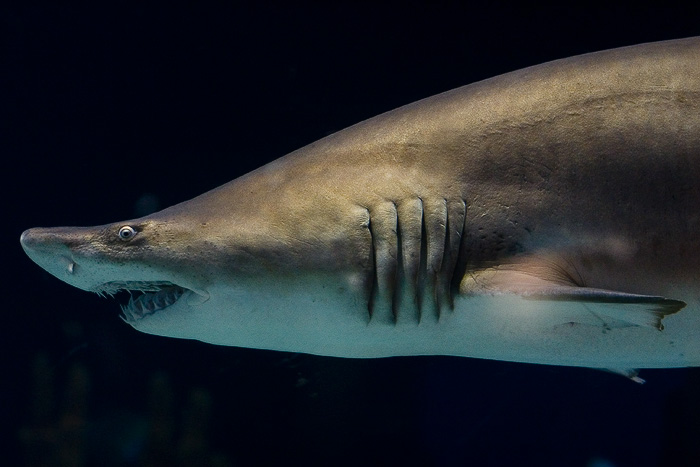
Fessure branchiali in uno squalo toro (Carcharias taurus)

Come gli altri pesci, lo squalo estrae l'ossigeno dall'acqua marina al passaggio nelle branchie. Le fessure branchiali non sono tuttavia coperte come accade negli altri pesci, e sono disposte in fila sulla parte posteriore della testa. Un'apertura modificata, chiamata "sfiatatoio", è posizionata proprio dietro gli occhi. Questa apertura ha lo scopo principale di agevolare l'ingresso dell'acqua durante la respirazione e gioca un ruolo assai importante per gli squali che vivono sui fondali, mentre è praticamente inesistente negli squali pelagici attuali. Durante il movimento, l'acqua può passare attraverso la bocca e quindi raggiungere le branchie dello squalo in un processo noto come ventilazione a ingoio. Anche a riposo, molti squali continuano a pompare acqua attraverso le branchie per assicurarsi una riserva costante di acqua ossigenata.
Una piccola parte delle specie di squalo trascorre l'intera vita nuotando in immersione: questo comportamento è comune ad esempio nello squalo volpe pelagico (Alopias pelagicus). Gli squali con queste caratteristiche hanno perso la facoltà di pompare acqua attraverso le branchie, e sono permanentemente costretti alla respirazione per ingoio, anche durante le fasi di riposo. Se per qualche motivo accade che non si possano mantenere in movimento, ad esempio perché sono ferite, queste specie sono condannate all'asfissia (qualcosa di analogo accade per alcune specie di pesci ossei).
I processi di respirazione e circolazione iniziano quando il sangue deossigenato raggiunge il cuore bipartito dello squalo. Qui viene pompato alle branchie attraverso l'aorta ventrale che poi si dirama nelle arterie branchiali afferenti. In corrispondenza delle branchie il sangue viene riossigenato e in seguito scorre nelle arterie deferenti branchiali, che si uniscono nell'aorta dorsale. Da lì il sangue ossigenato fluisce verso le varie parti del corpo. Una volta impoverito di ossigeno viene poi raccolto dalle parti periferiche del corpo attraverso le vene posteriori cardinali ed entra nella vena cava posteriore cardinale. Quindi il sangue raggiunge l'unico ventricolo cardiaco e il ciclo si ripete. Alcune specie di squalo infine, se capovolte o colpite sul muso, entrano in un naturale stato di immobilità e i ricercatori utilizzano questo stratagemma per approcciare questi pesci senza pericolo. Sembra che questo processo sia in qualche modo legato alla respirazione.

#### Galleggiamento

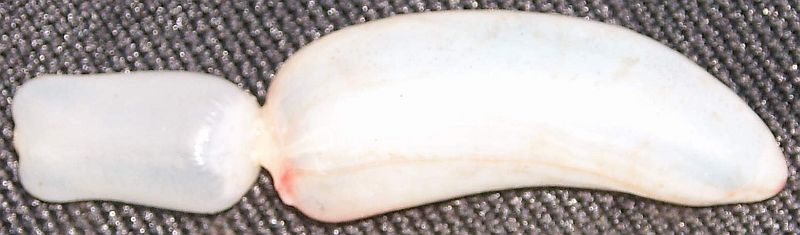
Vescica natatoria di scardola

Diversamente dai pesci ossei gli squali non sono dotati di vescica natatoria per favorire la nuotata, ma si affidano a quel grosso serbatoio contenente un olio chiamato squalene che è il loro fegato. Il fegato può costituire da solo addirittura il 30% della massa galleggiante dell'animale, e nella maggior parte dei Carcharhinidae esso costituisce il 25% della massa corporea generale. All'interno del fegato, circa l'80% del volume è occupato dal succitato squalene, che è costituito da idrocarburi insaturi e riesce a migliorare il galleggiamento grazie al suo coefficiente di gravità specifica pari a 0,86. La sua efficacia è tuttavia limitata e gli squali devono ricorrere alla spinta inerziale per mantenere profondità e continuare ad affondare quando smettono di muovere le pinne per qualche motivo. Gli squali toro (Carcharias taurus) utilizzano una strategia natatoria diversa: deglutiscono dell'aria dalla superficie e la conservano nello stomaco, che sfruttano come fosse una vescica natatoria.

#### Osmoregolazione

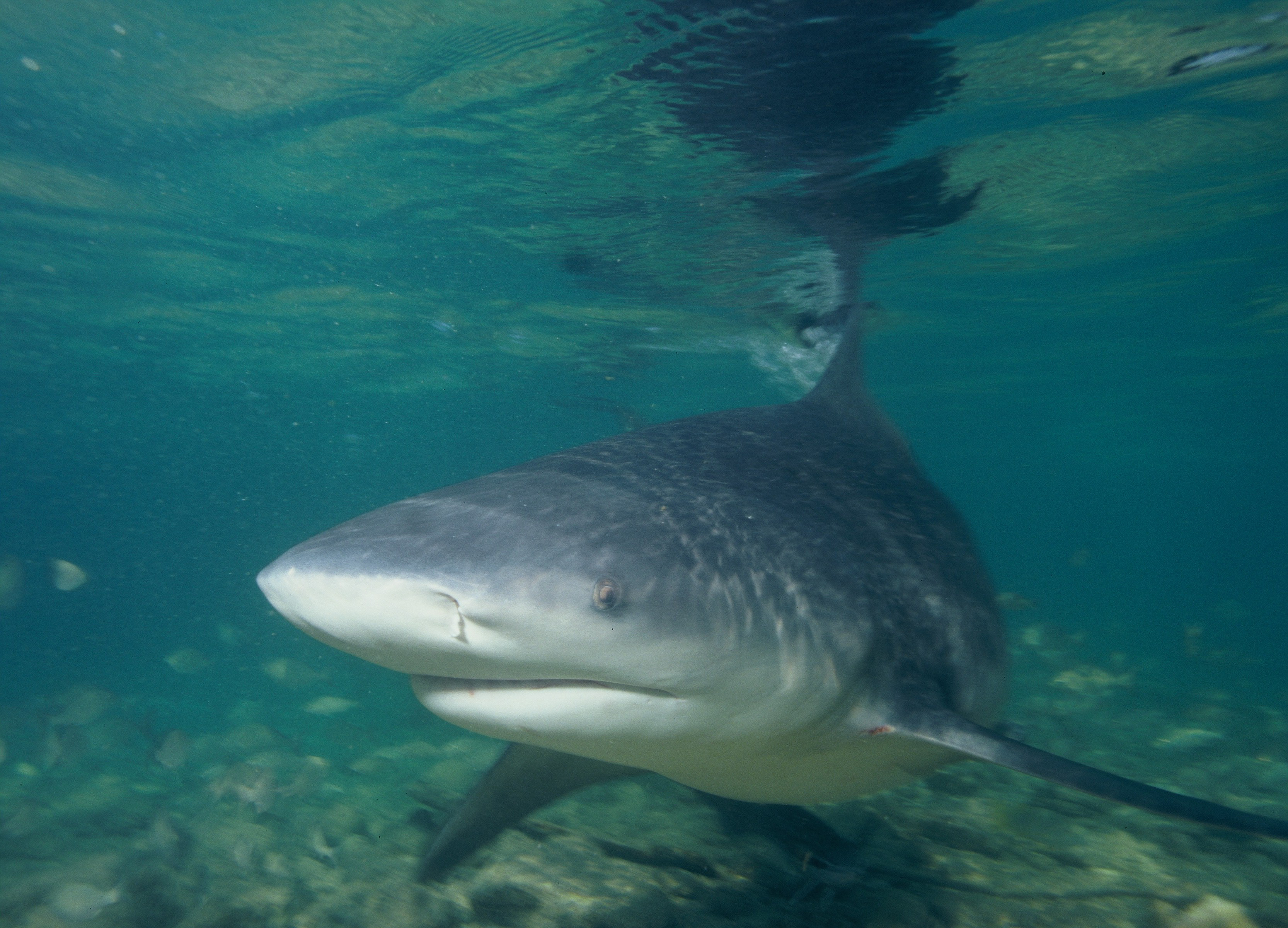
Squalo dello Zambesi (Carcharhinus leucas).

A differenza della maggior parte dei pesci ossei, con l'eccezione dei celacanti, il sangue e gli altri tessuti degli squali e dei condritti in generale sono isotonici rispetto all'ambiente marino, cioè la concentrazione di soluti è paragonabile e lo scambio netto di sostanze è nullo. Questa proprietà viene conferita loro dall'alta concentrazione di urea e di trimetilammine all'interno del corpo e consiste nell'instaurazione di un equilibrio osmotico tra sangue e acqua salata. Questo adattamento evolutivo d'altra parte impedisce a molti squali di vivere in acqua dolce, dove collasserebbero, e li confina in ambiente marino. Esiste qualche eccezione alla regola, come lo squalo dello Zambesi, che è in grado di cambiare le sue funzioni renali in modo da espellere grandi quantità di urea e sopravvivere in acqua dolce. Alla morte dello squalo, l'urea è scissa dai batteri che vivono in mare e produce grandi quantità di ammoniaca. Per questo motivo, una carcassa di squalo comincia in breve tempo a odorare in modo molto spiccato proprio di ammoniaca.

#### Dentelli dermici

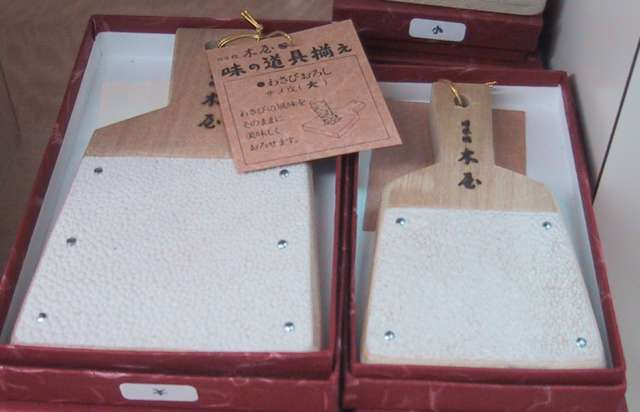
Oroshigane in pelle di squalo

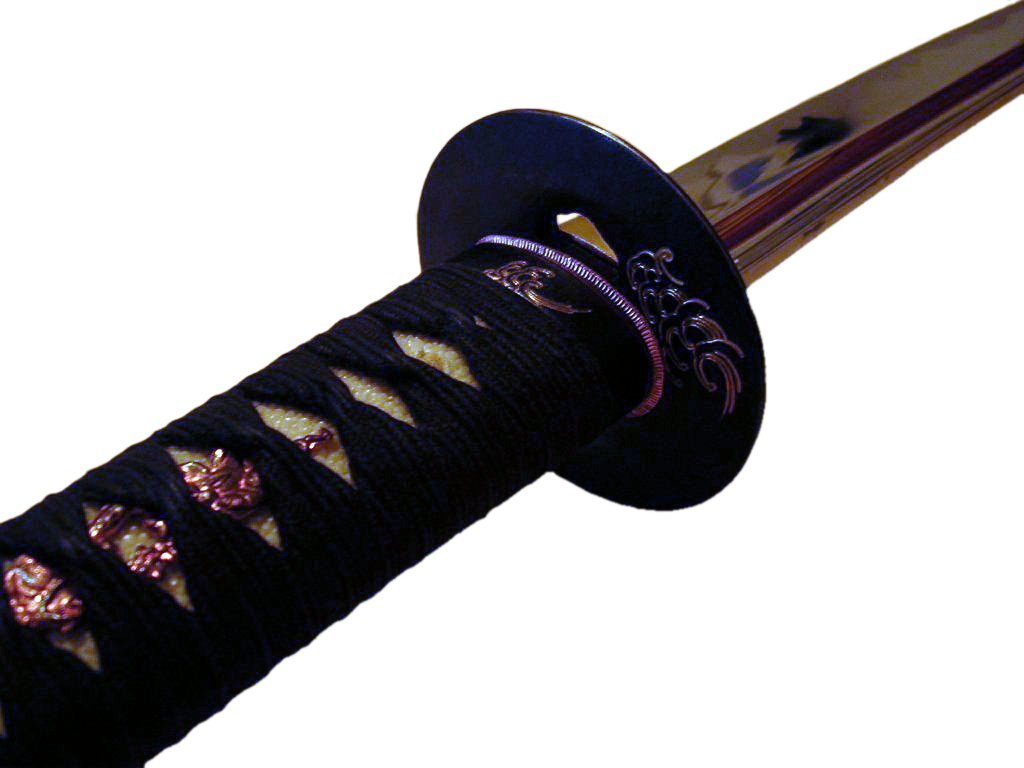
L'elsa di una katana

Diversamente da quanto accade nei pesci ossei, gli squali sono ricoperti da una complessa struttura costituita da elastiche fibre di collagene disposte in modo da circondare il corpo con una rete elicoidale. La pelle è costituita da dentelli dermici, cioè scaglie placoidi, che presentano la medesima struttura dei dentelli che compongono i filari mandibolari. Questa particolare corazza lavora come uno scheletro esterno che fornisce all'animale un ancoraggio per i muscoli preposti alla nuotata e allo stesso tempo riduce lo spreco di energia. La particolare forma e la disposizione delle scaglie placoidi garantiscono al predatore marino un'eccezionale idrodinamicità oltre che un'efficace protezione dall'azione dei parassiti.
L'idrodinamicità è dovuta soprattutto alla riduzione delle turbolenze nell'acqua, durante il nuoto, procurata dai dentelli. Degli studi scientifici hanno infatti dimostrato che i dentelli producono minuscoli vortici che riducono l'attrito tra l'animale e l'acqua in modo da migliorare l'efficacia della nuotata. Inoltre la loro pelle particolare consente agli squali di nuotare in modo molto più silenzioso rispetto agli altri pesci. La maggior parte delle scaglie punta verso la parte posteriore dell'animale, cosicché accarezzare uno squalo dalla testa alla coda produrrebbe una sensazione analoga a quella prodotta da un corpo liscio. Soltanto l'abrasione nel verso opposto rivela la natura ruvida della pelle. Un'eccezione è rappresentata dallo squalo elefante (Cetorhinus maximus), l'unico squalo caratterizzato da scaglie isotrope, cioè che puntano in direzioni qualsiasi, e non verso la coda.
La pelle degli squali può diventare ruvida come carta abrasiva grazie all'azione dei dentelli, al punto che si sono osservati squali che sfruttano le scaglie per ferire le prede. Alcune società industriali hanno addirittura sfruttato la pelle di squalo per produrre utensili (come l'oroshigane giapponese o la carta vetrata). In Giappone inoltre, i tradizionali forgiatori di katane utilizzano la pelle di squalo per ricoprire l'impugnatura delle spade e renderla meno scivolosa. La tecnica di costruzione prevede che i dentelli siano orientati verso la lama in modo che il samurai sia in grado di recuperare la presa nel caso sia vittima di un tentativo di disarmamento.

#### Denti

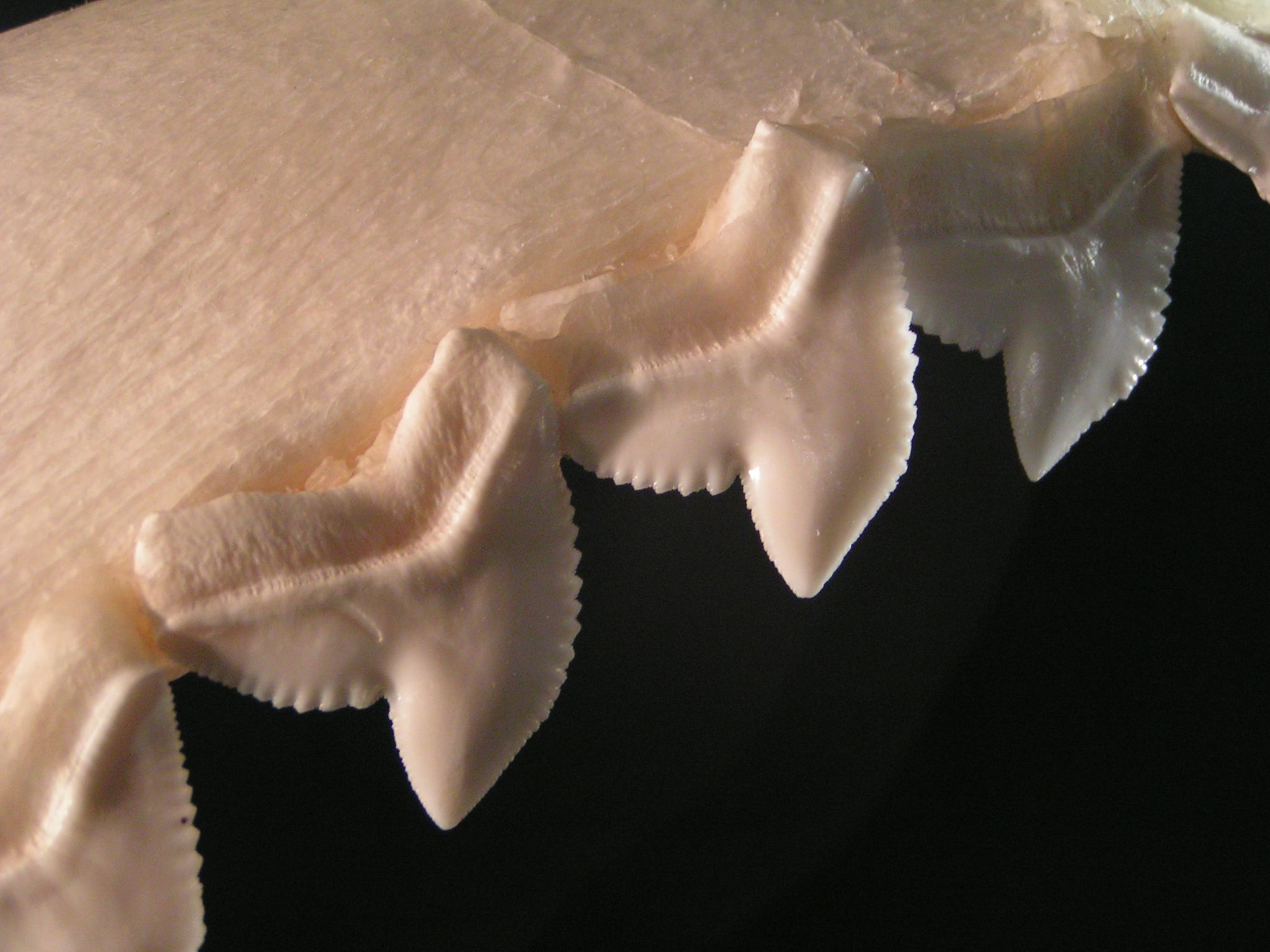
Denti di squalo tigre

La caratteristica dentatura dello squalo è pur'essa costituita da dentelli come quelli che costituiscono la pelle, ma più specializzati e ancorati mediante tessuto connettivo. I denti, essendo sottoposti a forte usura, hanno la caratteristica di possedere un tessuto smalto in cui è presente, sia idrossiapatite [Ca10(PO4)6(OH)2] sia fluorapatite [Ca10(PO4)6F2], minerale molto simile all'idrossiapatite ma dotato di maggiore resistenza. Tale caratteristica, unita alla possibilità di sostituire costantemente i denti, rende lo squalo predisposto a forti sollecitazioni traumatiche e masticatorie. L'arco dentario è infatti costituito da tre o quattro file di denti che avanzano e si dispongono all'utilizzo via via che l'animale ne abbisogna. Di conseguenza alcuni squali possono arrivare a perdere e sostituire ben 30 000 denti nella loro vita. Tutti gli squali posseggono queste file multiple di denti lungo le sommità delle mascelle superiore e inferiore. Denti nuovi crescono continuamente in una fossetta subito dentro la bocca e si spostano dall'interno verso l'esterno su una sorta di nastro trasportatore formato dalla pelle dove i denti stessi sono ancorati. In alcune specie di squalo le file si rinnovano ogni dieci giorni, in altre possono durare diversi mesi prima di essere sostituite. Le file inferiori sono usate principalmente per trattenere la preda, mentre le superiori effettuano il vero e proprio taglio. Proprio la dentatura dello squalo evidenzia le sue abitudini alimentari. La forma e la disposizione dei denti indicano infatti quale preda visita più spesso le mandibole del predatore. Denti aguzzi e fitti, come quelli dello squalo toro (Carcharias taurus), sono specializzati nella cattura di pesci di piccola dimensione; quelli tozzi e larghi, ad esempio quelli che si trovano nelle fauci dello squalo tigre (Galeocerdo cuvier), sono invece idonei alla consumazione dei crostacei più coriacei.

#### Coda

Le varie tipologie di coda negli squali

Le code degli squali (pinne caudali) variano considerevolmente in base alla specie ed evolvendosi si sono adattate al particolare stile di vita di ogni squalo. È la coda che permette gli scatti in avanti, quindi velocità e accelerazione dell'animale dipendono dalla sua forma. I Selachimorpha possiedono infatti una pinna caudale eterocerca la cui parte dorsale è di solito molto più grande di quella ventrale. Ciò è dovuto al fatto che la colonna vertebrale dello squalo si estende per l'appunto fino alla porzione dorsale, dando una maggiore area superficiale ai legamenti dei muscoli, in modo da fornire un metodo di locomozione molto efficiente e da compensare la spinta verso l'alto data dall'elevata concentrazione di olii nel fegato. L'opposto accade nei pesci ossei, i membri della classe degli Osteichthyes, che sono dotati di pinna caudale omocerca in quanto il galleggiamento è consentito non dagli olii ma dalla vescica natatoria.
Per compensare la caratteristica forma eterocerca della coda e la spinta verso il basso che ne deriva, gli squali presentano pinne pettorali saldate appena dietro la testa e piuttosto sviluppate se confrontate a quelle degli altri pesci. La forma delle pinne può essere più o meno accentuata a seconda delle abitudini alimentari delle varie specie. La coda dello squalo tigre ad esempio, ha un grande lobo superiore che permette di distribuire efficientemente la forza sia nel caso in cui il pesce proceda a velocità costante in avanti sia nel caso in cui si presenti la necessità di improvvisi cambi di direzione e velocità. Questa specie ha una dieta varia, e per questo deve essere in grado di muoversi facilmente nell'acqua quando caccia, mentre lo smeriglio, che caccia piccoli pesci come lo sgombro e l'aringa, ha una coda dotata di un lobo inferiore di grandi dimensioni che gli permette di mantenere a lungo le alte velocità necessarie alla cattura delle sue agili prede.
Alcuni adattamenti delle code hanno lo scopo di permettere allo squalo di colpire le prede. Gli Alopidae ad esempio appartengono a questa categoria e stordiscono, con un colpo della robusta coda caratterizzata da un lobo superiore potente e allungato, pesci e calamari che si riuniscono in branco, in modo da cibarsene. L'Isistius brasiliensis ha invece una coda con entrambi i lobi piuttosto larghi e simili tra loro, ma ha la peculiare caratteristica di possedere tessuto bioluminescente sulla parte inferiore del corpo fino alla coda stessa. Durante la predazione, una piccola parte di questo pesce abissale si illumina di una luce bluastra in modo da simulare la presenza di un piccolo pesce di altra specie. In questo modo un gruppo di Isistius brasiliensis può fingersi un banco di piccoli pesci e di conseguenza altri squali o pesci come i tonni cadono in trappola scambiando i fasci di luce per prede. Quando gli Isistius si rivelano l'incauto predatore diventa a sua volta preda.

#### Temperatura corporea

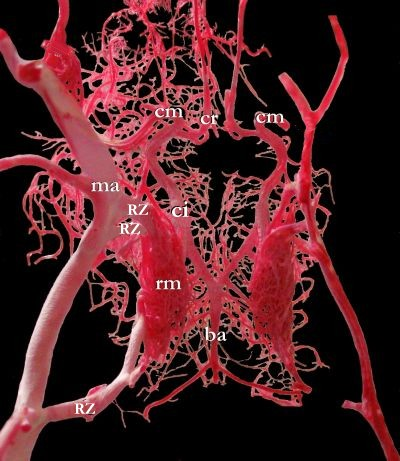
Rete mirabile

Alcune delle specie più grandi, come lo squalo mako (Isurus oxyrinchus), e il grande squalo bianco, sono in parte a sangue caldo, cioè riescono a mantenere una temperatura corporea più alta di quella dell'acqua circostante. Ciò è possibile grazie all'esistenza della rete mirabile, un complesso di arterie e vene molto vicine tra loro che tramite un processo di scambio di sangue contro corrente riduce la perdita di calore corporeo. Delle contrazioni muscolari inoltre contribuiscono a generare un debole incremento di temperatura. A ogni modo l'insieme di questi stratagemmi non consente di considerare gli squali davvero omeotermi in quanto nella vera omeotermia, che si riscontra nei mammiferi e negli uccelli, il calore è generato, mantenuto e regolato dal metabolismo corporeo.

#### Durata della vita
L'aspettativa di vita di uno squalo varia da specie a specie. La maggior parte ha una vita media tra i 20 e i 30 anni, mentre lo spinarolo può arrivare all'età record di cent'anni; si ipotizza che gli squali balena possano addirittura superare questa età, e il più anziano esemplare esaminato di squalo della Groenlandia aveva un'età stimata addirittura tra i 272 e i 512 anni.

#### Sistema digestivo
Questo apparato è caratterizzato da uno stomaco piuttosto voluminoso e da un intestino corto, chiamato valvola spirale, la cui forma richiama quella di una scala a chiocciola. La valvola spirale può essere di due tipi: ad anelli corti o ad anelli allungati. La conformazione a valvola, che garantisce una maggiore superficie di assorbimento dei principi nutritivi, ma allo stesso tempo incrementa il tempo di digestione, è giustificabile in base alla presenza del grosso fegato di cui sopra. L'intestino termina nel retto, dotato di una ghiandola rettale che espleta le funzioni dell'intestino cieco umano, e quindi si apre all'esterno in prossimità dell'ano attraverso la cosiddetta cloaca, che drena all'esterno anche i dotti urogenitali (e nella femmina è qui che avviene la fecondazione). Negli squali sono ben sviluppati sia la milza sia il pancreas.

#### Sistema muscolare
Gli squali possiedono una muscolatura di tipo metamerico: i muscoli sono divisi in segmenti, chiamati miotomi che sono disposti in fila uno dopo l'altro. Una caratteristica che differenzia i Selachimorpha dai pesci ossei è la presenza di una muscolatura epibranchiale, che serve a muovere le fessure branchiali. Questo movimento, necessario per rifornire le branchie di acqua ossigenata, non è presente nei carcharhinidae che, come accennato nella sezione respirazione e circolazione, sono costretti a mantenersi costantemente in movimento per non soffocare. La rete mirabile, già citata nella sezione temperatura corporea, serve anche a irrorare i muscoli permettendo loro di lavorare a una temperatura maggiore, e di lavorare meglio di quanto non avvenga tra i pesci a circolazione semplice.

#### Sistema nervoso
Gli squali sono dotati di un sistema nervoso centrale, uno periferico, e di numerosi organi di senso, che tratteremo nel seguito. L'encefalo e il midollo spinale costituiscono il sistema centrale; il cervello è diviso in varie aree. Quella proencefalica è sede dell'olfatto, quella mesencefalica della vista e quella romboencefalica dell'udito e della ricezione di stimoli meccanici. Esistono dodici paia di nervi che conducono al cervello gli stimoli esterni provenienti dai sensi.

### I sensi dello squalo

#### Olfatto

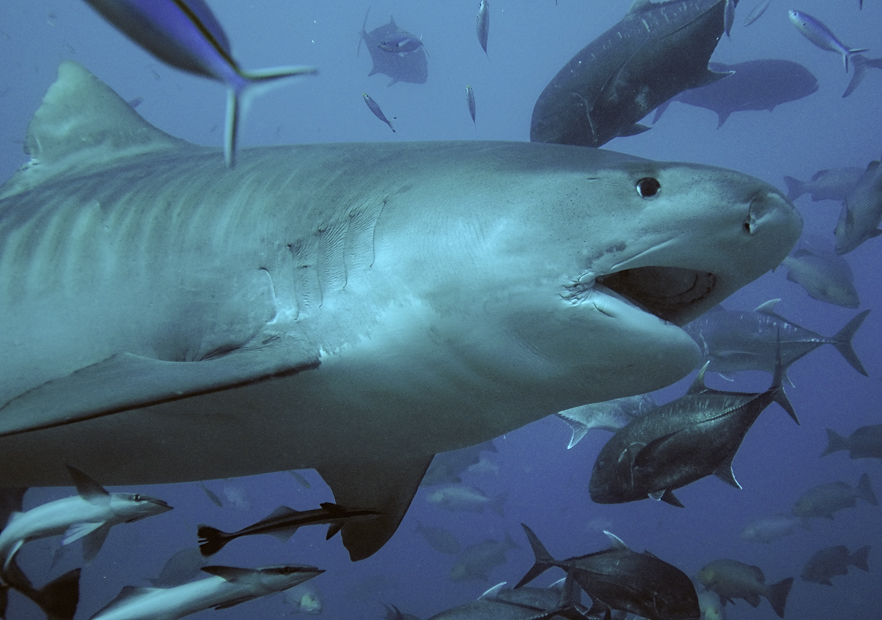
Uno squalo tigre si orienta tra le prede

In alcune specie, gli organi olfattivi sono in grado di rilevare una parte per milione di sangue presente in acqua marina. L'acqua entra attraverso le narici e passa ai sacchi nasali mentre lo squalo nuota, mentre viene pompata direttamente dalle narici quando l'animale è a riposo. Questo secondo fenomeno avviene naturalmente solo per quelle specie che rimangono immobili mentre riposano e sono in grado di pompare l'acqua come accennato nel paragrafo respirazione e circolazione.
I sacchi nasali sono forniti al centro di lamelle o filamenti di tessuto tappezzati di recettori olfattivi, verso i quali viene diretta l'acqua. Il senso olfattivo è collocato nel corto condotto che collega le aperture nasali anteriore e posteriore, che nei pesci ossei sono fuse, ma negli squali sono distinte. Gli squali sono attratti dagli agenti chimici contenuti nelle viscere di molte specie, e in conseguenza di questo spesso si soffermano nei pressi di scarichi fognari. Alcune specie, come lo squalo nutrice, presentano dei barbigli che potenzia ancora di più la sensibilità nella ricerca di prede.
Di solito all'olfatto (che negli squali è un senso superiore) è affidata la responsabilità di identificare le prede lontane, mentre sulle brevi distanze gli squali privilegiano la linea laterale, nuotando attorno alla preda per percepire i suoi movimenti in acqua, oppure ricorrono agli speciali pori sensoriali elettroricettivi di cui sono dotati (le ampolle di Lorenzini) per discriminare i campi elettrici generati dalla preda da quelli creati dal moto ondoso oceanico.

#### Gusto
Sembra che questo senso risieda nei bottoni gustativi, presenti non solo all'interno del cavo orale, ma anche sulla pelle che circonda la bocca.

#### Vista

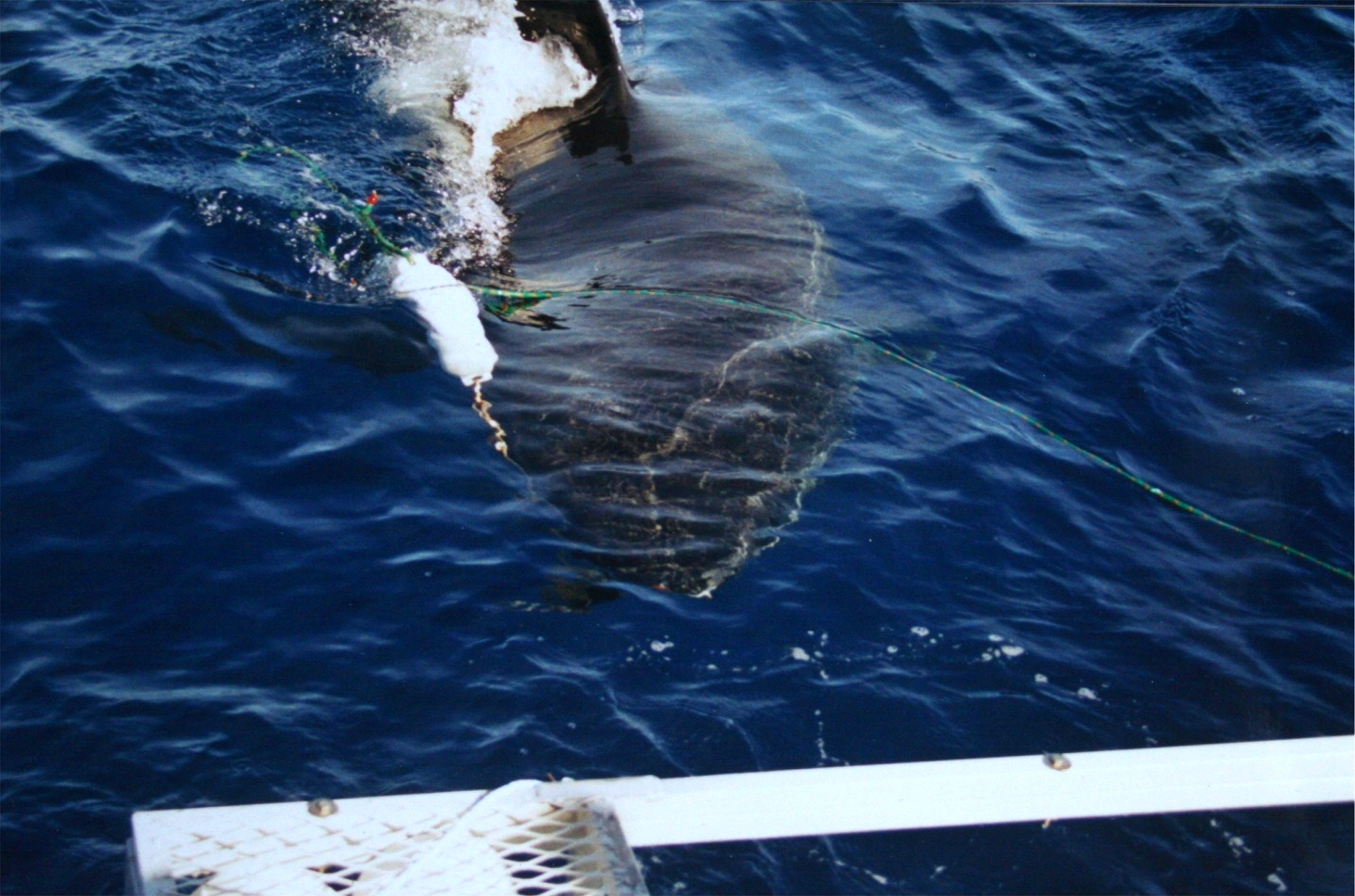
Un grande squalo bianco presso Isla Guadalupe in Messico, si avvicina alla gabbia dei sub

L'occhio dello squalo è simile a quello degli altri vertebrati, ossia dotato di cristallino, cornea e retina. La differenza principale consiste in un adattamento all'ambiente marino: gli occhi presentano una membrana chiamata tapetum lucidum, che si trova dietro la retina e vi riflette una seconda volta la luce, in modo da migliorare la percezione luminosa e la visibilità nelle acque più oscure. L'efficacia della membrana non è naturalmente la stessa per tutte le specie, ma vari tipi di squalo presentano uno spiccato adattamento alla vita notturna. Gli squali hanno le palpebre, ma non le sbattono frequentemente in quanto l'azione dell'acqua circostante è sufficiente alla pulizia dell'occhio. Alcuni presentano la membrana nittitante (più diffusa tra gli uccelli) per proteggere l'occhio durante la caccia e quando l'animale è minacciato.
Altri come il grande squalo bianco, non ne sono dotati, ma si proteggono comunque ruotando gli occhi all'indietro quando colpiscono la preda. L'importanza della vista durante la caccia è fonte di dibattito. Alcuni scienziati sostengono che la ricezione elettrochimica sia più importante, altri invece utilizzano l'esistenza della membrana nittitante come prova del fatto che la vista sia fondamentale per l'animale, in quanto presumibilmente non proteggerebbe gli occhi se non fossero essenziali per la sua sopravvivenza. Un'altra facoltà interessante degli squali è la capacità di passare da una visione monoculare a una stereoscopica in qualsiasi momento a seconda delle condizioni ambientali (il modo in cui lo fanno varia ancora a seconda della specie).

#### Udito

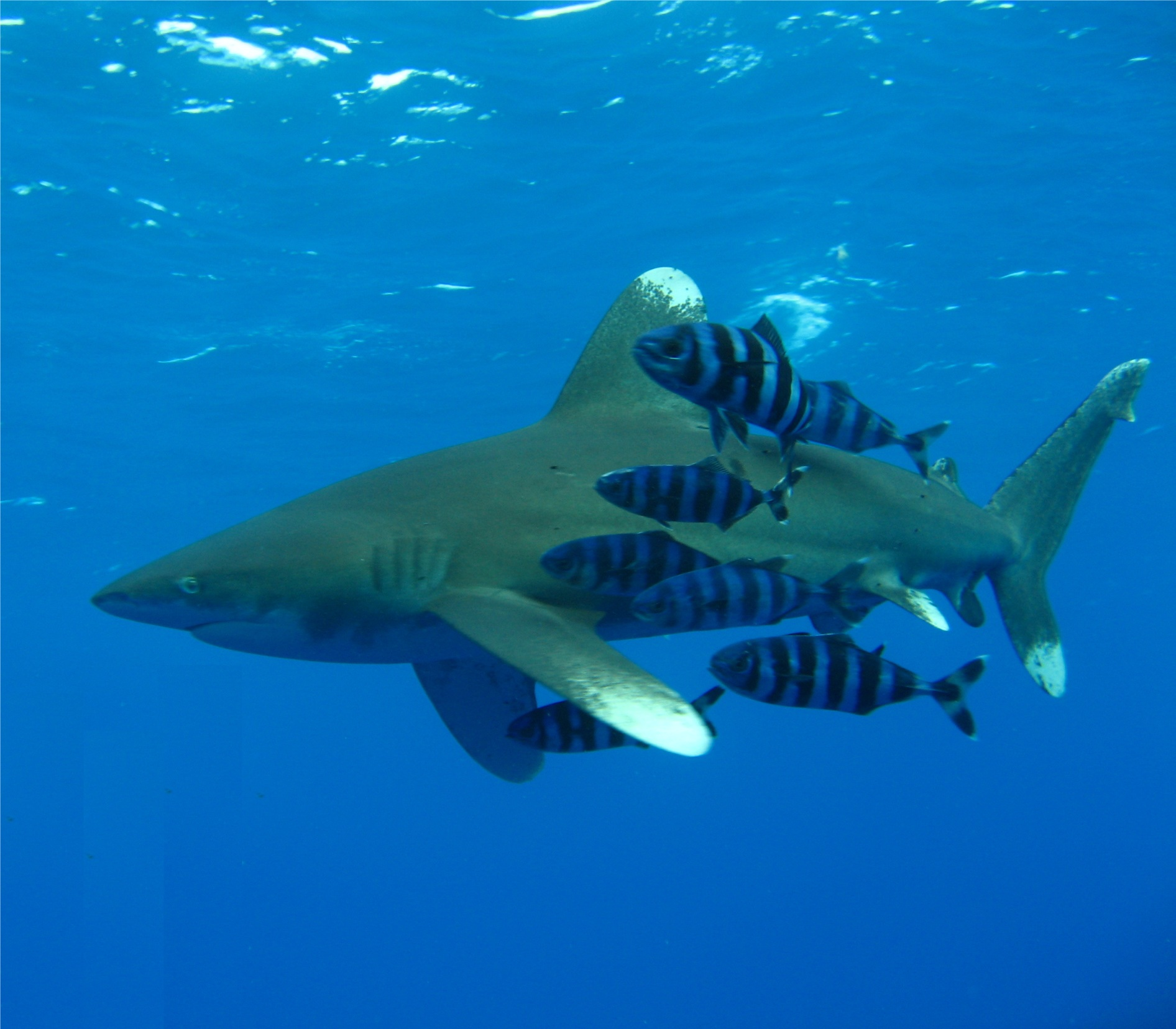
Squalo longimano con un piccolo seguito di pesci pilota

Benché sia molto difficile testarlo, da alcune osservazioni sembra che gli squali siano dotati di un udito molto fine e che possano percepire i movimenti di una preda lontana diversi chilometri. Una piccola apertura su entrambi i lati della testa (da non confondersi con le branchie) conduce direttamente all'orecchio interno attraverso un canale molto stretto. La linea laterale funziona in modo simile essendo collegata all'ambiente esterno da una serie di minuscole aperture denominate pori di linea laterale. Questo sottolinea la comune origine dei due sensi che identificano vibrazioni e suoni e sono riuniti nel sistema acustico-laterale. A differenza di ciò che notiamo negli squali, nei pesci ossei e nei tetrapodi non esiste più l'apertura diretta tra orecchio interno e ambiente esterno.

#### Linea laterale

Linea laterale in uno squalo

Questo senso è posseduto da molti pesci, squali inclusi, e permette di riconoscere movimenti e vibrazioni nell'acqua. Gli squali usano questa facoltà per individuare i movimenti di altri organismi, in particolare quelli dei pesci feriti. La banda di frequenze che riconoscono è quella compresa tra 25 e 50 Hz.

#### Elettroricezione

Elettrorecettori (ampolle di Lorenzini) e canali di linea laterale nella testa di uno squalo.

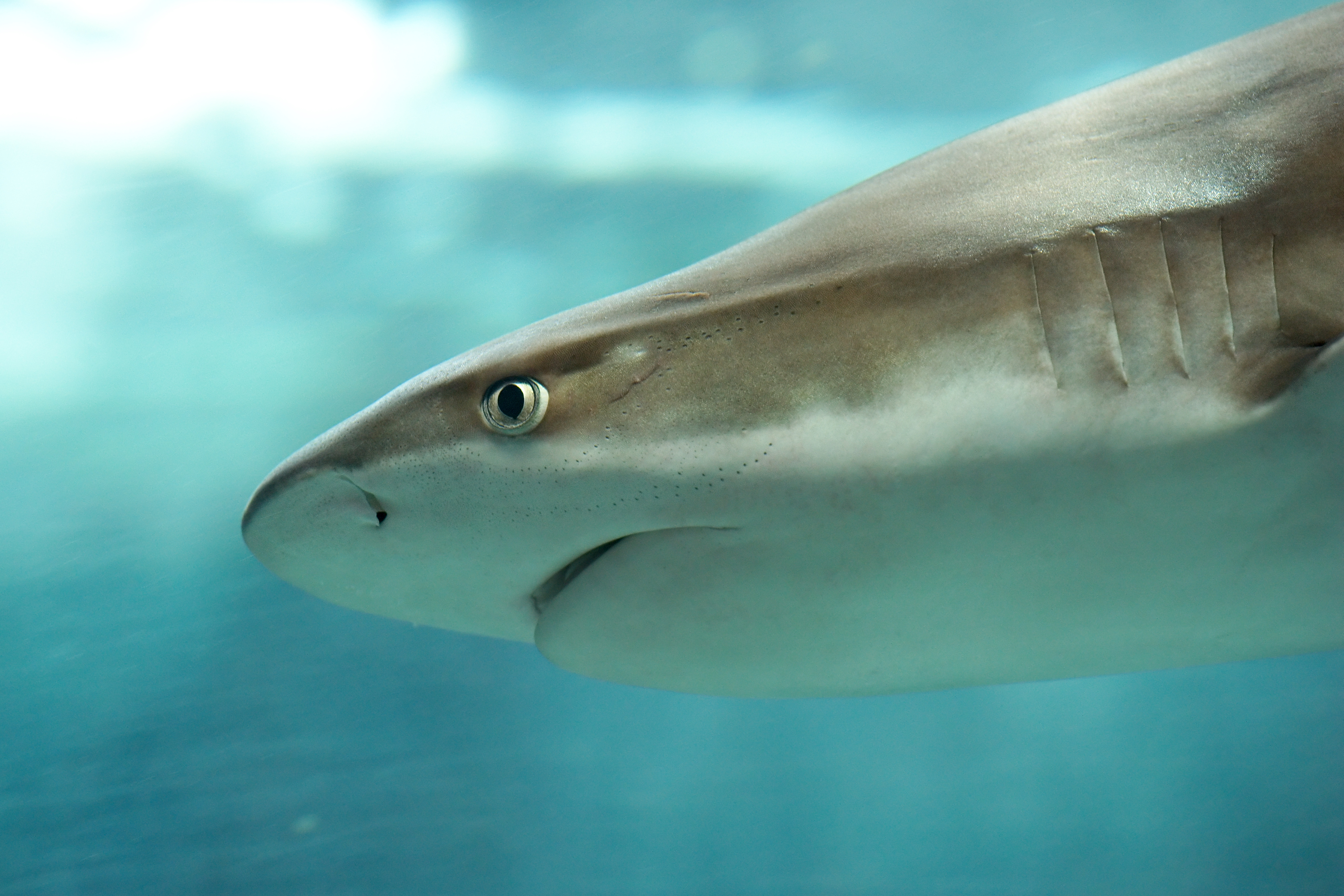
Sul muso di questo squalo pinna nera del reef (Carcharhinus melanopterus) è chiara la presenza degli organi preposti all'elettroricezione

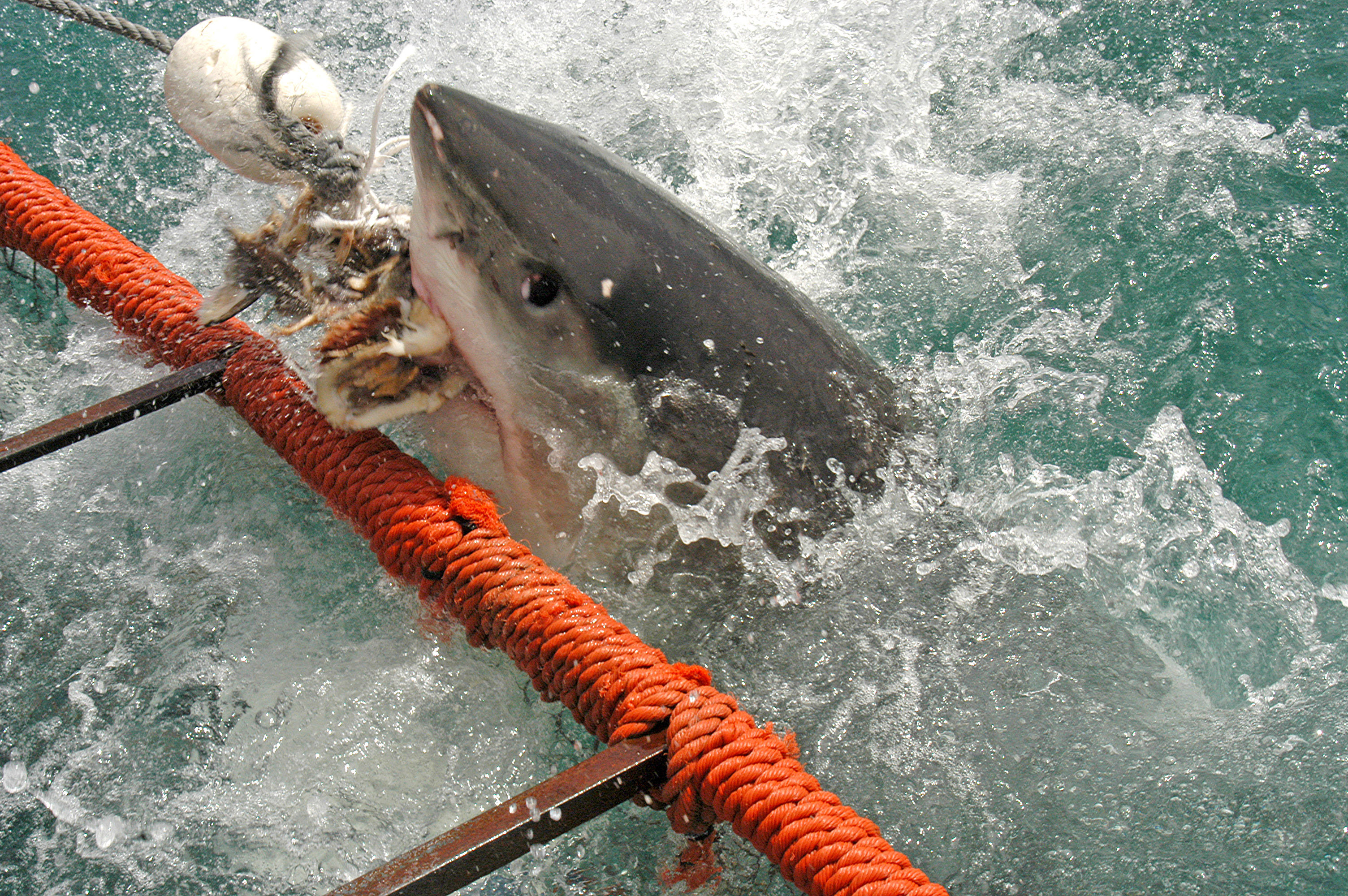
Un grande squalo bianco si dimostra aggressivo nei pressi di una gabbia per l'osservazione

Una delle ultime caratteristiche dello squalo che si è scoperta è la sua sensibilità a campi magnetici ed elettrici che gli deriva dalla presenza di alcuni recettori collegati ai pori del muso. Il vero organo capace di questa caratteristica è il complesso formato dalle ampolle di Lorenzini. Il funzionamento è molto simile a quello del labirinto auricolare presente nell'orecchio umano. Alcune ciglia immerse in un gel vengono sollecitate dalle variazioni di campo grazie all'azione di una pompa protonica e sono quindi suscettibili a un gradiente elettrochimico. Da alcuni esperimenti fatti in mare aperto si è compreso che lo squalo utilizza tutti i sensi, ma ne attiva alcuni solo a distanze prossime alla preda.
Infatti se da lontano prevalgono odore, magari del sangue che sgorga da una ferita anche se diluito, e logicamente vista, da vicino, se l'acqua si fa torbida e deve procedere alla cieca, lo squalo fa proprio affidamento su questo sistema che gli permette di serrare la mascella a colpo sicuro. Il fatto che l'elettroricezione vada a soppiantare olfatto e vista su brevi distanze è testimoniato anche dal fatto che alcuni squali tendono a dimostrarsi aggressivi nei confronti di apparecchiature elettroniche (come le macchine fotografiche) quando transitano nei pressi di gabbie di sub o navi oceanografiche.
Come accennato le ampolle di Lorenzini sono l'organo elettrorecettore dello squalo e variano in numero da un paio di centinaia a qualche migliaio a seconda dell'individuo. Gli squali le usano per riconoscere i campi elettrici che ogni essere vivente produce. Questa percezione aiuta l'animale a trovare le prede anche in condizioni di pessima visibilità (in modo particolare ciò accade per gli squali martello). Tra tutti gli animali conosciuti, gli squali sono quelli con la più precisa percezione elettrica. L'identificazione delle prede diventa utile soprattutto quando esse si nascondono sotto la sabbia del fondale marino. Anche in quei momenti esse producono infatti inavvertitamente dei campi elettrici. È a causa di questo senso se a volte gli squali attaccano per sbaglio delle barche: il potenziale elettrochimico che l'interazione tra il metallo e l'acqua salata genera assomiglia infatti ai deboli campi generati dalle prede, e in più, essendo spesso più potente di questi ultimi, riesce ad attirare squali che si trovano anche a grandi distanze. Un altro utilizzo dell'elettroricezione è a fini di orientamento: le correnti oceaniche generate dal campo magnetico terrestre producono anch'esse dei campi elettromagnetici e sono usate dagli squali per migrare e rendere meno dispendiosa la navigazione.

### Riproduzione

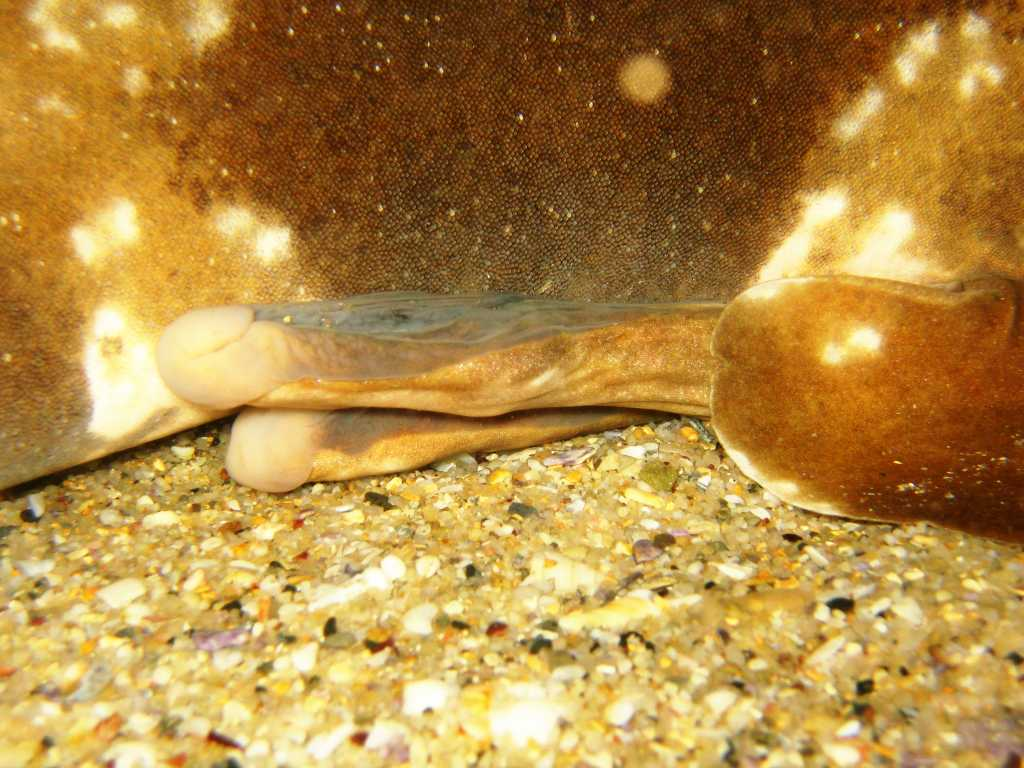
Emipeni in un maschio di squalo marmoreggiato (Orectolobus maculatus)

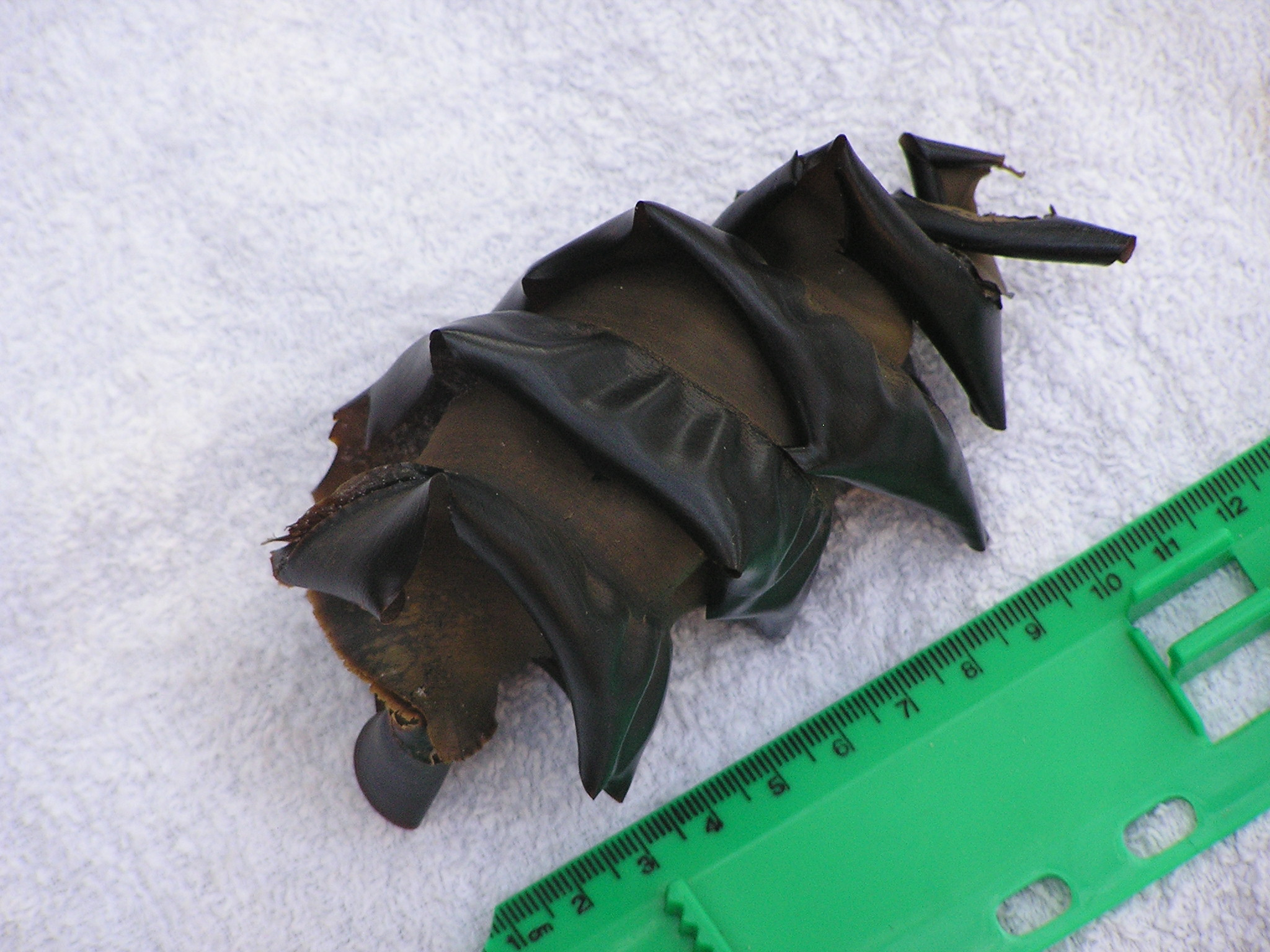
Contenitore per le uova di uno squalo di Port Jackson, ritrovato presso Vincentia Beach, nel Territorio della baia di Jervis, in Australia

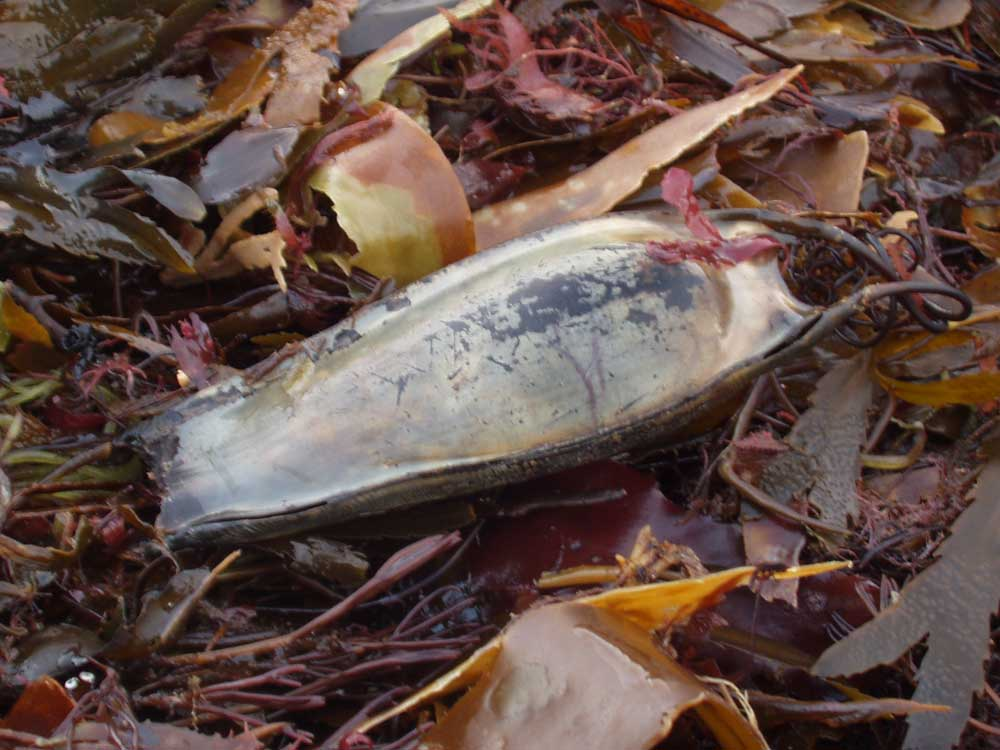
Borsellino della sirena

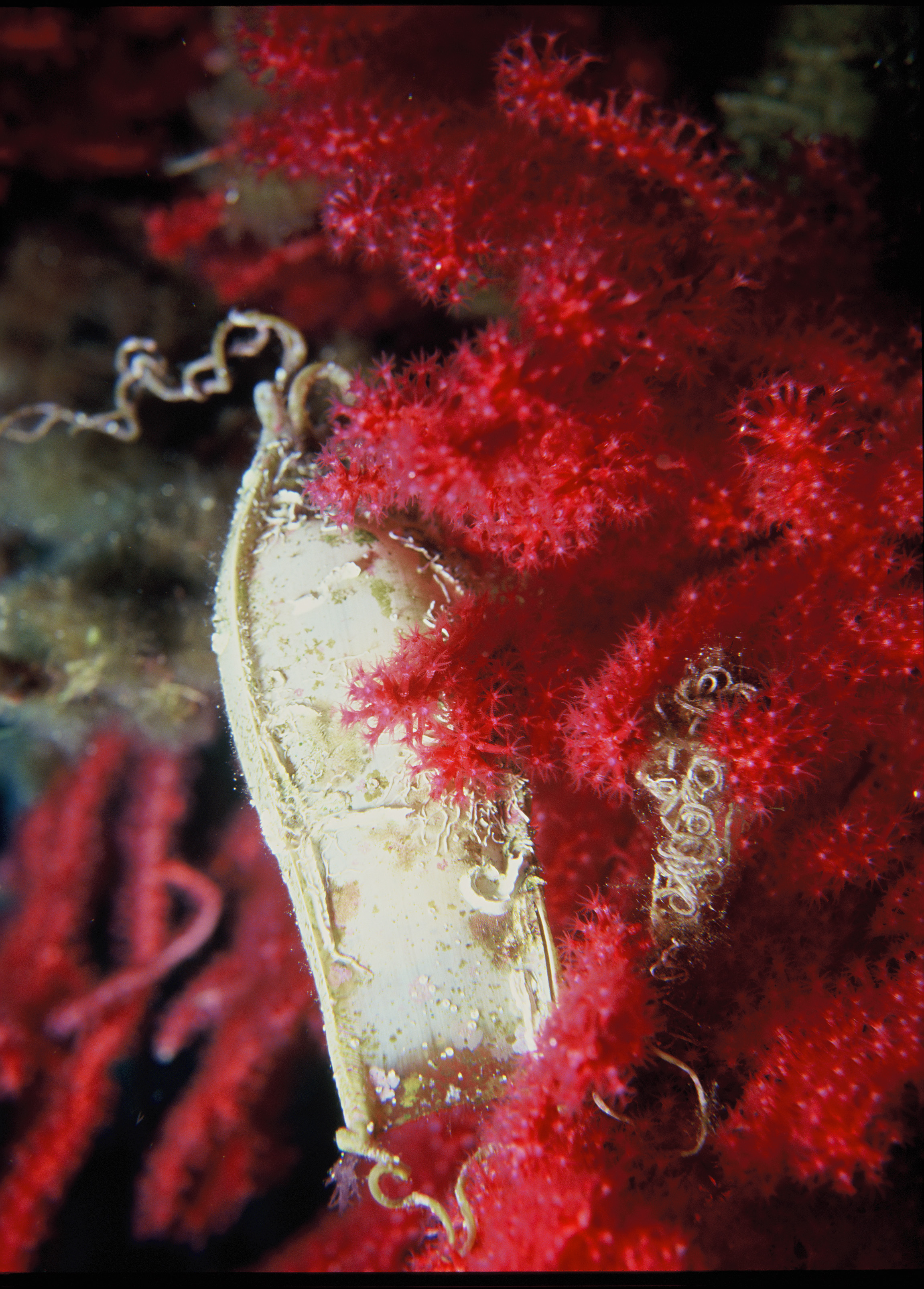
Uova di squalo

Il sesso di uno squalo può essere determinato in modo semplice. Nei maschi si trovano pinne pelviche modificate che costituiscono gli emipeni, delle appendici prensili, comuni in alcuni pesci e rettili, che servono a trattenere la femmina durante l'accoppiamento. Negli squali però l'importanza degli emipeni non si ferma certo qui: questi organi, noti anche come pterigopodi o gonopodi, adempiono anche la funzione che nei mammiferi è svolta dal pene, cioè si occupano della fecondazione vera e propria all'interno dell'apparato genitale femminile.
L'accoppiamento tra squali è stato osservato raramente in maniera diretta, e tra le varie specie ci sono delle differenze non trascurabili in questa pratica. I piccoli Scyliorhinidae ad esempio, si accoppiano arrotolandosi intorno al corpo della femmina, mentre nelle specie più grandi e meno flessibili, maschio e femmina nuotano paralleli uno all'altra finché il primo non inserisce uno degli emipeni nell'ovidotto della femmina. Molte femmine delle specie più grandi presentano segni di morso che derivano loro dal tentativo del maschio di mantenere la posizione corretta durante l'accoppiamento. I segni possono derivare anche dalle pratiche di corteggiamento, durante le quali il maschio può mordere la femmina per dimostrare il suo interesse. In alcune specie la femmina ha sviluppato una pelle più robusta proprio per ovviare a questo problema.
Il rene maschile è direttamente collegato al testicolo. Alcune delle cellule renali costituiscono la ghiandola di Leydig, preposta a secernere il liquido spermatico. La femmina invece ha reni indipendenti rispetto agli ovari e riesce talvolta a conservare lo sperma per un anno. Solo all'interno dell'ovario destro (nelle specie ovipare) si trovano le uova, che sono di dimensioni relativamente grandi. Le due tube sono dotate di ghiandole nidamentali che producono l'albume e i contenitori delle uova e preposte all'immagazzinamento dello sperma dopo la fecondazione. Gli ovidotti si allargano poi in due uteri che confluiscono in una vagina comune. Gli squali adottano una strategia di riproduzione differente da quella della maggior parte dei pesci. Invece di produrre un enorme numero di uova e progenie (strategia che in media produce un tasso di sopravvivenza dello 0,1%), gli squali generano di solito una dozzina di cuccioli (anche se è documentato che una verdesca ne ha partoriti 135, e alcune specie non ne mettono al mondo più di due alla volta). Questi cuccioli sono protetti da membrane molto robuste che avvolgono le uova, oppure vengono alla luce già vivi.
I cuccioli di squalo possono nascere in tre modi diversi:
- Oviparità: alcuni squali depongono uova. In questi casi, spesso l'embrione viene protetto da un contenitore della consistenza della pelle di squalo. A volte questi contenitori vengono infilati in fessure rocciose per aumentare ancora di più il livello di protezione. I borsellini delle sirene, che di tanto in tanto vengono rinvenuti sulle spiagge, sono proprio contenitori per uova rimasti vuoti. Tra gli squali ovipari ci sono il gattuccio, lo squalo di Port Jackson e il Cephaloscyllium ventriosum[36].
- Viviparità: in questo caso la madre mantiene un contatto placentale con l'embrione in via di sviluppo, in modo analogo a quanto fanno i mammiferi durante la gestazione. Il nutrimento della prole avviene attraverso un vero e proprio cordone ombelicale. In questo modo il cucciolo nasce già vivo e con tutte le funzionalità di base attive. Gli squali martello, gli squali requiem (come lo squalo dello Zambesi e lo squalo tigre) e lo squalo elefante appartengono a questa categoria. Si ritiene che lo squalo elefante sia la specie caratterizzata dalla gestazione più lunga (superiore a 18-24 mesi), ma non vi sono ancora prove scientifiche al riguardo[37].
- Ovoviviparità: è il metodo riproduttivo più diffuso tra gli squali. Il cucciolo viene nutrito dal tuorlo dell'uovo e poi da fluidi secreti dalle ghiandole della parete dell'ovidotto (noti come latte uterino) e, spesso, anche dal sacco vitellino. Durante tutta la fase di crescita dell'embrione l'uovo rimane all'interno dell'ovidotto in modo da usufruire delle due fonti di nutrimento citate in precedenza. Come accade nel caso dei vivipari, quando viene alla luce il cucciolo è già vivo ed è in possesso di tutte le sue funzionalità. Alcune specie praticano l'ovofagia: in questi casi il primo embrione ad attecchire si ciba dei rimanenti all'interno dell'ovidotto. Si ritiene che questo meccanismo di sopravvivenza sia diffuso tra tutti i Lamniformes. I cuccioli di squalo toro hanno portato questo meccanismo a un'evoluzione ancora più avanzata: l'embrione dominante si ciba degli altri embrioni in fase di sviluppo in un processo noto come cannibalismo intrauterino. L'aspetto caratterizzante dell'ovoviviparità è che i nascituri raggiungono dimensioni considerevoli già prima di venire alla luce. In seguito al ritrovamento, nel 1953, di un uovo che conteneva un embrione quasi completamente formato, lo squalo balena è stato per anni classificato come oviparo. Tuttavia, la rarità dei ritrovamenti di uova, la presenza negli adulti dell'ombelico e altre caratteristiche della specie hanno portato i ricercatori alla conclusione che l'uovo di cui sopra fosse il risultato di un aborto e che probabilmente gli squali balena fossero ovovivipari[38]. La conferma giunse nel 1996, quando all'interno del corpo di uno squalo balena pescato a Taiwan furono ritrovati 300 embrioni, alcuni ancora all'interno dei borsellini delle sirene, altri no[39]. In genere le femmine ovovivipare partoriscono in luoghi protetti, come baie, foci di fiumi e anfratti poco profondi. Questi luoghi sono scelti per fornire protezione dai predatori (principalmente altri squali) e per l'abbondanza di cibo.

#### Partenogenesi (riproduzione asessuata)
Ci sono due casi documentati di femmine di squalo che hanno concepito un avannotto senza entrare in contatto con un maschio, attraverso un processo noto come partenogenesi (in uno dei due casi si trattava di uno squalo martello). I dettagli di questo meccanismo non sono ancora noti, anche se l'impronta genetica degli avannotti in esame ha dimostrato che essi non presentavano contributo paternale nel loro genoma, ma erano cloni perfetti della madre. L'ipotesi di una riserva di sperma maschile nel corpo della madre andava perciò a decadere. Non si conosce per la verità neppure l'estensione di questa pratica tra le varie specie di squalo. La comunità scientifica asserisce che probabilmente questo tipo di comportamento in natura è molto raro, e rappresenta un ultimo disperato tentativo di riproduzione da parte delle femmine di alcune specie che si trovano, ad esempio perché in cattività, in assenza di un compagno. Ciò condurrebbe comunque a un'assenza di diversità genetica, elemento necessario per una valida difesa contro le minacce naturali. Una situazione di questo genere può aver contribuito al declino della verdesca sulle coste irlandesi.

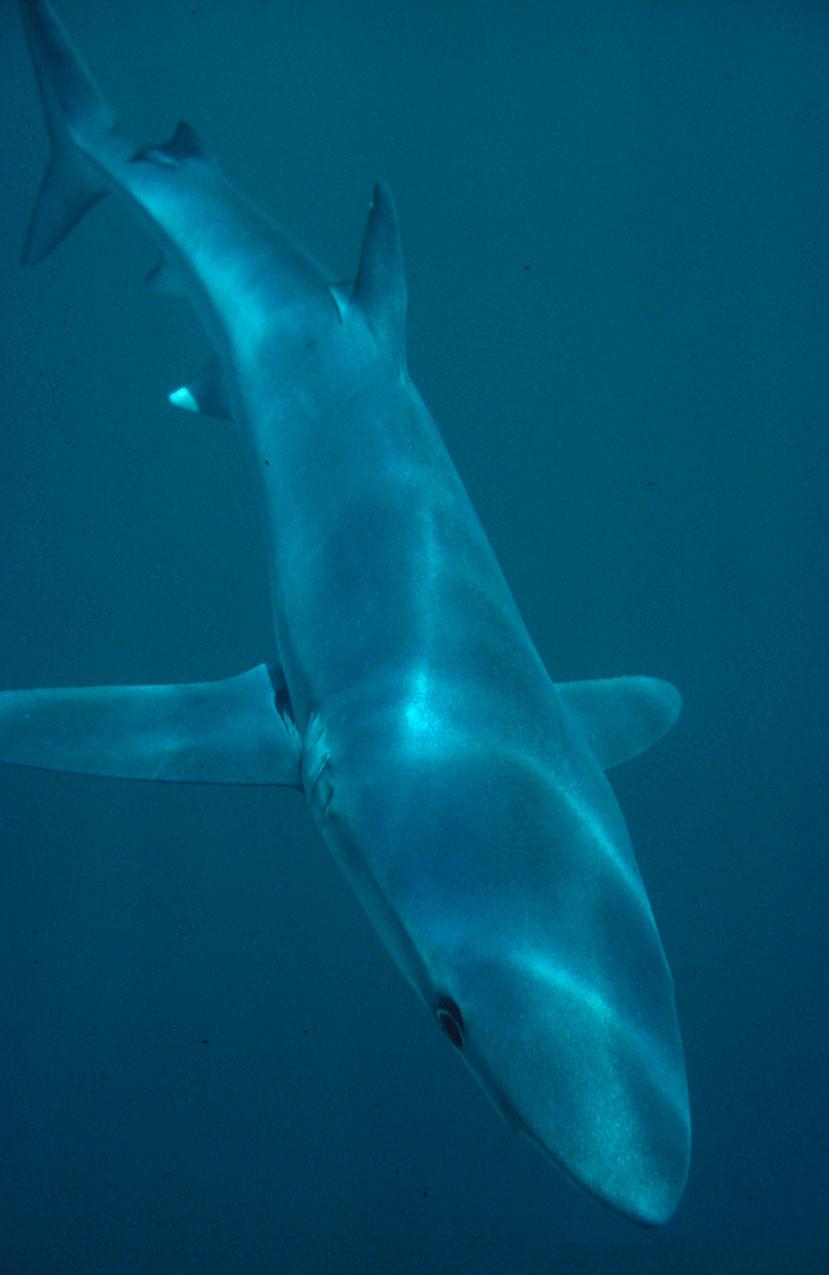
Verdesca (Prionace glauca). Sembra che esemplari di questa specie abbiano praticato la partenogenesi.
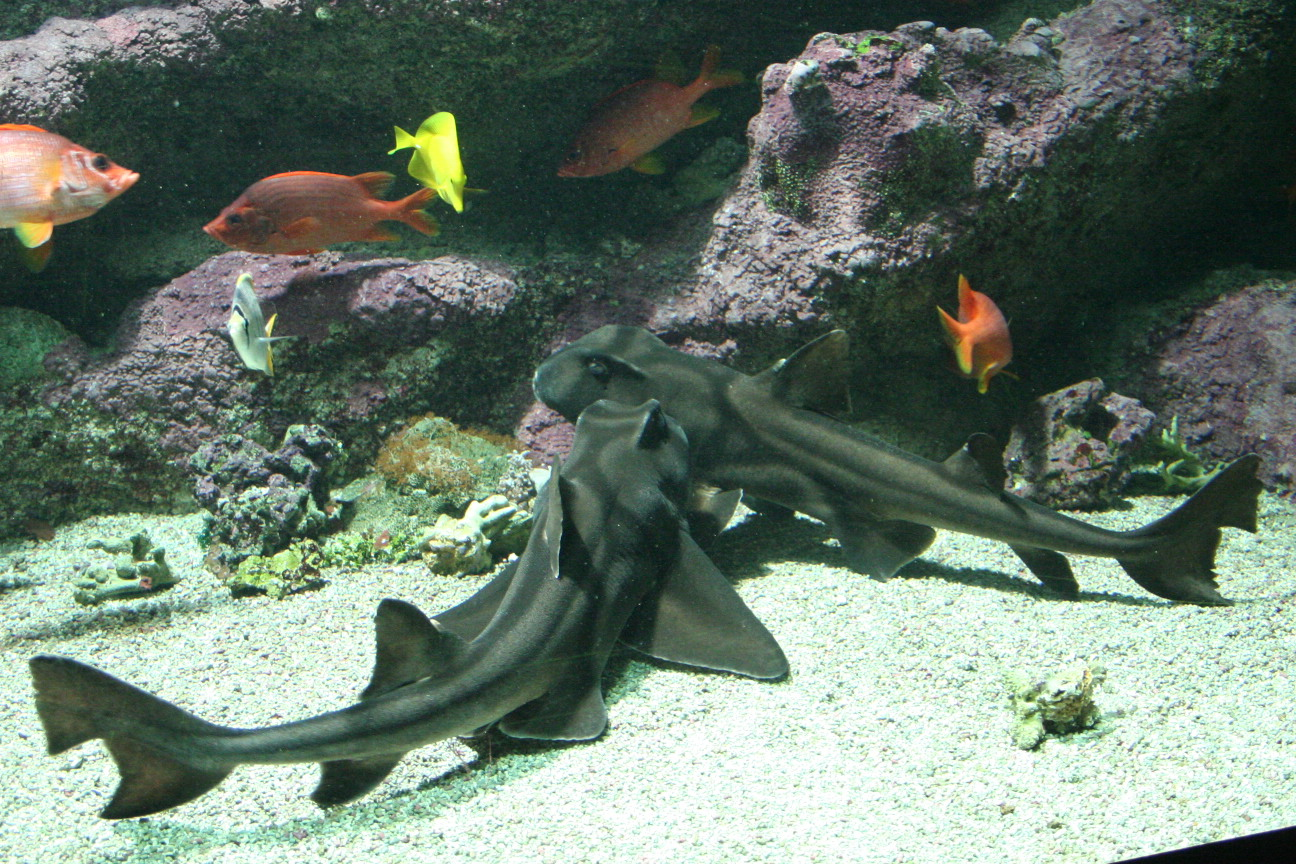
Squalo di Port Jackson (Heterodontus portusjacksoni). Esempio di specie ovipara.
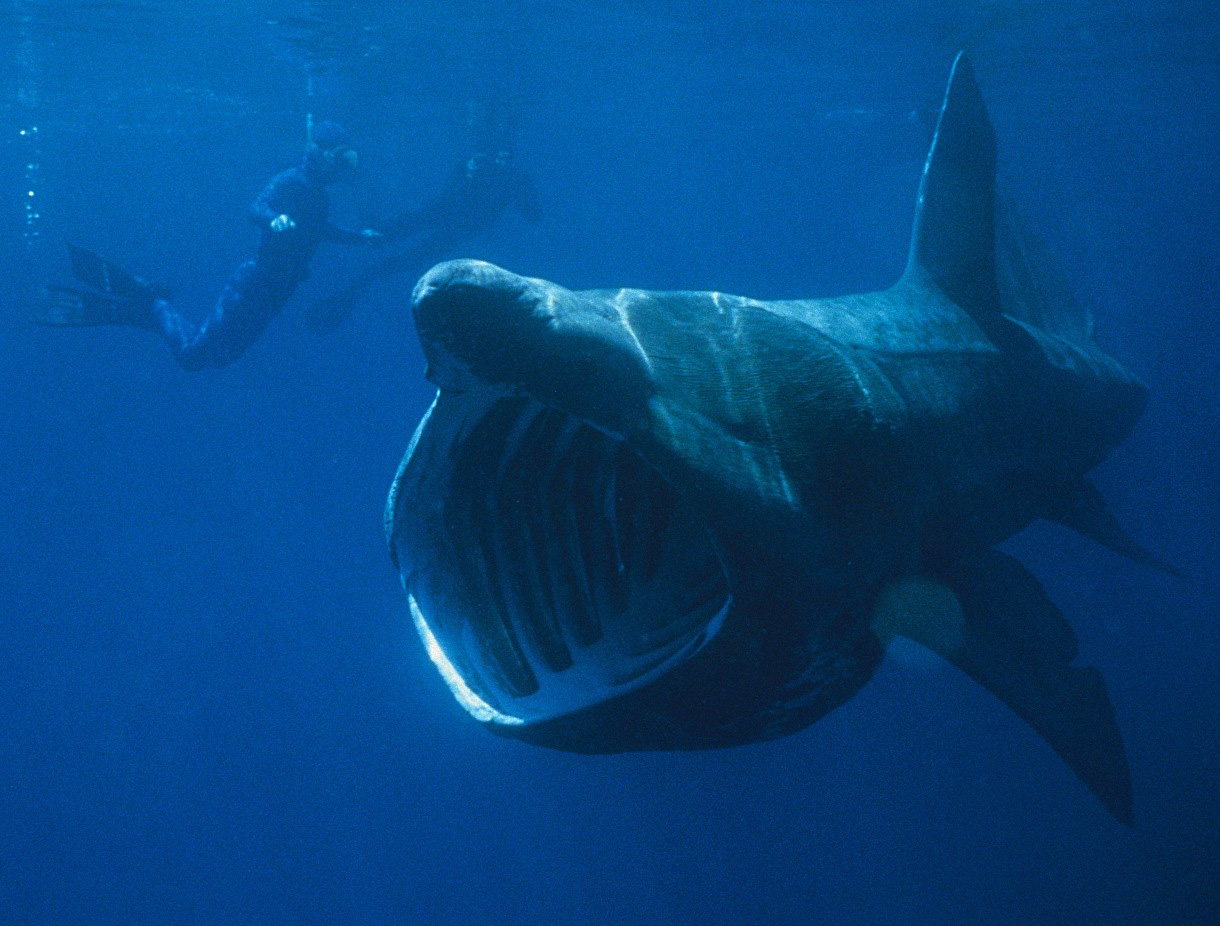
Squalo elefante (Cetorhinus maximus). Esempio di specie vivipara.
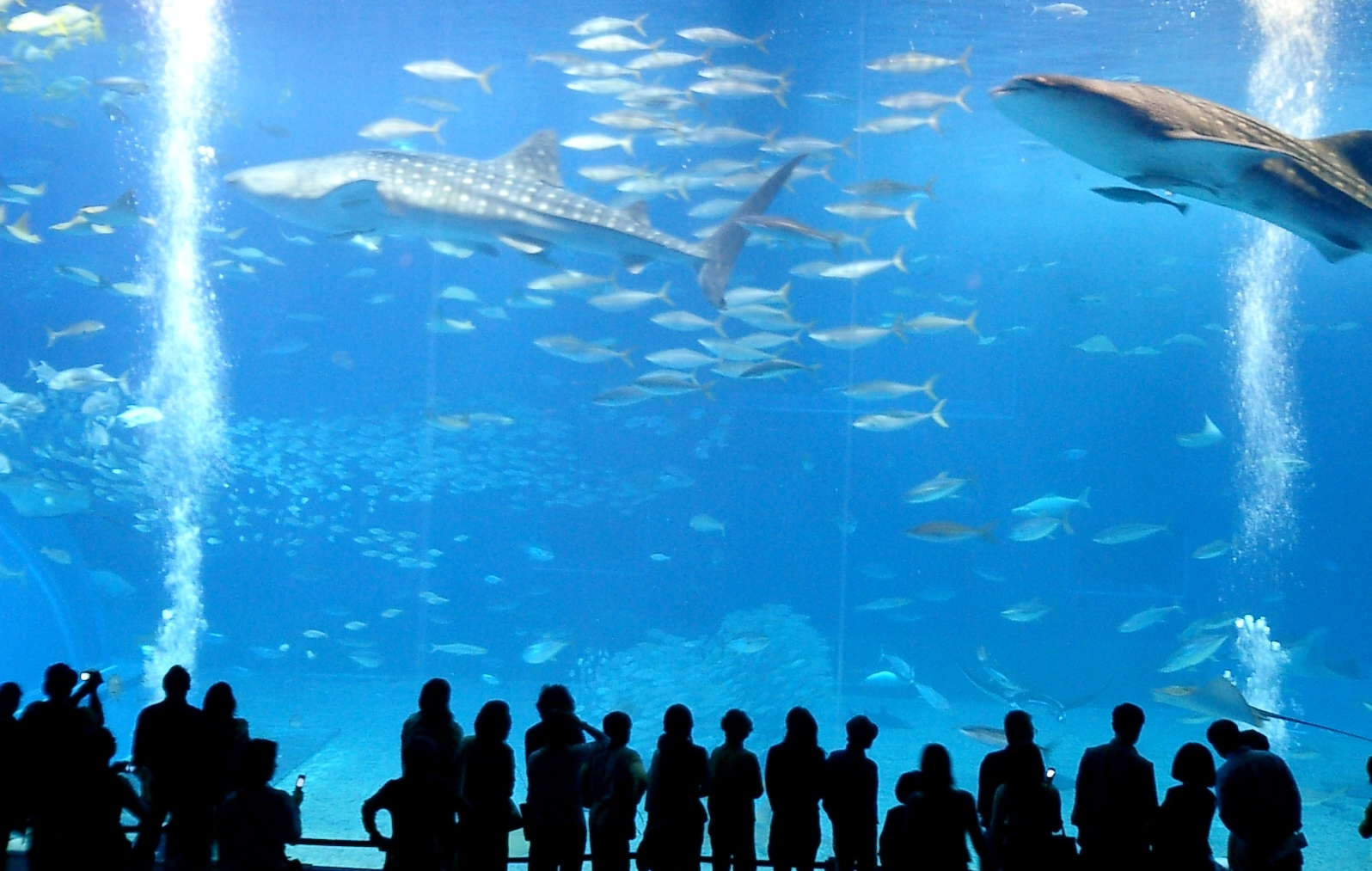
Squalo balena (Rhincodon typus) nell'acquario di Okinawa. Esempio di specie ovovivipara.

## Classificazione
Esistono otto ordini di squalo:
| Carcharhiniformes  | (Squali requiem). L'ordine è distinto in otto famiglie e 266 specie. Alcune di esse sono pericolose per l'uomo. Ad esempio citiamo lo squalo longimano (Carcharhinus longimanus) e lo squalo tigre (Galeocerdo cuvier). - - Scyliorhinidae 147 specie, squali gattucci - Proscylliidae 7 sp. - Pseudotriakidae 4 sp., falsi gattucci - Leptochariidae 1 sp. (Leptocharias smithii) - Triakidae 40 sp., squali palombi - Hemigaleidae 8 sp. , squali donnola - Carcharhinidae 52 sp., squali requiem - Sphyrnidae 9 sp., squali martello | 'Carcharhinus perezi |
| Heterodontiformes  | (Squali testa di toro). L'ordine è composto da un'unica famiglia con nove specie. Ne fanno parte Heterodontus francisci e Heterodontus portusjacksoni. - - Heterodontidae 9 specie |                      |
| Hexanchiformes     | (Capochiatti e squali anguilla). Comprende due famiglie e sei specie. Probabilmente si tratta dell'ordine più antico, e ha la caratteristica di avere un numero superiore di aperture branchiali rispetto agli altri ordini, cioè sei o sette. Gli appartenenti a quest'ordine hanno una sola pinna dorsale. Esempi di specie di Hexanchiformes sono il capo piatto o pesce vacca (Hexanchus griseus) e lo squalo manzo (Heptranchias perlo). - - Chlamydoselachidae 2 specie - Hexanchidae 4 sp. |                      |
| Lamniformes        | (Lamniformi). L'ordine è distinto in sette famiglie e sedici specie. Comprende solo squali dal corpo fusiforme. Alcune specie sono pericolose per l'uomo, soprattutto quelle della famiglia Lamnidae che comprende il grande squalo bianco (Carcharodon carcharias). Un'altra specie famosa è lo squalo toro (Carcharias taurus). - - Odontaspididae 4 specie, squali cagnacci - Mitsukurinidae 1 sp., (Mitsukurina owstoni) o squalo folletto - Pseudocarchariidae 1 sp., (Pseudocarcharias kamoharai) o squalo coccodrillo - Megachasmidae 1 sp., (Megachasma pelagios) o squalo bocca grande - Alopiidae 3 sp., squali volpe - Cetorhinidae1 sp., (Cetorhinus maximus) o squalo elefante - Lamnidae 5 sp. | Isurus oxyrinchus    |
| Orectolobiformes   | (Squali dai barbigli). Comprende sette famiglie e 36 specie. L'ordine è molto vasto e popola principalmente la zona Indopacifica anche se un'unica specie è presente anche nell'Oceano Atlantico. Questi squali sono caratterizzati dalla presenza di barbigli nasali. Appartengono a quest'ordine lo squalo balena (Rhincodon typus) e l'Orectolobus maculatus. - - Parascylliidae 7 specie - Brachaeluridae 2 sp. - Orectolobidae 7 sp. - Hemiscylliidae 15 sp. - Stegostomatidae 1 sp. (Stegostoma fasciatum) o squalo zebra - Ginglymostomatidae 3 sp. - Rhincodontidae 1 sp. (Rhincodon typus) o squalo balena                                                                                          | Rhincodon typus      |
| Pristiophoriformes | (Pesci sega). È composto da una sola famiglia con sei specie (sono squali abbastanza rari). Sono caratterizzati da una protuberanza dentata sul naso che permette di individuare sul fondo marino i pesci nascosti. Appartengono a questo ordine il Pristiophorus nudipinnis e il Pliotrema warreni. - - Pristiophoridae sei specie e due generi |                      |
| Squaliformes       | (Squaliformi o pesce cani). L'ordine è composto da sette famiglie e 118 specie. Le specie che vi appartengono sono caratterizzate dal fatto di non possedere la pinna anale. Esempi di appartenenti a quest'ordine sono il pesce porco (Oxynotus centrina) e lo spinarolo (Squalus acanthias). - - Echinorhinidae 2 specie - Squalidae 24 sp. - Centrophoridae 15 sp. - Etmopteridae 44 sp. - Somniosidae 18 sp. - Oxynotidae 5 sp. - Dalatiidae 10 sp. |                      |
| Squatiniformes     | (Squali angelo). Comprende una sola famiglia composta da 17 specie. Si tratta di un gruppo di pesci cartilaginei in forte diminuzione in tutti gli areali distributivi. A titolo di esempio conosciamo lo Squatina aculeata e lo Squatina japonica. - - Squatinidae 17 specie |                      |

Classificazione in base alle caratteristiche fisiche esterne degli otto ordini di squalo oggi esistenti

|                    | Alcuni autori considerano gli otto ordini di squalo dei sottordini, ascritti all'ordine Selachoidei WEBSTER, 1913 |                      |

- Secondo WRMS :
  - infraclasse Selachii
    - superordine Galeomorphii
      - ordine Carcharhiniformes
      - ordine Heterodontiformes
      - ordine Lamniformes
      - ordine Orectolobiformes

    - superordine Squalomorphi
      - ordine Hexanchiformes
      - ordine Pristiophoriformes
      - ordine Squaliformes
      - ordine Squatiniformes

## Evoluzione

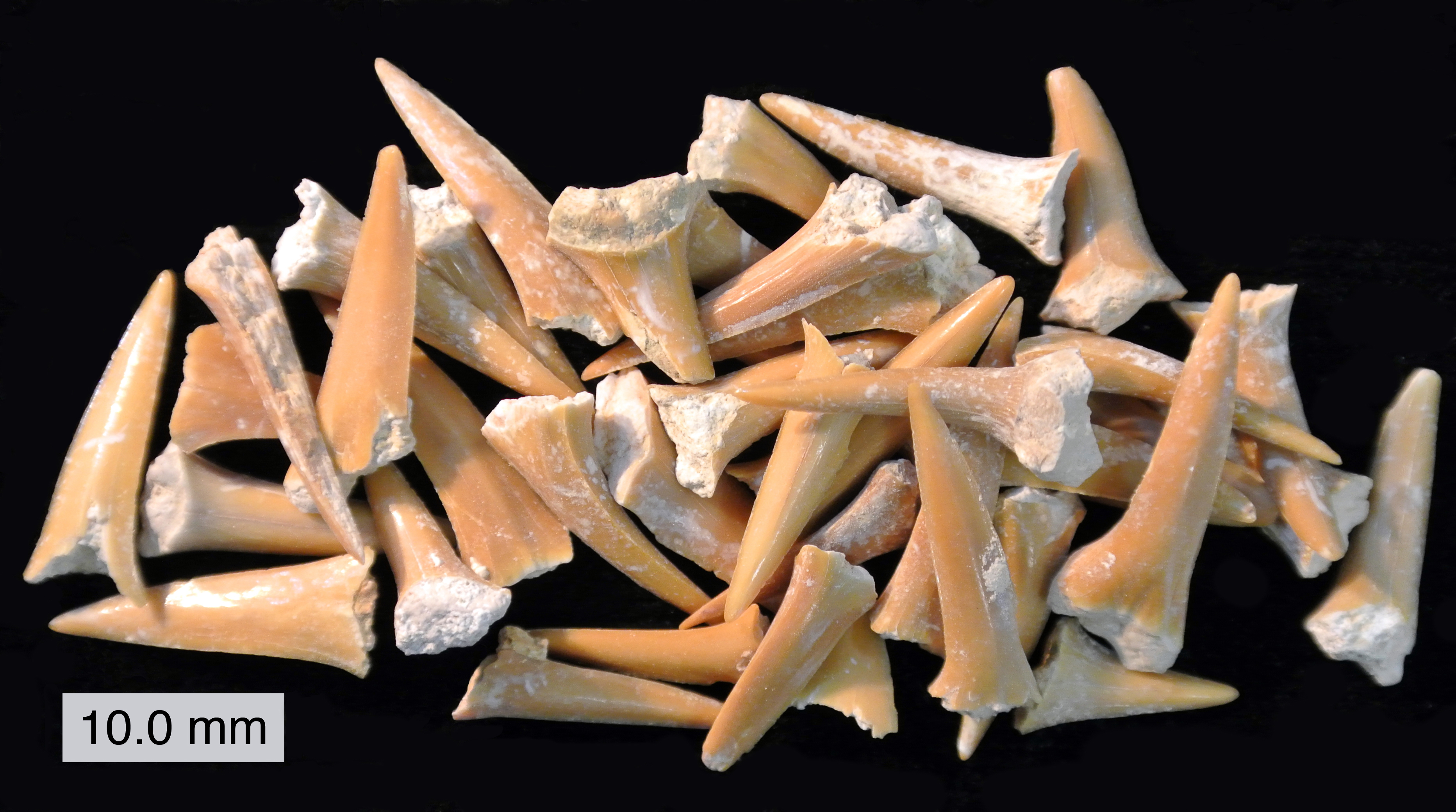
Una collezione di denti di squalo fossilizzati

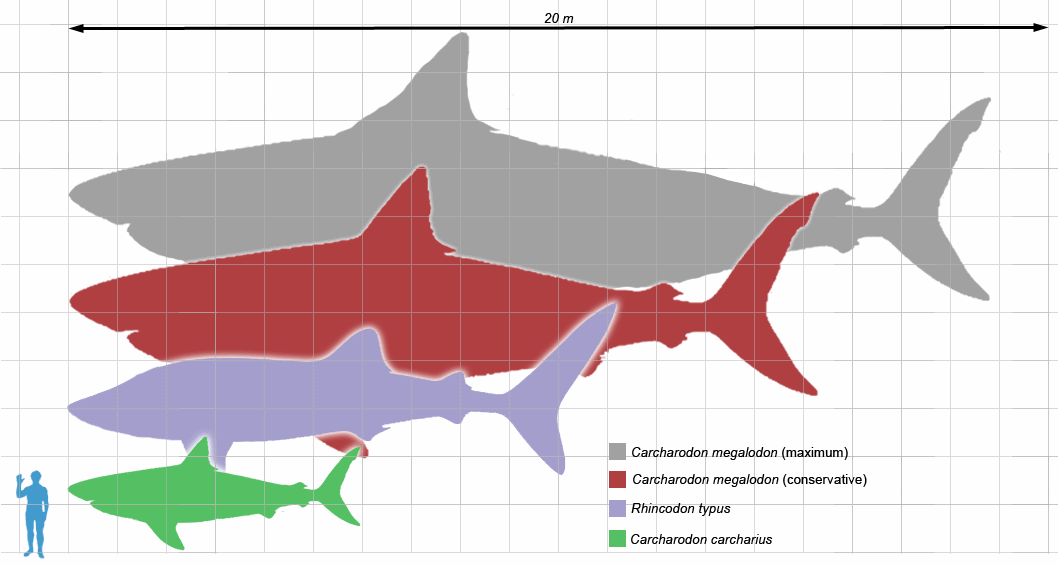
Due Carcharocles megalodon (grigio e rosso che rappresenta la stima più grande e la più piccola) affiancato a un Rhincodon typus (viola), a un Carcharodon carcharias (verde) e a un uomo (blu) per un confronto

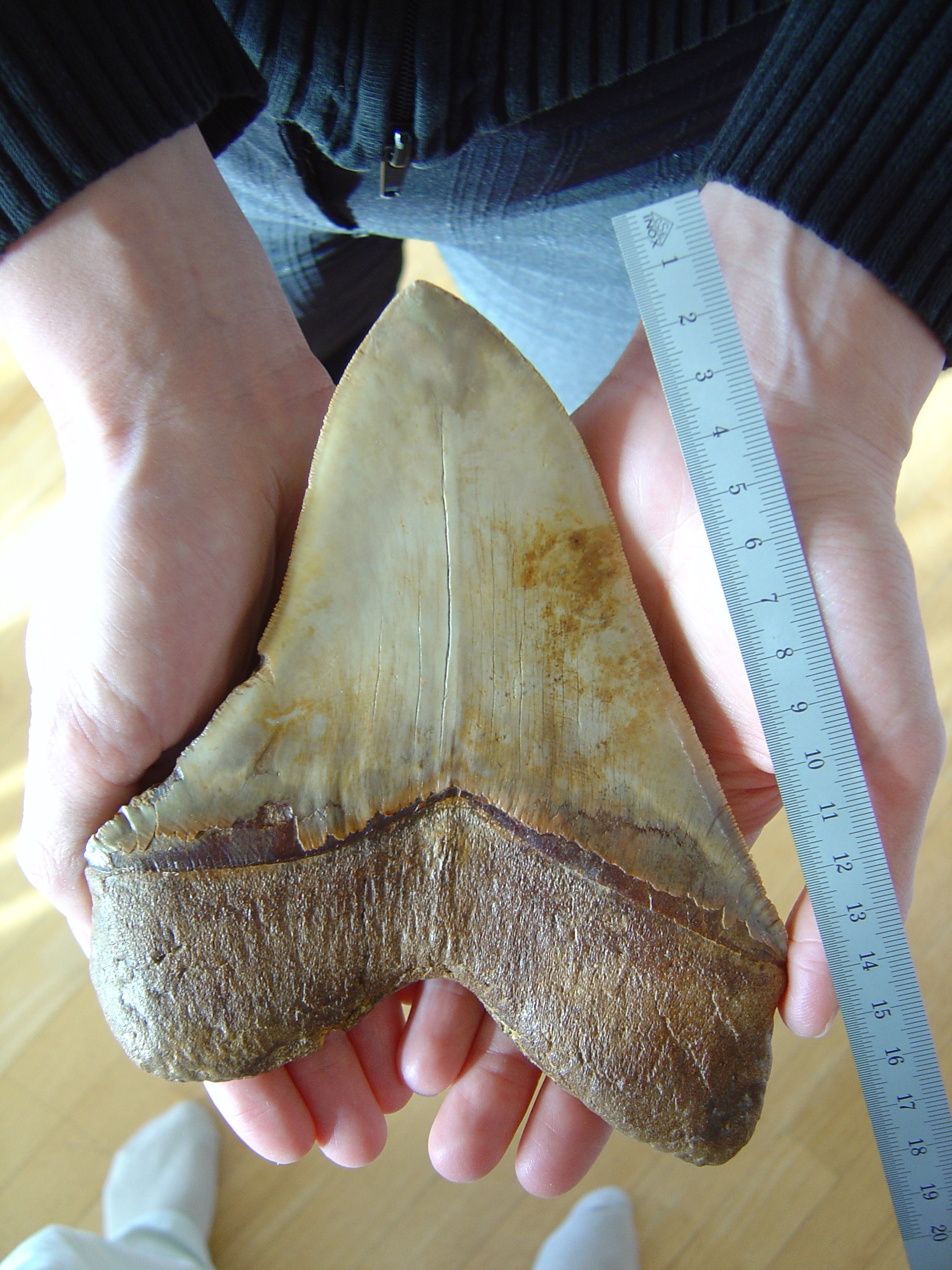
Dente di Carcharodon megalodon rinvenuto nel deserto di Atacama (Miocene)

Ci sono prove scientifiche dell'esistenza di squali che risalgono a circa 450-420 milioni di anni fa, cioè al periodo Ordoviciano. Questo significa che gli squali esistevano prima dei vertebrati terrestri e prima che molte piante avessero colonizzato le terre emerse. I resti fossili dei primi squali consistono essenzialmente di dentelli dermici. I più antichi resti di denti, invece, risalgono a 400 milioni di anni fa. Si suppone inoltre che i primi squali fossero assai diversi da quelli odierni, che, per la maggior parte, hanno lasciato fossili risalenti al massimo a 100 milioni di anni fa.
Praticamente, sono soltanto denti e dentelli degli squali a essere ritrovati sotto forma di fossili, anche se spesso questi resti vengono rinvenuti in grandi quantità. Solo in alcuni casi sono state ritrovate parti dello scheletro interno e, in casi ancor più rari, fossili quasi completi di squalo. L'abbondanza di denti fossili è spiegata dal fatto che in alcune specie di squalo vengono prodotte decine di migliaia di denti in pochi anni. Inoltre, essendo i denti formati da fosfato di calcio e apatite, il processo di fossilizzazione è piuttosto rapido e semplice su di essi. Al contrario, gli squali hanno uno scheletro cartilagineo, e non osseo, che è formato da migliaia di prismi in apatite divisi uno dall'altro. Quando uno squalo muore, la decomposizione causa la disgregazione di questi prismi, e quindi uno scheletro completo si conserva solo se il corpo morto dell'animale viene rapidamente sepolto dai sedimenti del fondale marino.
Una delle specie di squalo più antiche è il Cladoselache, vissuto circa 370 milioni di anni fa, che è stato ritrovato negli strati geologici del Paleozoico (in particolare del tardo Devoniano) in Ohio, Kentucky e Tennessee. A quell'epoca queste rocce formavano i morbidi sedimenti del fondale del vasto e poco profondo oceano che ricopriva la maggior parte dell'America settentrionale. Il Cladoselache era lungo più o meno due metri ed era dotato di mascelle sottili e snelle. La sua dentatura era formata da numerose cuspidi appuntite, che perdeva con l'uso ripetuto. Dalla quantità di denti rinvenuti in ogni singolo ritrovamento si evince che il Cladoselache non rimpiazzava i denti persi velocemente quanto gli squali odierni. La pinna caudale era somigliante a quelle degli squali bianchi e degli squali mako. La scoperta di intere code di pesci nei loro stomaci suggerisce che i Cladoselache fossero veloci nuotatori dotati di una grande agilità. In ogni caso, a causa di alcune sue caratteristiche Cladoselache non può essere considerato un vero squalo, ma costituisce un rappresentante di una linea già specializzata (benché antichissima).
Gli squali fossili databili tra 360 e 150 milioni di anni fa si possono assegnare a varie categorie, alcune delle quali di incerta collocazione sistematica. Molti di questi gruppi primitivi si svilupparono tra il Devoniano e il Carbonifero, e produssero una serie di animali di forme e dimensioni molto variabili, in realtà non strettamente imparentati con gli odierni squali. Molte di queste forme, infatti, sembrerebbero più strettamente imparentati con gli olocefali, attualmente rappresentati dalla chimera. Tra i vari gruppi di "falsi squali" si ricordano:
- i simmoriidi (Symmoriida), dotati di strane protuberanze dentate sopra la testa (es. Stethacanthus)
- gli eugeneodonti (Eugeneodontida), dalle strane dentature a spirale (es. Helicoprion ed Edestus)
- i petalodonti (Petalodontida), i cui corpi erano fortemente compressi lateralmente oppure ventralmente (es. Belantsea e Janassa)
- gli orodonti (Orodontida), dai lunghi corpi cilindrici e dalle pinne minuscole (es. Orodus)
- i menaspidi (Menaspida), dal capo fornito di molte spine (es. Traquairius)

Gli antenati degli squali odierni, in ogni caso, apparvero nel corso del Carbonifero. Tra questi si ricordano:
- gli squatinactidi (Squatinactida), col corpo appiattito e ampie pinne pettorali (es. Squatinactis)
- gli xenacantidi (Xenacanthida), simili ad anguille e con una spina sul capo (es. Xenacanthus)
- gli ctenacanti (Ctenacanthiformes), la cui forma del corpo richiama già gli odierni squali (es. Goodrichthys)
- gli ibodonti (Hybodontiformes), dall'aspetto più moderno ma dalle caratteristiche spine di fronte alle pinne dorsali (es. Hybodus)[59][60].

Quest'ultimo gruppo apparve circa 320 milioni di anni fa ed è stato trovato principalmente in ambienti oceanici, ma viveva anche in acqua dolce.
Gli squali moderni comparvero la prima volta circa un centinaio di milioni di anni fa. Sono stati ritrovati ad esempio denti fossilizzati di una specie appartenente ai Lamniformes risalenti al basso Cretaceo. Una delle famiglie risalenti a epoche più recenti è invece quella degli squali martello (Sphyrnidae), che risalgono all'Eocene. Per quanto riguarda lo squalo bianco, il più antico mai ritrovato risale a 60-65 milioni di anni fa, all'epoca dell'estinzione dei dinosauri. Nei primi squali bianchi si riscontravano due diverse linee evoluzionistiche: la prima specie presentava denti grossolani e distanziati uno dall'altro, e probabilmente ha originato gli attuali grandi squali bianchi; la seconda, tendenzialmente di dimensioni gigantesche, presentava denti molto più fitti. A questo gruppo appartenevano i Carcharodon megalodon, ormai estinti, dei quali, al pari di molte altre specie di squalo estinte, ci sono pervenuti solamente i denti e qualche vertebra. Questo squalo raggiungeva lunghezze di 16 metri (per alcuni scienziati addirittura 31 metri, ma le stime sono state fatte in base alle dimensioni dei denti fossili rinvenuti negli anni, e non su un intero scheletro) ed è noto come uno dei più grandi pesci carnivori (non filtratori) di tutti i tempi. È noto che riusciva a dare la caccia alle balene e ad altri grandi mammiferi marini.
Si crede che le grandi dimensioni degli squali predatori, come anche il grande squalo bianco, abbiano una precisa origine: secondo i ricercatori sono state rese possibili dall'estinzione dei dinosauri e dalla conseguente diversificazione dei mammiferi. Infatti, durante lo sviluppo di queste specie di squali, alcuni gruppi di mammiferi si stavano convertendo alla vita acquatica. Sovente quando si rinvengono scheletri fossili di mammiferi marini (come foche, delfini e balene) nelle vicinanze si possono trovare anche denti fossili di squali. Queste ossa spesso presentano segni di attacchi provenienti proprio da squali. Ne sono un esempio i resti fossili di Etruridelphis giulii, un delfino fossile vissuto in toscana circa quattro milioni di anni fa, ritrovati alcuni anni fa nei pressi di Pienza, Toscana. Tutto ciò lascia intendere che l'evoluzione degli squali li abbia portati ad aumentare le loro dimensioni per meglio adeguarsi a quelle sempre maggiori delle nuove prede.

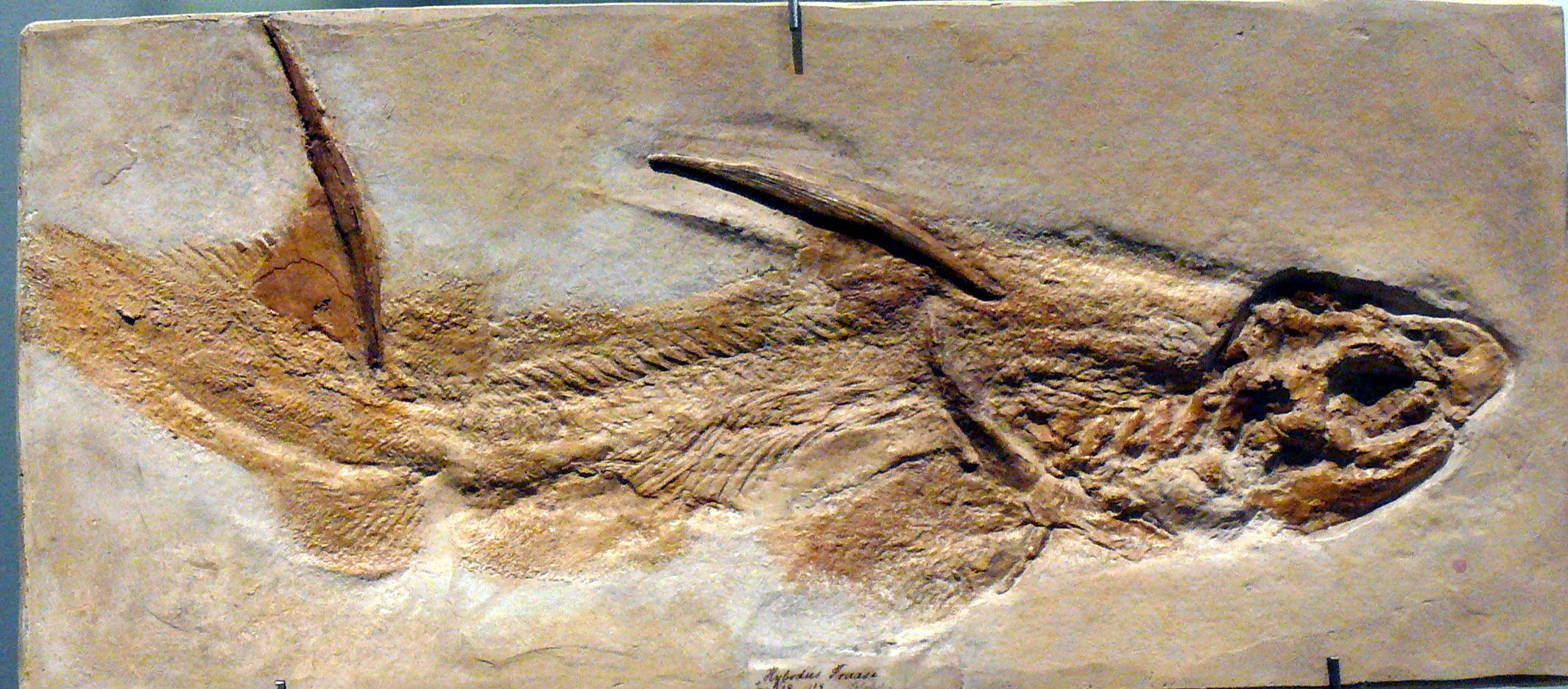
Hybodontiformes
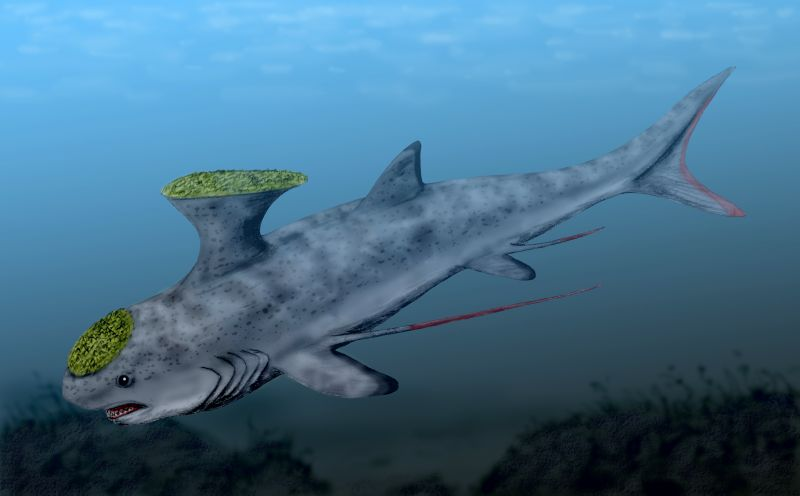
Stethacanthus
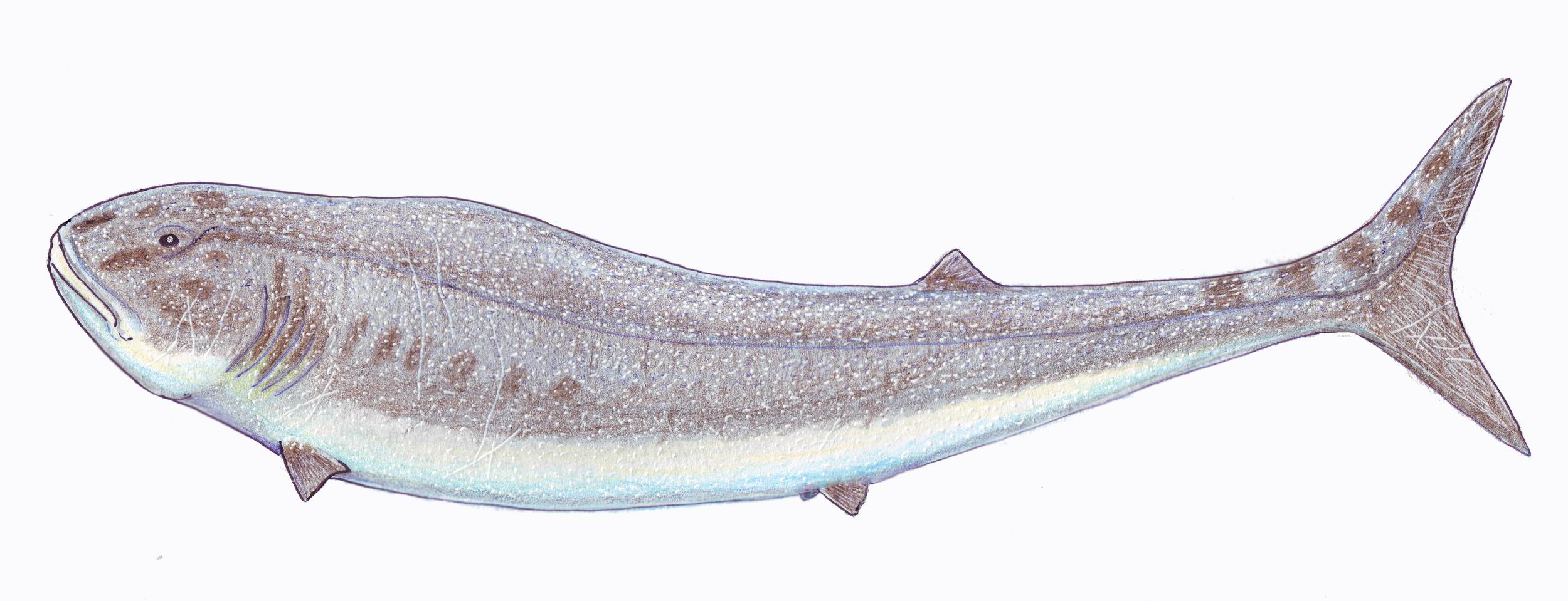
Orodus
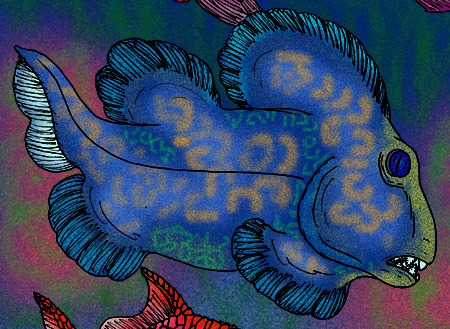
Belantsea montana

## Comportamento

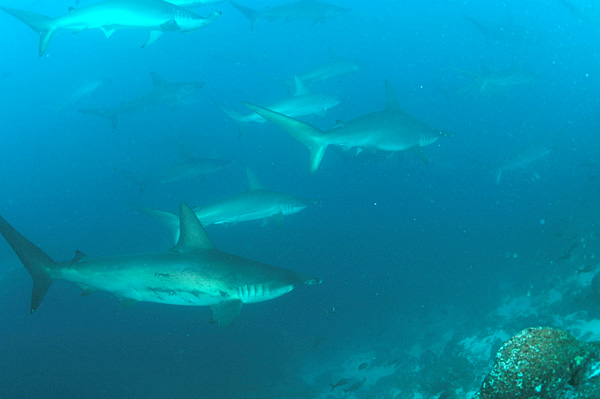
Banco di squali martello smerlati (Sphyrna lewini)

Studi sul comportamento degli squali sono stati avviati solo in anni recenti, a causa della scarsità di informazioni al riguardo in precedenza. Tipicamente si immagina lo squalo come un cacciatore solitario che solca gli oceani alla ricerca di cibo, ma tutto ciò è vero solo per un limitato numero di specie. La maggior parte degli squali infatti conduce una vita molto più sedentaria e bentonica. Anche gli squali più sedentari incontrano comunque di tanto in tanto i loro simili per riprodursi o nei più ricchi territori di caccia, che ricercano percorrendo anche migliaia di chilometri all'anno. In questi casi durante le migrazioni gli squali disegnano dei reticoli immaginari ancora più complessi di quanto non avvenga per gli uccelli.
Alcune specie riescono nel corso di una vita a coprire l'intero basamento oceanico. Dicevamo che alcune specie di squalo sono altamente sociali. Ad esempio non è raro osservare gruppi di un centinaio di squali martello smerlati (Sphyrna lewini) che attraversano il golfo di California insieme. Si possono avere anche delle gerarchie tra specie diverse, come nel caso degli squali setosi (Carcharhinus falciformis), che durante il pasto dimostrano una certa soggezione nei confronti degli squali longimani (Carcharhinus longimanus) di pari dimensioni. Quando sono alle strette, alcuni squali (in particolare questo comportamento si osserva nei Carcharhinidae) mettono in scena un segnale di minaccia per avvisare il branco dell'arrivo del predatore. In genere questi segnali consistono in movimenti natatori esagerati che variano in intensità in base al livello di pericolo.

### Alimentazione
Tutti gli squali sono carnivori, alcuni come lo squalo balena sono filtratori, altri come il grande squalo bianco divorano grossi pesci o addirittura mammiferi marini, altri ancora che vivono sui fondali si nutrono di molluschi e crostacei. È questo il caso dello squalo zebra (Stegostoma fasciatum).

### Habitat
Si trovano squali su tutto il globo, da nord a sud in tutti gli oceani e i mari principali. Vivono generalmente in acqua di mare, ma sono note le eccezioni dello squalo dello Zambesi e dei cosiddetti squali di fiume (le sei specie del genere Glyphis dei Carcharhinidae) che possono vivere sia in acqua salata sia in acqua dolce. Sono comuni fino alla profondità di 2 000 metri e alcune specie vivono anche al di sotto di questa soglia. Un rapporto del 10 dicembre 2006 del gruppo Census of Marine Life (COML) rivela tuttavia come il 70% delle acque oceaniche nella loro accezione volumetrica siano prive di squali. Queste ricerche hanno messo in evidenza anche il fatto che gli squali sono praticamente assenti nelle acque a profondità superiori ai 3 000 metri, e questa loro abitudine li espone ancora più facilmente ai pericoli derivanti dalla pesca. Lo squalo rinvenuto alla profondità maggiore di sempre è stato comunque un Centroscymnus coelolepis osservato a 3 700 metri.

### Intelligenza

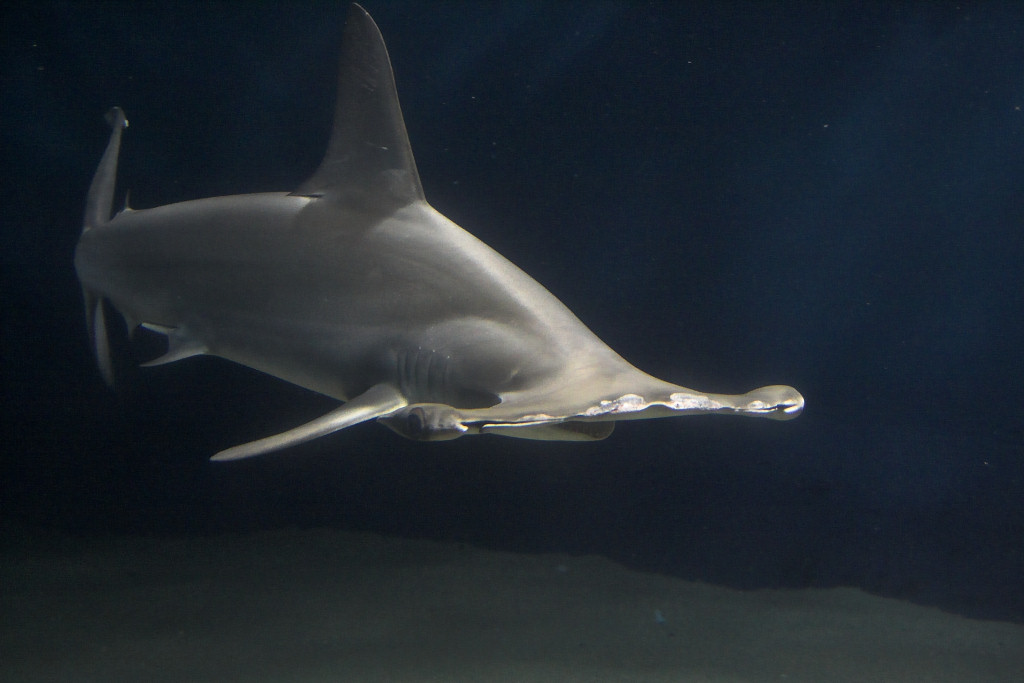
Squalo martello

A dispetto del mito comune secondo il quale gli squali sono guidati solo dall'istinto e dai bisogni alimentari, secondo studi recenti molte specie dimostrano forti capacità nel risolvere problemi, complessità nei rapporti sociali e curiosità. Inoltre il rapporto tra le masse di corpo e cervello negli squali è simile a quello dei mammiferi e delle altre specie vertebrate più avanzate, e inferiore a quello dell'uomo. Nel 1987 ad esempio, presso la baia di Smitswinkle in Sudafrica, un gruppo di sette grandi squali bianchi ha collaborato per trasportare verso acque profonde una carcassa parzialmente spiaggiata di balena (in particolare si trattava di una Caperea marginata), in modo da potersene cibare. Si sa anche che gli squali intraprendono attività giocose, come si osserva anche nei cetacei e nei primati. Esemplari di smeriglio in particolare, sono stati osservati mentre si avvolgevano ripetutamente con delle alghe e mentre si inseguivano l'un l'altro tenendosi a una certa distanza.

### Sonno negli squali
Non è molto chiaro in che posizione dormano gli squali. Alcune specie giacciono sul fondo marino continuando a pompare attivamente acqua attraverso le branchie e controllando con gli occhi aperti la situazione circostante. Durante il riposo questi squali aspirano l'acqua non attraverso le narici, ma attraverso delle aperture poste vicino all'occhio, chiamate "spiracles" (o sfiatatoi, ma non nel senso dei cetacei). Se così non fosse, appoggiati al fondo dell'oceano, aspirerebbero più sabbia che acqua. Molti scienziati credono che la presenza degli sfiatatoi negli squali sia principalmente dovuta proprio a questo motivo. Negli spinaroli invece, il midollo spinale, e non il cervello, coordina la nuotata. Questa particolarità permette a questa specie di continuare a muoversi anche durante il sonno. Si verifica anche che il sonno degli squali assomigli a quello dei delfini. In questo caso solo una parte del cervello riposa, mentre la seconda parte garantisce in parte uno stato di coscienza.

### Attacchi di squalo
Innanzitutto è necessario distinguere tra attacchi provocati e non provocati. Si definisce attacco di squalo non provocato un incidente nel quale l'animale all'interno del suo habitat naturale attacchi un uomo ancora in vita senza essere stato in precedenza provocato. Tutti gli episodi che si verificano in acquari pubblici o in centri di ricerca, gli attacchi a persone già morte (episodi classificati sotto il nome di sciacallaggio, in particolare ai danni di vittime di annegamento), gli attacchi contro imbarcazioni e inoltre tutti quegli attacchi che avvengono dentro o fuori dall'acqua e che siano in qualche modo risposte all'atteggiamento umano, sono invece classificati come attacchi provocati. In genere questi ultimi si verificano quando incauti sommozzatori entrano in contatto per primi col pesce, quando dei pescatori tolgono uno squalo dalla rete, e infine quando gli allevatori nei centri pubblici li nutrono.
Nel 2006 ad esempio l'International Shark Attack File (ISAF) ha intrapreso un'indagine riguardo a novantasei presunti attacchi di squalo non provocati, identificando sedici di essi come attacchi provocati dall'uomo e sessantadue come attacchi realmente non provocati. Nel 2007 invece, i quarantuno potenziali attacchi di squalo non provocati registrati e poi negati includevano venti attacchi provocati, due casi di disastro aereo, cinque casi di attacchi a imbarcazioni, quattro archiviati per l'accertamento di una causa di morte diversa e dieci casi dove le informazioni erano addirittura insufficienti a capire se degli squali fossero coinvolti. Non si è accertato nessun episodio di sciacallaggio. Sempre l'ISAF ha stimato, per il periodo che va dal 2001 al 2006, un numero medio di morti all'anno dovute ad attacchi di squalo non provocati pari a 4,3.
Negli ultimi vent'anni vi è stata una media (a livello mondiale) di 5-6 attacchi mortali all'anno ai danni di esseri umani, con picchi di undici morti l'anno nel 1993 e nel 2000. Queste statistiche non tengono conto di incidenti che si verificano in acque territoriali di paesi in via di sviluppo, quindi la stima potrebbe essere inferiore alla realtà.
Contrariamente a quanto non si creda, gli squali pericolosi per l'uomo sono pochi. Tra le circa 500 specie conosciute, solo quattro sono state coinvolte in un numero significativo di attacchi fatali e non provocati: il grande squalo bianco (Carcharodon carcharias), lo squalo longimanus (Carcharhinus longimanus), lo squalo tigre (Galeocerdo cuvier) e lo squalo dello Zambesi (Carcharhinus leucas). Questi squali, essendo predatori di grandi dimensioni e molto potenti, possono a volte attaccare e uccidere degli uomini, ma va ricordato che tutte e quattro le specie sono state oggetto di studio nel corso di immersioni senza l'ausilio di gabbie protettive.
Altri studi hanno stimato che il dodici per cento degli attacchi sia opera del grande squalo bianco. In tutto ventisette specie diverse hanno per certo attaccato uomini o barche. Inoltre, circa quaranta specie sono classificate come potenzialmente pericolose e tutte le altre sono considerate innocue. I dodici squali più pericolosi in assoluto sono, oltre alle quattro specie già citate, lo squalo mako (Isurus oxyrinchus), lo squalo ramato (Carcharhinus brachyurus), lo squalo bruno (Carcharhinus obscurus), lo squalo martello maggiore (Sphyrna mokarran), la verdesca (Prionace glauca), lo squalo grigio di scogliera (Carcharhinus amblyrhynchos), lo squalo toro (Carcharias taurus) e lo squalo limone (Negaprion brevirostris).
La percezione degli squali come animali pericolosi si è diffusa grazie all'enorme risalto mediatico ricevuto da qualche isolato attacco non provocato, come il celebre attacco del Jersey Shore del 1916, e attraverso finzioni cinematografiche, come la fortunata serie de Lo squalo. A seguito di questi episodi e dell'uscita di film in cui gli squali sono stati presentati come veri e propri "mostri" si è diffusa una particolare fobia chiamata "selacofobia", proprio a indicare il terrore per gli squali. A questo proposito va ricordato che lo stesso inventore de Lo squalo, Peter Benchley, si è dedicato in seguito per diversi anni al tentativo di cancellare l'immagine dello squalo come mostro assassino..
Un altro episodio di attacchi di squalo passato alla storia si verificò durante l'affondamento dell'incrociatore statunitense USS Indianapolis durante la seconda guerra mondiale. La nave da guerra venne affondata dal sommergibile giapponese I-58 il 30 luglio 1945. Circa 300 dei 1 196 uomini dell'equipaggio morirono durante l'attacco giapponese. Degli 800 rimasti, solo 317 sopravvissero alla combinazione di fame, disidratazione, desquamazione causata dall'acqua salata, e soprattutto attacchi di squalo. Sembra che i maggiori responsabili degli attacchi siano stati i Carcharhinus longimanus. La Indianapolis, sia per motivi di sicurezza (la sua missione consisteva nel ritorno alla base dopo la consegna dell'ordigno nucleare che poi sarebbe esploso su Hiroshima), sia per l'imprevedibilità degli attacchi giapponesi, non riuscì a comunicare a terra con un messaggio d'allarme la propria posizione e i naufraghi non vennero rinvenuti che il 2 agosto, in modo del tutto casuale, da Wilber Gwinn e Warren Colwell, rispettivamente pilota e copilota di un volo di ricognizione di routine.
Interessante notare come si siano verificati degli episodi in cui delle persone si sono salvate da attacchi di squali colpendoli sul muso che, come accennato nella sezione respirazione e circolazione, sembra essere il punto debole di diverse specie.
L'ultimo attacco mortale registrato in Italia risale infine al 2 febbraio del 1989 e si è verificato presso il golfo di Baratti, presso Piombino, in provincia di Livorno.

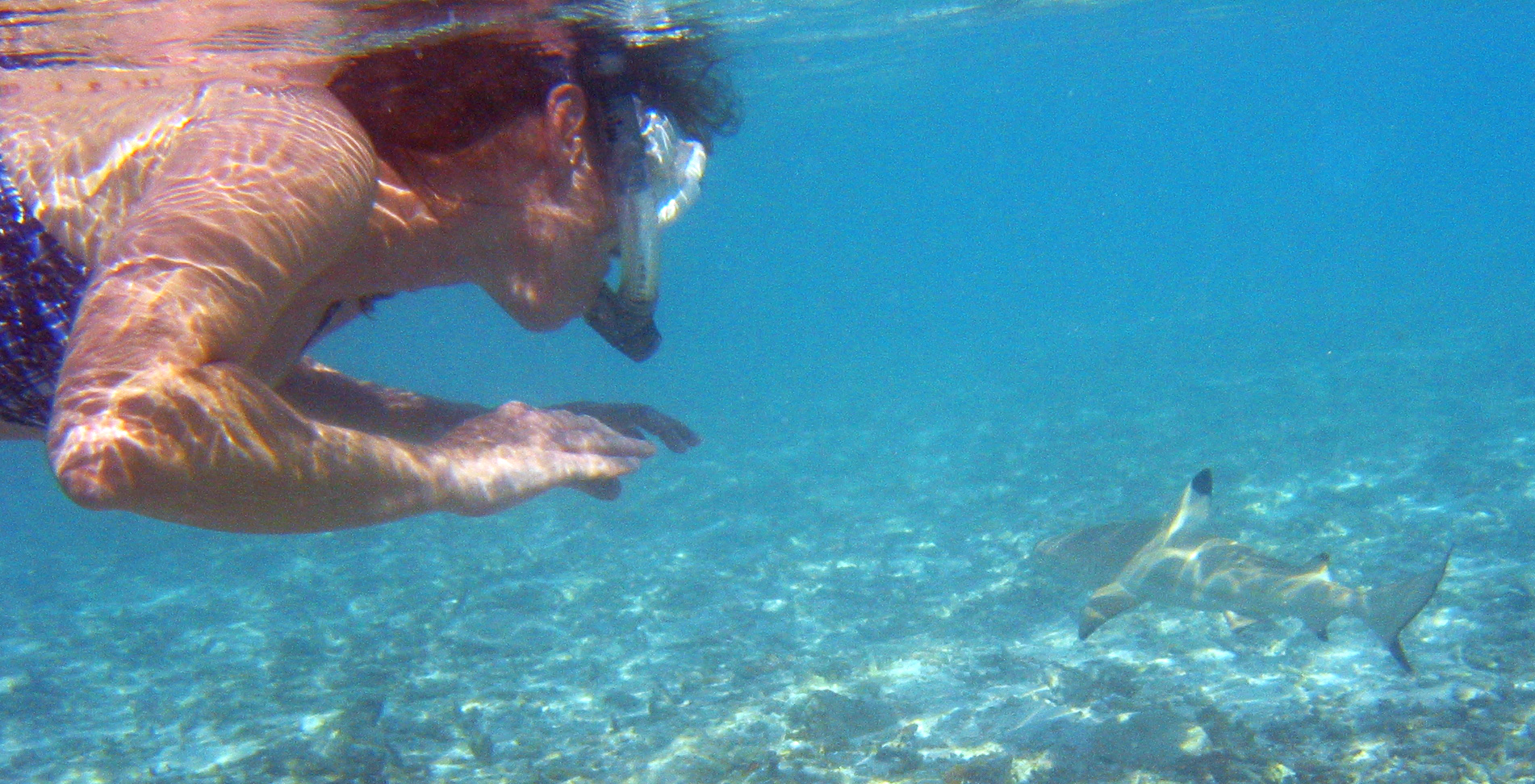
Uno snorkeler con uno squalo pinna nera del Reef (Carcharhinus melanopterus). In rare occasioni, specialmente in caso di bassa visibilità, questa specie di squalo può mordere l'uomo, scambiandolo per una preda. Normalmente sono invece timidi e indifesi.
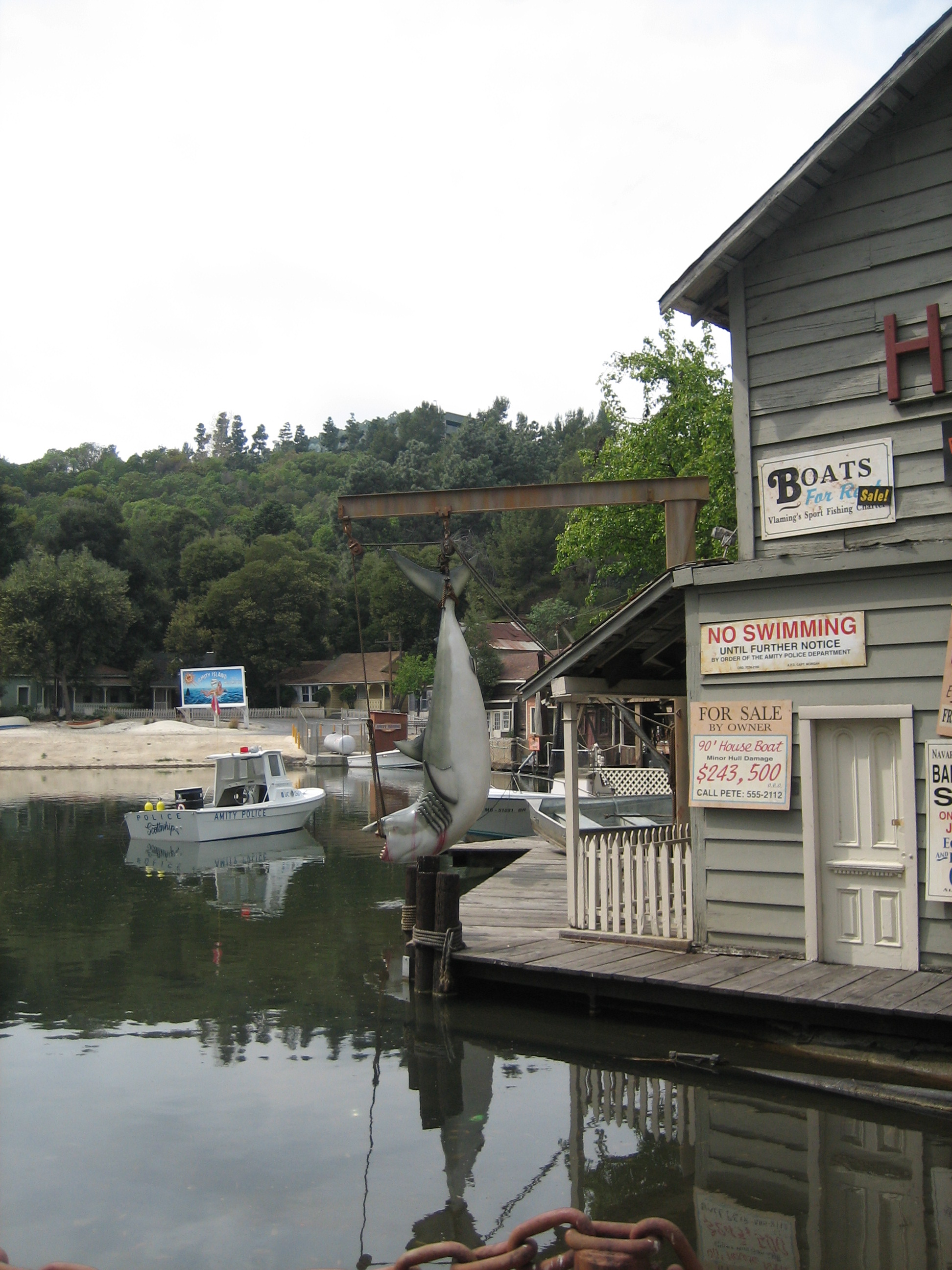
Riproduzione del porto dell'isola di Amity (da Lo squalo) agli Universal Studios
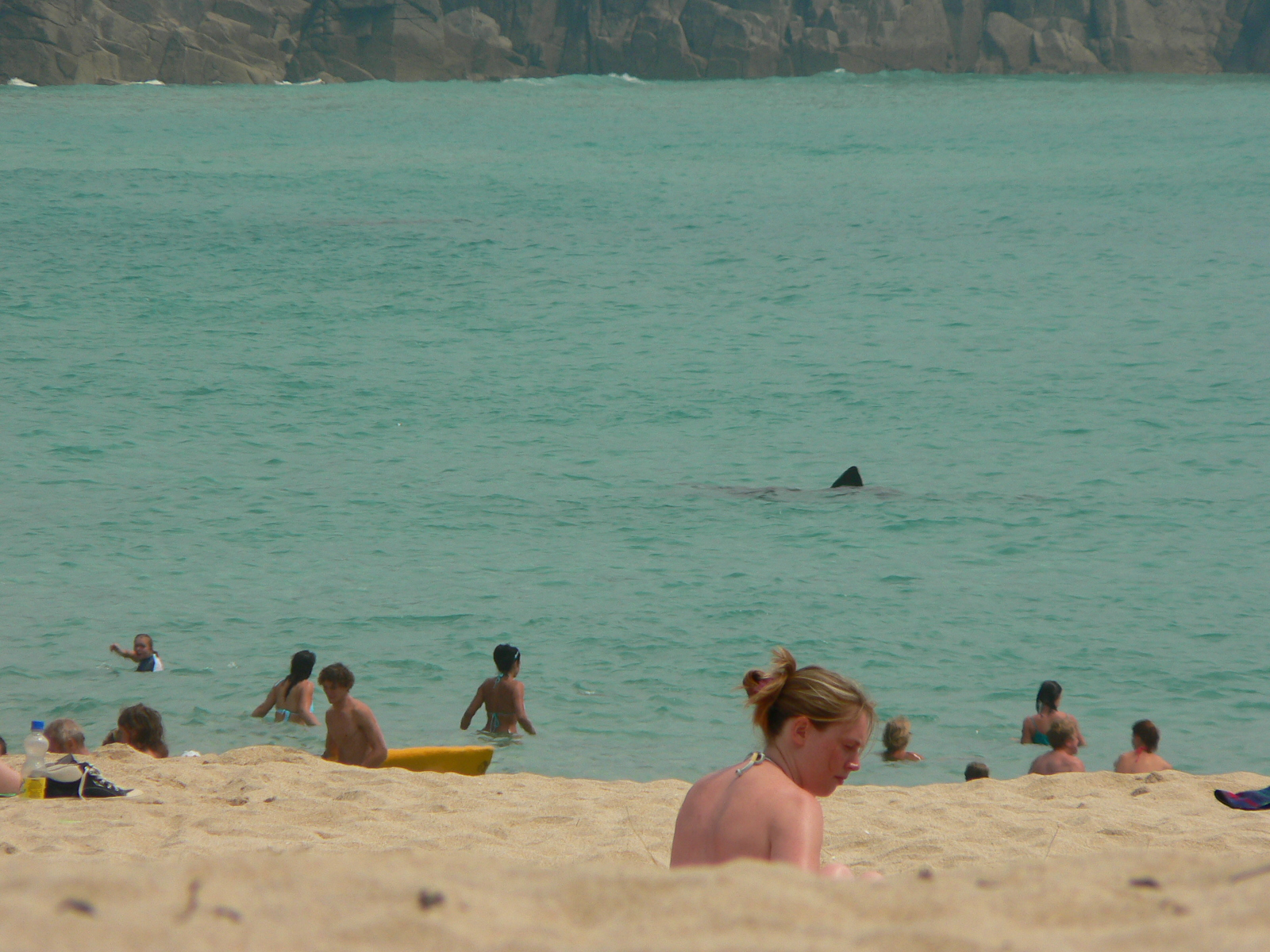
Uno squalo presso una spiaggia in Cornovaglia
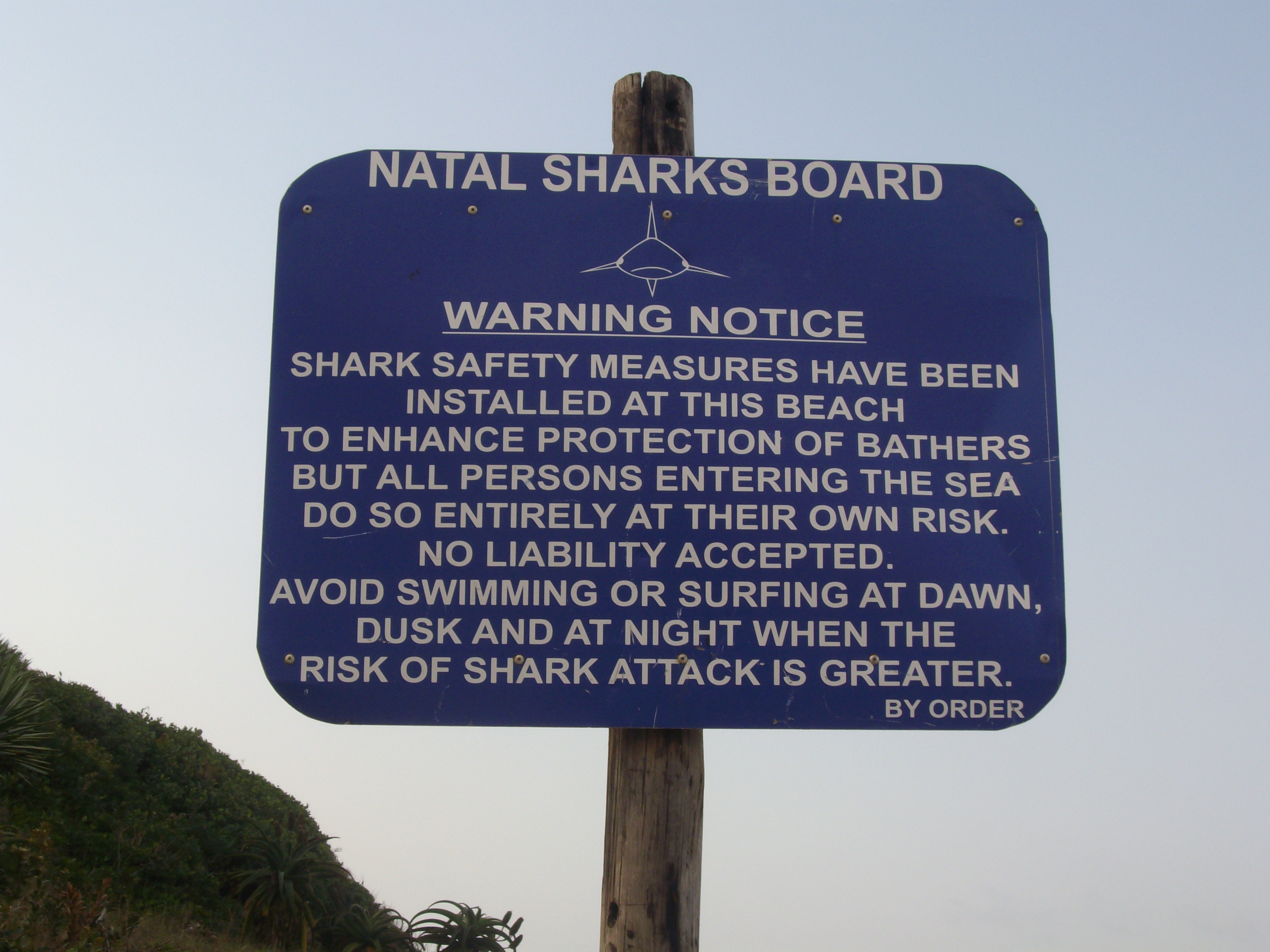
Un cartello segnala il pericolo legato agli squali a Salt Rock in Sudafrica
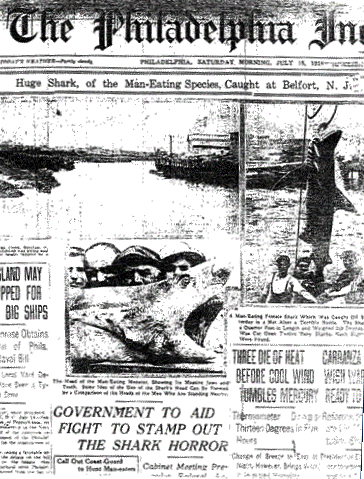
Il Philadelphia Inquirer riporta la notizia della cattura di uno squalo presso la costa del Jersey Shore dopo gli attacchi
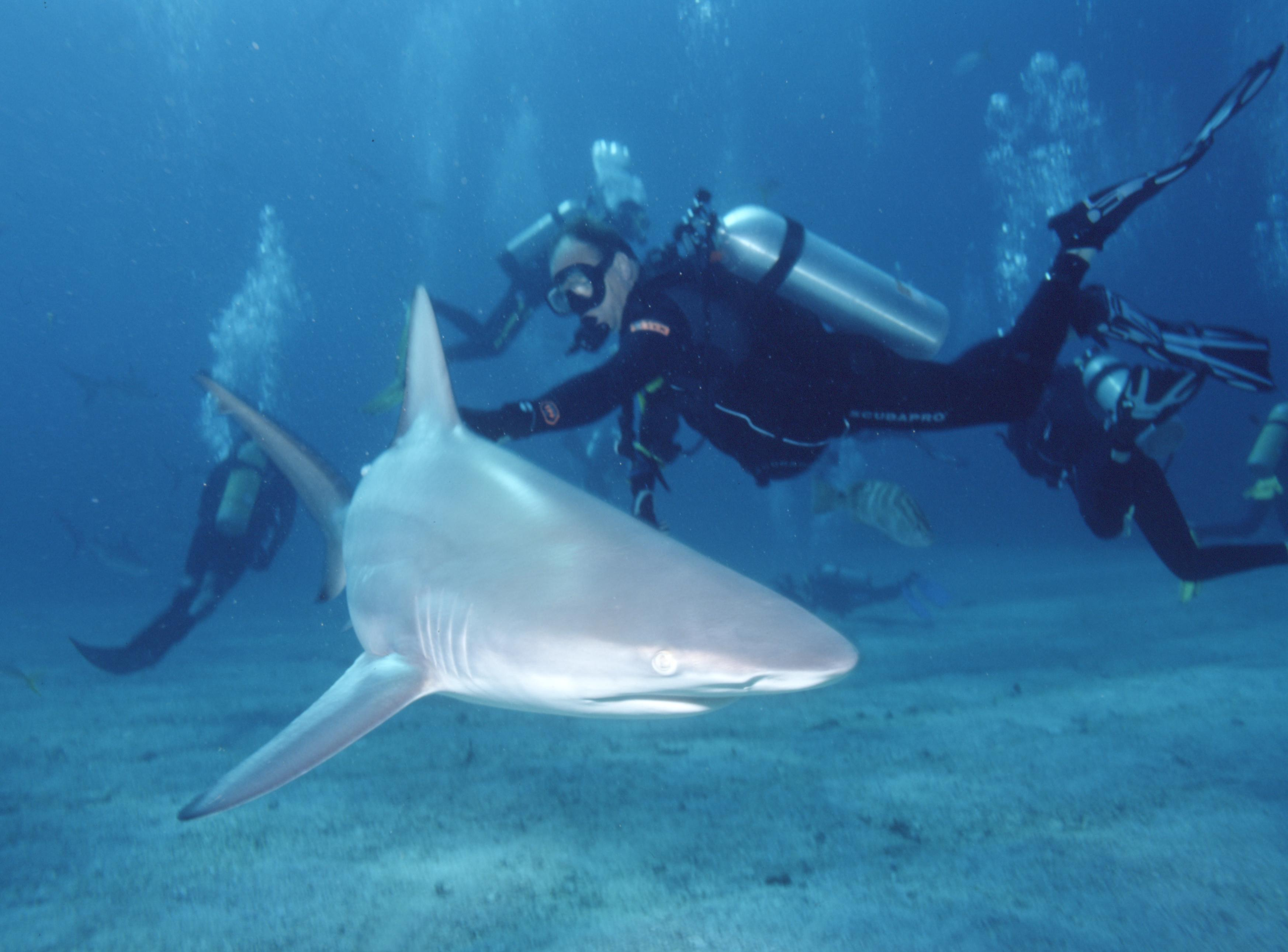
In genere lo squalo orlato (Carcharhinus limbatus) non presta attenzione alla presenza di sub
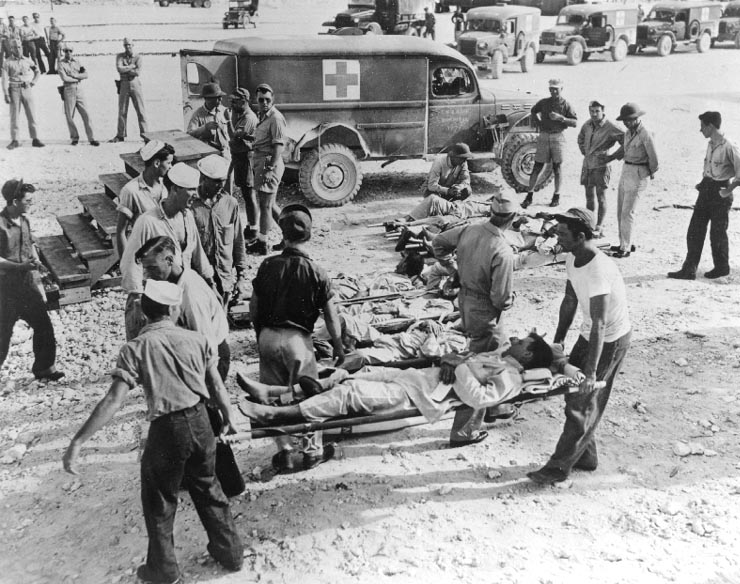
I sopravvissuti della Indianapolis a Guam

## Squali in cattività

Uno squalo balena nel Georgia Aquarium di Atlanta

Fino a poco tempo fa soltanto poche specie di squalo sopravvivevano alla cattività in acquari pubblici per un anno o più: squali nutrice, squali leopardo, squali limone e squali gatto. Tutto ciò diede adito alla credenza secondo la quale gli squali oltre a essere difficili da catturare e trasportare, fossero difficili da allevare. In seguito una più vasta conoscenza sugli squali ha permesso di tenere queste e altre specie (come il grande squalo volpe pelagico) per molto più tempo negli acquari. Allo stesso tempo, le tecniche di trasporto sono migliorate e oggi consentono il trasferimento di squali anche attraverso lunghe distanze.
Prima del settembre 2004 l'unica specie che non era mai stata efficacemente tenuta in cattività era il grande squalo bianco, tuttavia in quella data l'Acquario della Baia di Monterey riuscì finalmente a detenere una giovane femmina di questa specie per 198 giorni prima di rimetterla in libertà.

### Acquari in Italia
In Italia gli squali si possono osservare negli acquari di: Genova, Cattolica, e poi Livorno e Trieste, dove la maggioranza delle specie presenti sono quelle bentoniche mediterranee, soprattutto gattucci e palombi. Per le specie esotiche esiste un'esposizione a Jesolo, presso Venezia, che è aperta solo nei mesi estivi.

### Squali in acquario domestico
Gli squali che possono sopravvivere in acquari domestici non sono molti e in generale sono di dimensioni relativamente piccole: squali nutrice, gattucci (in alcuni casi è possibile rinvenire le uova di quest'ultima famiglia) e anche specie più grandi come gli squali pinna bianca e pinna nera (adatti tuttavia solo ai possessori di enormi vasche). Una specie spesso allevata in acquari domestici è il Chiloscyllium plagiosum, in quanto la femmina ha l'interessante caratteristica di continuare a deporre uova anche in assenza del maschio. Gli scienziati credono che ciò sia possibile grazie a un meccanismo di partenogenesi.

## Interazioni con l'uomo

### Pericolosità

Simbolo di pericolo associato alla presenza di squali, definito dalla norma ISO 7010

Sebbene gli squali siano spesso etichettati come "pericolosi", secondo un'analisi statistica di ScienceAlert del 28 febbraio 2018, dal titolo "Deadliest creatures worldwide by annual number of human deaths as of 2018", gli squali ogni anno provocano "solo" sei morti umane, contro un numero assai maggiori di morti provocate da animali che nel pensiero comune non sono in genere ritenuti altrettanto pericolosi, quali, in ordine decrescente di morti all'anno: le zanzare (750 000), gli stessi esseri umani (437 000), i serpenti (100 000), i cani (35 000), le lumache (20 000), le cimici (11 000), le mosche (10 000), i lombrichi (4 500), i coccodrilli (1 000), i vermi parassiti (700), gli elefanti (500), gli ippopotami (500), i leoni (22) e i lupi (10).

### Squali, cultura e tradizione

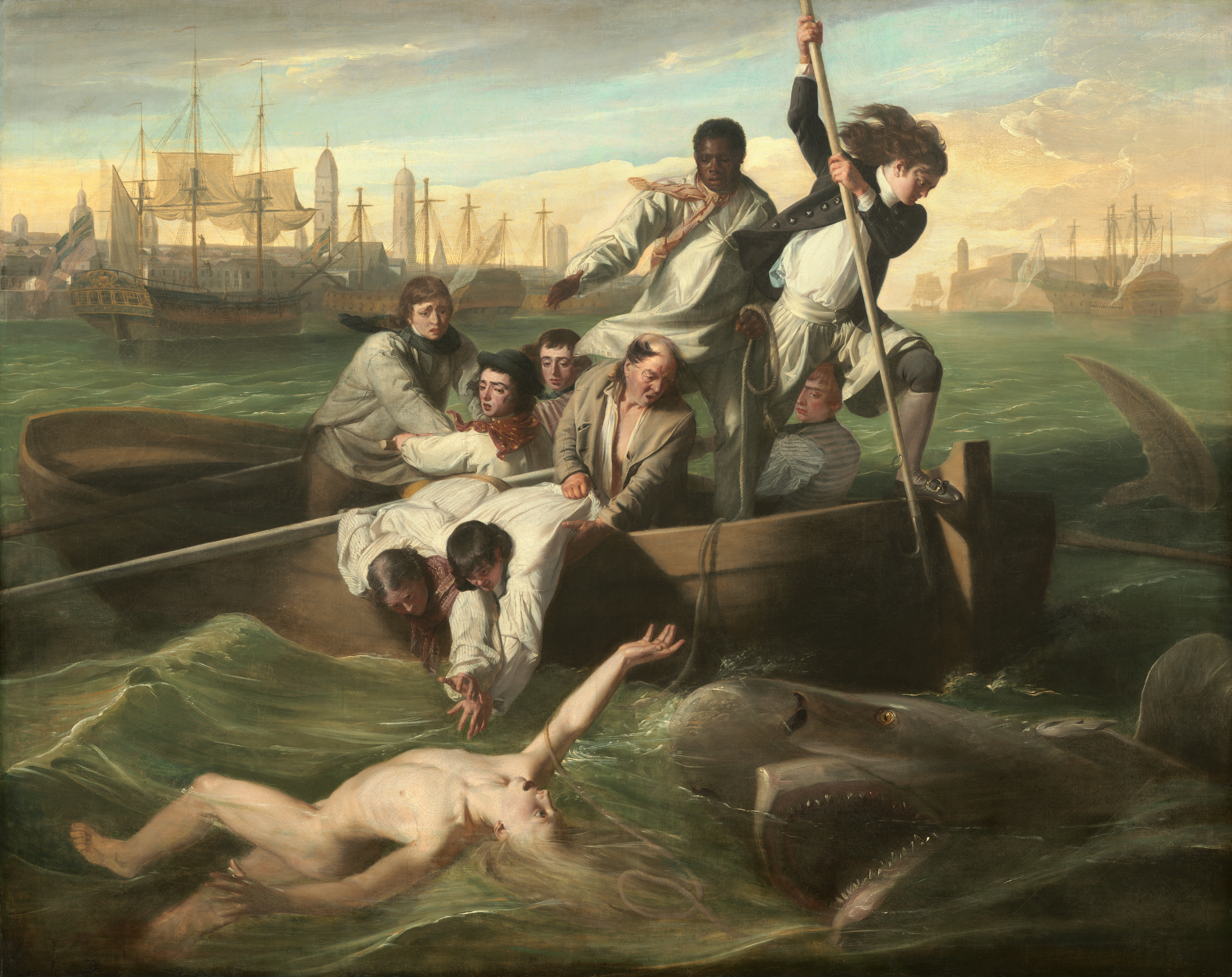
Watson e lo squalo, dipinto nel 1778 da John Singleton Copley

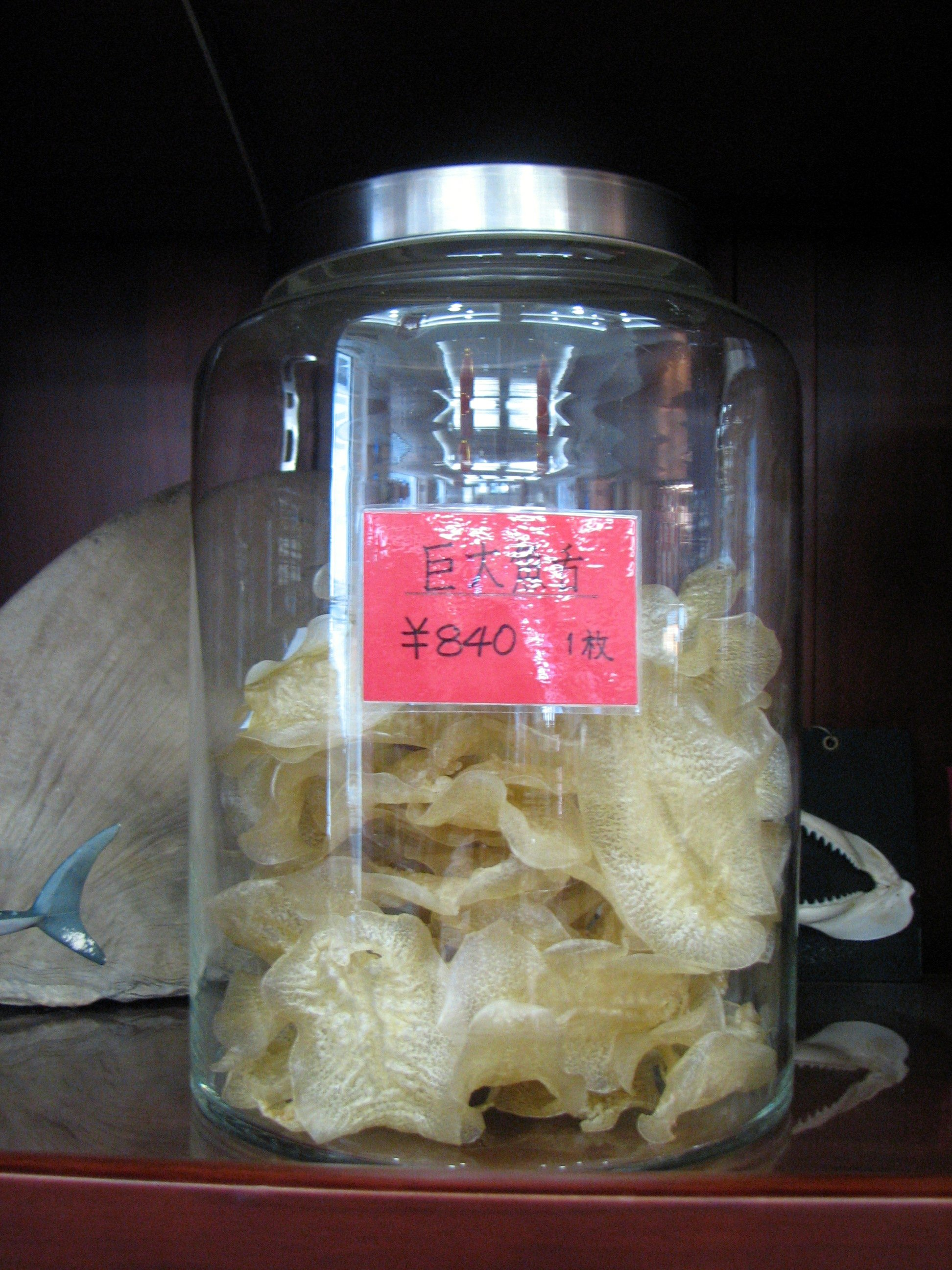
Lingua di squalo in una farmacia cinese

- La tribù araba alla quale apparteneva Maometto era quella dei Quraysh (بنو قريش), parola araba che significa piccolo squalo.
- In senso figurato, in lingua italiana la parola squalo indica una persona avida, priva di scrupoli, insaziabile.
- Secondo una credenza popolare gli squali sono immuni da malattie e tumori: è tuttavia stato provato che anche gli squali sono affetti da malattie e parassiti.[95]

#### Presunte proprietà antitumorali
Negli anni 1970 si è diffusa la voce secondo la quale gli squali non contraggono cancri; in realtà si tratta di una leggenda metropolitana, in quanto essi possono avere tumori sia benigni sia maligni.
Racconti aneddotici, e in particolare un libro scritto dai dottori Lee e Langer, hanno diffuso l'idea che la cartilagine di squalo avesse proprietà anti-tumorali.
Alcuni studi scientifici e statistici hanno analizzato se la teoria avesse un fondamento o meno. I risultati degli studi sono stati negativi: la cartilagine di squalo non dà alcun beneficio nella terapia dei tumori, né in termini di sopravvivenza né in termini di qualità della vita. Ad esempio, uno studio in doppio cieco condotto su un campione di controllo di 384 pazienti, presentato al 43º Congresso della società americana di oncologia clinica nel 2007, ha evidenziato che l'estratto AE-941 o Neovastat della cartilagine di squalo non ha proprietà anticancro. Un analogo studio fu condotto nel 1997 dall'American Society of Clinical Oncology, con analoghe conclusioni.

### Squali e pesca

Il numero di squali pescati è cresciuto molto negli ultimi 50 anni. Il grafico è indicativo del trend e non delle cifre esatte.

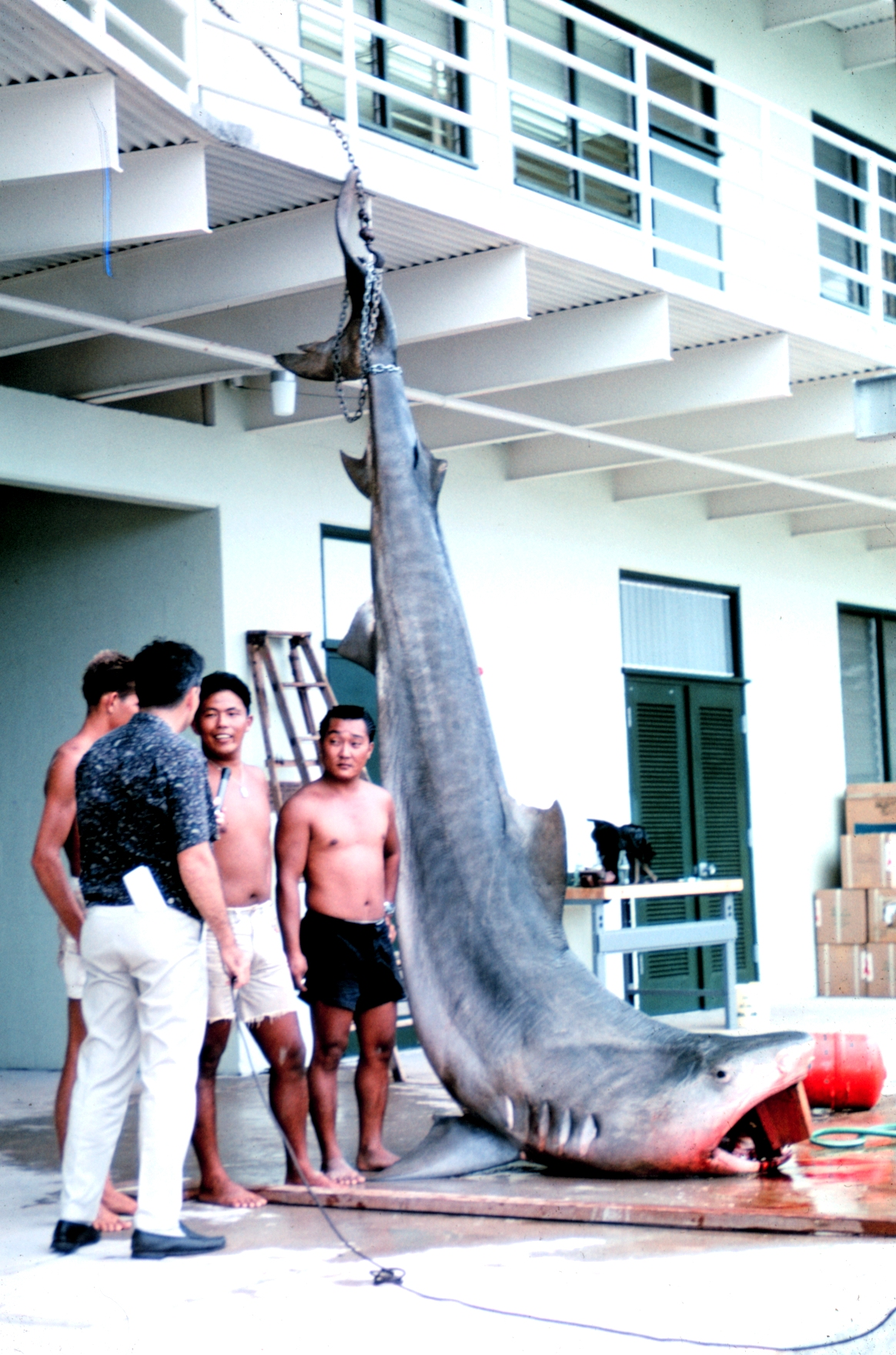
Uno squalo tigre di 4 m e 544 kg catturato presso la baia di Kaneohe nel 1966

Secondo una stima pubblicata nell'ottobre 2006 sulla rivista Ecology Letters, ogni anno dai 26 ai 73 milioni di squali sono uccisi durante battute commerciali o ludiche di pesca. In passato sono circolate cifre vicine ai 100 milioni, ma una stima media più accurata sembra attestarsi attorno alla comunque notevole cifra di 38 milioni di capi uccisi ogni anno. Secondo le stime della FAO la pesca riguarda una biomassa di squali compresa tra i 0,39 e i 0,60 milioni di tonnellate l'anno. Vi sono vari motivi che spingono l'uomo alla pesca di squali. In passato ad esempio avveniva che gli squali fossero uccisi semplicemente per il gusto di riportare a terra un pesce che fosse un grande combattente (ciò accadeva ad esempio allo squalo mako).
Come è noto inoltre, la pelle degli squali è ricoperta di dentelli dermici, una specie di minuscoli denti, che sono usati come surrogato della carta abrasiva o nella forgiatura delle katane. Altri squali sono cacciati per la loro carne (squalo volpe, squalo mako e altri), altri ancora per prodotti vari. La carne di squalo è considerato un alimento comune in molte nazioni del mondo, tra le quali spiccano il Giappone e l'Australia. Nello Stato australiano di Victoria lo squalo è un diffuso ingrediente per il fish and chips, in cui la carne di squalo viene servita col nome di flake. In India squali di piccole dimensioni o cuccioli (chiamati sora in lingua tamil) vengono abitualmente catturati dai pescatori e venduti nei mercati locali. Dato che la carne non è ancora del tutto sviluppata, una volta bollita essa si rompe in minuscoli pezzi che vengono poi fritti in olio e spezie a creare il piatto noto come sora puttu. Persino le ossa sono soffici e possono essere facilmente masticate. Per questo sono considerate una raffinatezza presso le zone costiere indiane.

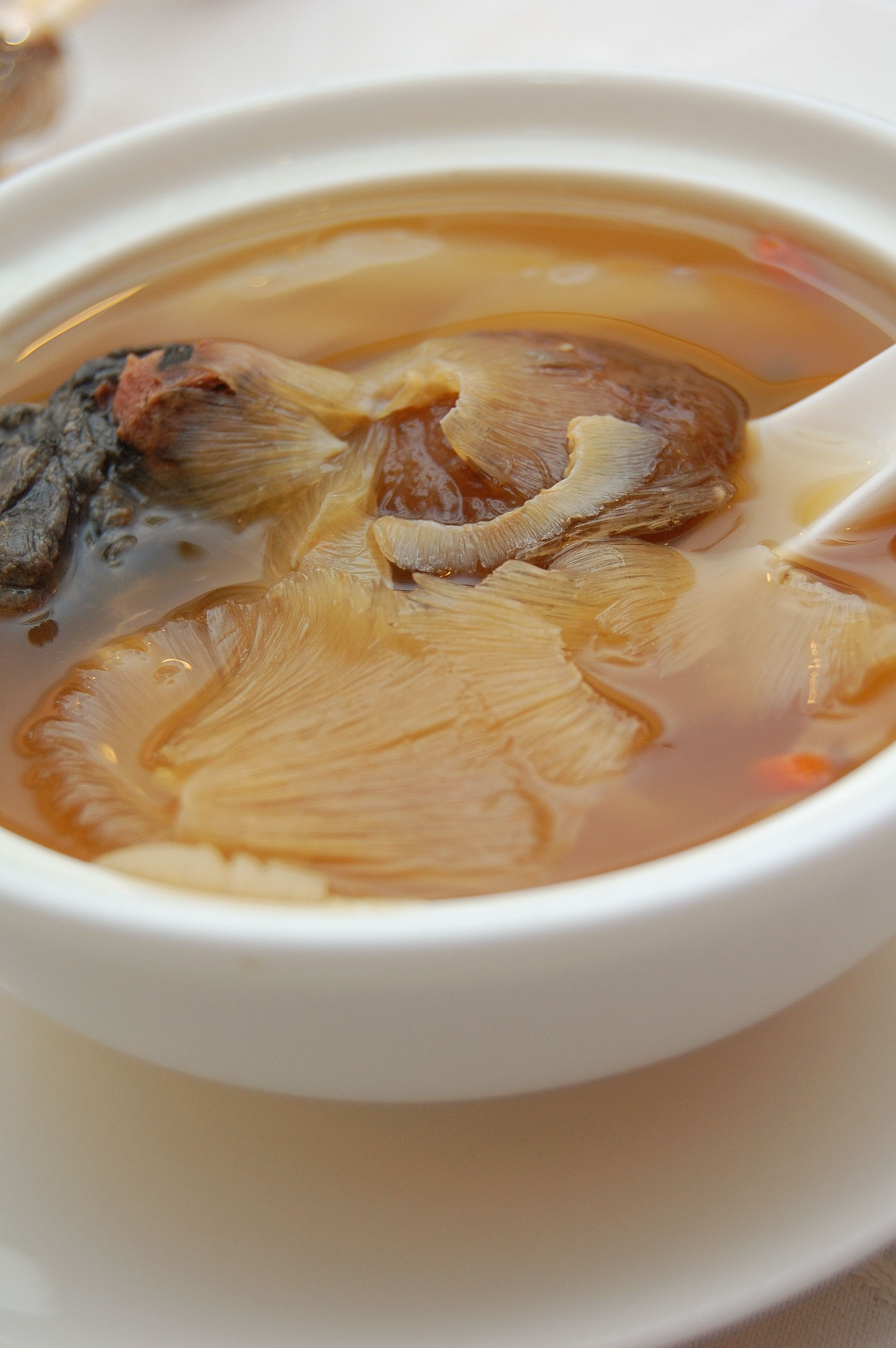
La zuppa di pinne di squalo è una delle cause di diminuzione del numero degli squali a livello globale. Nella preparazione, solo le pinne sono prelevate dall'animale che, ancora vivo, viene gettato in acqua.

Gli squali vengono spesso uccisi anche per preparare la zuppa di pinne di squalo, famosa pietanza cinese la cui preparazione richiede l'asportazione della pinna tramite una lama arroventata. Questa procedura è applicata dai pescatori sull'animale ancora vivo che poi viene gettato a mare privo delle pinne. L'animale costretto all'immobilità muore presto per asfissia o a causa dei predatori. Nonostante numerose dichiarazioni attestino che la pratica è assai poco diffusa, si è sviluppato negli anni un commercio di pinne di squalo nei mercati neri di tutto il mondo. Le pinne di squalo possono arrivare a costare addirittura 500 dollari USA la libbra.
Sembra che il prezzo di una porzione di zuppa imperiale possa superare i 100 dollari, mentre una ciotola che viene servita nei buffet costa circa 10 dollari. Milioni di squali sono quindi squartati illegalmente ogni anno per le loro pinne e non tutti i governi stabiliscono leggi severe volte alla loro tutela. La zuppa che se ne ricava è considerata uno status symbol in diverse nazioni asiatiche ed è ritenuta sana e ricca di principi nutritivi. Si è addirittura diffusa la credenza che questo piatto prevenga il cancro e altre malattie, ma queste supposizioni non sono sostenute da prove scientifiche. Il problema delle pinne di squalo è fortunatamente un argomento scottante a livello internazionale ed è causa di discussioni diplomatiche molto accese volte alla protezione delle specie. Oltre alle pinne, gli squali vengono uccisi anche per il resto della loro carne. In Europa ad esempio c'è una grande domanda di carne di gattuccio, palombo, squalo mako, smeriglio e anche di razza.
Al contrario negli Stati Uniti si sta cercando di cambiare la legge in modo da rendere illegale la macellazione degli squali. La Food and Drug Administration ha inoltre inserito la carne di squalo, assieme a quella di pesce spada e altre, tra quelle dei quattro pesci che bambini e donne incinte dovrebbero evitare di mangiare per i rischi legati alle intossicazioni da mercurio.
Anche la cartilagine di squalo è ricercata in quanto c'è chi crede che anch'essa abbia effetto contro il cancro e contro l'artrite ossea. Tutto ciò è dettato dalla convinzione, già citata nella sezione Squali, cultura e tradizione e falsa, secondo la quale gli squali sarebbero immuni al cancro e alle malattie in generale. Tra le altre infatti, una ricerca della Mayo Clinic non ha riscontrato effetti su pazienti malati di cancro in stadio avanzato. In genere gli squali raggiungono tardi la maturità sessuale e prolificano molto poco se paragonati ad altre specie oggetto di pesca commerciale. Per questo motivo gli animalisti si interessano a incrementare gli sforzi volti a proteggere le molte specie di questo pesce che sono considerate in pericolo di estinzione.

## Conservazione

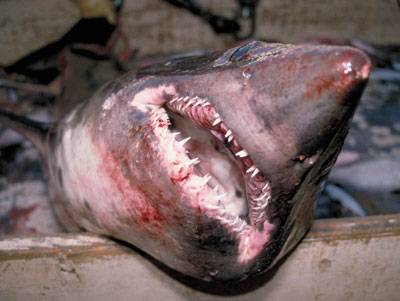
La drammatica fine di uno squalo salmone (Lamna ditropis) finito tra le reti di un peschereccio

La maggior parte delle attività di pesca globali non sono, o lo sono in misura blanda, oggetto di monitoraggio e regolamentazione. Di recente si è verificato un incremento nella domanda di prodotti legati agli squali e di pari passo le proporzioni della pesca sono aumentate. Di conseguenza la popolazione di varie specie è in veloce declino perché gli squali sono animali super-predatori con un lungo periodo di vita e popolazioni relativamente piccole. Per questi motivi l'accoppiamento volto a mantenere numeri sufficienti alla sopravvivenza risulta difficile. Alcune specie hanno registrato un calo del 90% e non è difficile trovarne molte che sono diminuite del 70% in numero. Molti governi di Stati membri delle Nazioni Unite hanno fortunatamente recepito il problema, ma visto lo scarso interesse economico legato a questi animali nei paesi occidentali e alla cattiva fama di cui godono, pochi progressi sono stati compiuti.
Altre importanti minacce alla sopravvivenza degli squali includono pesanti alterazioni del loro habitat naturale, danni dovuti allo sviluppo urbanistico sulle coste, l'inquinamento e l'impatto della pesca sulle specie del fondale che sono tipicamente preda di questi pesci. La violenta pratica del taglio delle pinne, legata alla preparazione della zuppa di pinne di squalo e citata nel paragrafo precedente, ha dato luogo a molte discussioni e regolamentazioni volte a impedirla. L'acclamato documentario del 2007 Sharkwater ha spiegato come diverse specie siano state portate quasi all'estinzione in seguito alla grande domanda in alcuni Stati asiatici di zuppa di pinne.

### Iniziative di protezione
Diverse organizzazioni proteggono gli squali. La campagna #stopfinningEU ha lanciato un'iniziativa dei cittadini europei con la quale si vuole ottenere che il regolamento Fins Naturally Attached sia esteso all'esportazione, importazione e transito di squali e razze. Questa ordinanza stabilisce che l'intero squalo deve essere sbarcato, quindi è vietato tagliare le pinne e poi gettare il corpo in mare.
L'organizzazione per la conservazione marina Sea Shepherd, in collaborazione con le autorità locali, è riuscita ripetutamente a far arrestare navi illegali che cacciavano gli squali. I proprietari di queste navi a volte venivano multati per milioni di euro. Le vite di oltre un milione di squali sono state salvate perché le navi arrestate non potevano pescare mentre erano in porto. Sea Shepherd promuove anche la protezione degli squali. Ciò avviene attraverso lezioni gratuite nelle scuole, la promozione di varie petizioni per la protezione degli squali, campagne pubblicitarie e attraverso i loro prodotti di merchandising.
Lo Sharkproject finanzia la ricerca, sensibilizza il pubblico, realizza progetti nelle scuole e pubblica libri sugli squali.
Altre organizzazioni che si battono per la protezione degli squali sono MedSharks, Shark Savers, Blue Shark, All For Blue, Shark Allies, Shark Guardian e Sharks Educational.

## Squali e letteratura
Il più noto squalo della letteratura è il celebre e terribile pescecane, citato nel Pinocchio di Collodi, nel 1881, e puntualmente scambiato per un mostro marino o una balena, ispirandosi probabilmente al molto più antico mito del libro biblico di Giona.
Altre numerose opere letterarie ispirarono le storie di squali, tra i più recenti il famoso romanzo di Peter Benchley del 1974, che ispirò la serie di film, e lo Squalo bianco, sempre di Benchley del 1994.
Più indietro nel tempo, si citi il Capitano Nemo che, con Ned Land, salvò un pescatore dallo squalo in Ventimila leghe sotto i mari, di Verne, del 1870. Stessa lotta coi pescicani dovette affrontare Santiago ne Il vecchio e il mare, di Hemingway, del 1952. Questi pesci compaiono anche nel romanzo Sulla rotta degli squali di Wilbur Smith del 2008.

## Squali e cinema

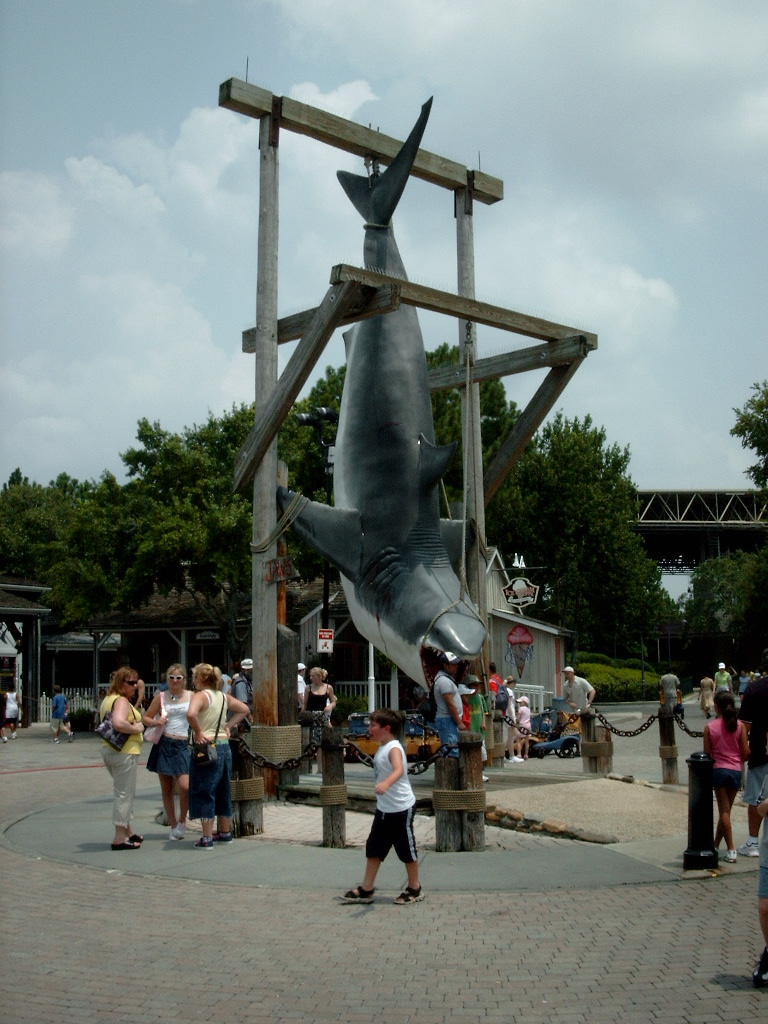
Modello di squalo relativo al film Lo squalo presso gli Universal Studios in Florida

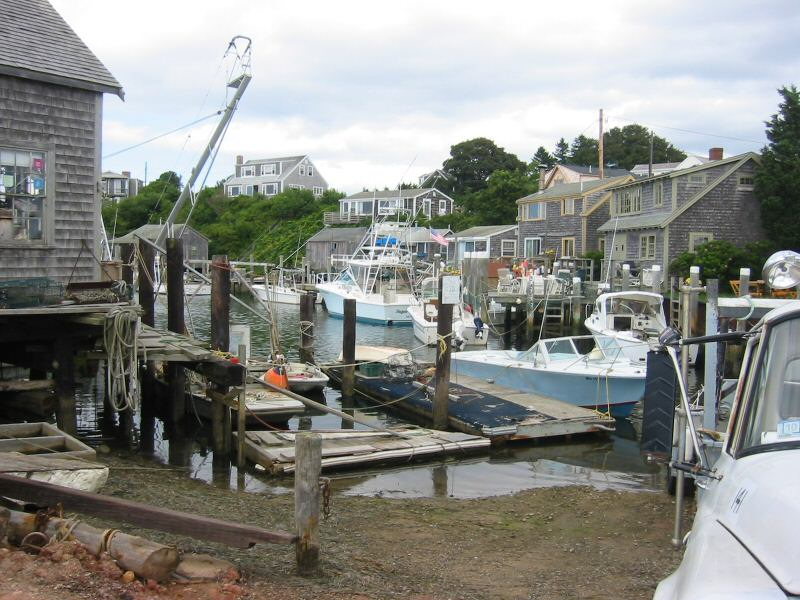
Scorcio del porto Menemsha a Martha's Vineyard usato nel film Lo squalo come ambientazione del porto dell'isola di Amity

Gli squali sono i protagonisti e gli antagonisti di numerose pellicole cinematografiche (tra parentesi il titolo originale), o comunque sono elementi decisivi:
- White Death (1936)
- Omoo-Omoo the Shark God (1949)
- Killer Shark (1950)
- Cacciatori di squali (The Sharkfighters) (1956)
- Le Dee della scogliera del pescecane (She Gods of Shark Reef) (1958)
- Il vecchio e il mare (The Old Man and the Sea) (1958)
- Ti-Koyo e il suo pescecane (1962)
- Tra squali tigre e desperados (Sharks' Treasure) (1975)
- Lo squalo (Jaws) (1975)
- Shark Kill (1976) Film TV
- Mako lo squalo della morte (Mako: The Jaws of Death) (1976)
- Tintorera (¡Tintorera!) (1977)
- Jaws of Death (1977)
- Lo squalo 2 (Jaws 2) (1978)
- Bermude: la fossa maledetta (1978)
- El niño y el tiburón (1978)
- Cyclone (1978)
- Up from the Depths (1979)
- Manidù - Uno squalo ribelle, un indigeno selvaggio, un fiore di ragazza (Beyond the Reef) (1979)
- Il cacciatore di squali (1979)
- L'ultimo squalo (1981)
- Lo squalo 3 (Jaws 3-D) (1983)
- Çöl (1983)
- Shark: Rosso nell'oceano (1984)
- Shark's Paradise (1986) film TV
- Lo squalo 4 - La vendetta (Jaws: The Revenge) (1987)
- La notte degli squali (1988)
- Sangue negli abissi (1990)
- Cruel Jaws - Fauci crudeli (Cruel Jaws) (1995) film TV
- Aatank (1996)
- Creatura (Creature) (1998) Miniserie TV
- Shark Attack - Squali all'attacco (Shark Attack) (1999) film TV
- Blu profondo (Deep Blue Sea) (1999)
- Shark Attack 2 (2000) uscito in home video
- Shark Hunter (2001)
- Megalodon (2004) film TV
- Shark Attack 3: emergenza squali (Shark Attack 3: Megalodon) (2002) film TV
- Red Water - Terrore sott'acqua (Red Water) (2003) film TV
- Shark Zone (2003)
- Open Water (2003)
- Dark Waters (2003) uscito in home video
- Il fiume del terrore (12 Days of Terror) (2004) film TV
- Blue Demon (2004) uscito in home video
- Hai-Alarm auf Mallorca (2004) film TV
- Shark Invasion (Raging Sharks) (2005) uscito in home video
- Il giorno degli squali (Spring Break Shark Attack) (2005) film TV
- SharkMan - Una nuova razza di predatori (Hammerhead: Shark Frenzy) (2005) film TV
- "Trappola in fondo al mare" (John Stockwell: Into the Blue) (2005)
- Shark Swarm - Squali all'attacco (Shark Swarm) (2008) film TV
- Marina Monster (2008) uscito in home video
- Shark in Venice (2008)
- Mega Shark vs. Giant Octopus (2009) uscito in home video
- Malibu Shark Attack (2009) film TV
- Blood in the Water (2009) film TV
- Jaws in Japan (2009) Uscito in home video
- The Reef (2010)
- Sharktopus (2010) film TV
- Mega Shark vs. Crocosaurus (2010) uscito in home video
- Killer Shark (Swamp Shark) (2011) Film TV
- Shark Night - Il lago del terrore (Shark Night 3D) (2011)
- Super Shark (2011)
- Snow Shark: Ancient Snow Beast (2011) uscito in home video
- Sand Sharks (2012)
- Monster Shark Attack (2-Headed Shark Attack) (2012) uscito in home video
- Jurassic Shark (2012)
- Jersey Shore Shark Attack (2012) film TV
- Shark Week (2012)
- Shark 3D (Bait) (2012)
- Sharknado (Sharknado) (2013) film TV
- Ghost Shark (2013) film TV
- Spreeshark (2013) cortometraggio
- Avalanche Sharks (2014)
- Mega Shark vs. Mecha Shark (Mega Shark vs. Mecha Shark) (2014)
- Sharknado 2 (Sharknado 2: The Second One) (2014) film TV
- Sharktopus vs. Pteracuda (2014) film TV
- 90210 Shark Attack (2014)
- Mega Shark vs. Kolossus (2015)
- Raiders of the Lost Shark (2015)
- Ghost Shark 2: Urban Jaws (2015)
- 3-Headed Shark Attack (2015) uscito in home video
- Sharknado 3 (Sharknado 3: Oh Hell No!) (2015) film TV
- Jaws 19 (2015)
- Sharknado: Heart of Sharkness (2015)
- Shark Killer (2015) uscito in home video
- Paradise Beach - Dentro l'incubo (The Shallows) (2016)
- Ice Sharks (2016) Film TV
- Planet of the Sharks (2016) film TV
- Summer Shark Attack (2016)
- Sharknado 4 (Sharknado 4: The 4th Awakens) (2016) film TV
- 47 metri (47 Meters Down) (2017)
- 5 Headed Shark Attack (2017) film TV
- Mississippi River Sharks (2017) Film TV
- Trailer Park Shark (2017) film TV
- Empire of the Sharks (2017) film TV
- Sharknado 5: Global Swarming (2017) film TV
- Shark - Il primo squalo (2018) - in fase di completamento
- Sky Sharks (2018) - in fase di completamento
- Sharknado 6 (2018) - premiere 19 agosto
- Troppo cattivi (2022)
- Troppo cattivi 2 (2025)

## Serie televisive
- Street Sharks: Quattro pinne all'orizzonte, cartone animato
- Zig & Sharko, cartone animato
- Jabber Jaw, cartone animato
- Mostri del mare, documentario
- A tutto reality - L'isola, cartone animato
- A tutto reality - La vendetta dell'isola, cartone animato
- A tutto reality presenta: Missione Cosmo Ridicola, cartone animato
- Stoked - Surfisti per caso, cartone animato
- Sharky & George, cartone animato

## Galleria video
- Grande squalo bianco nei pressi di una gabbia per l'osservazione
- Grande squalo bianco nei pressi di una gabbia per l'osservazione
- Grande squalo bianco nei pressi di una gabbia per l'osservazione

### Libri
- AA.VV., Gli squali, Novara, Istituto Geografico De Agostini, 1998, ISBN 978-88-415-5608-5.
- Erich Abel, Rupert Riedl, Selachoidei, in Fauna e flora del Mediterraneo, Padova, Franco Muzzio Editore, 1991, ISBN 88-7021-573-3.
- (EN) Thomas B. Allen, The Shark Almanac, New York, The Lyons Press, 1999, ISBN 1-55821-582-4.
- Franco Andreone, Nel regno degli squali, Starlight, 1992.
- Stafford Deitsch Jeremy, Squali - Una storia fotografica, Bologna, Edizioni Edison, 1992, ISBN 978-8872370278.
- Piero Angela, Alberto Angela; Alberto Luca Recchi, Squali, Mondadori, 1997, ISBN 88-04-42907-0.
- Paul Budker, Peter James Palmer Whitehead, The Life of Sharks, Londra (UK), Columbia University Press, 1971, ISBN 0-231-03551-9.
- (EN) L.J.V. Compagno, FAO species catalogue. Vol. 4. Sharks of the world. An annotated and illustrated catalogue of sharks species known to date. Part 1. Hexanchiformes to Lamniformes (PDF), Roma, FAO Fisheries Synopsis, 1984,  p. 249, ISBN 92-5-101384-5. URL consultato il 7 aprile 2009.
- (EN) Leonard J. V. Compagno, Marc Dando; Sarah Fowler, A Field Guide to the Sharks of the World, Collins Field Guides, 2005, ISBN 0-00-713610-2.
- (EN) Leonard J. V. Compagno, V.H. Niem, Odontaspididae. Sand tiger sharks (PDF), in Carpenter K.E., Niem V.H. (a cura di), FAO identification guide for fishery purposes. The Living Marine Resources of the Western Central Pacific, Roma, FAO, 1998,  p. 1266. URL consultato il 6 aprile 2009.
- Cesare Conci, Menico Torchio, Pesci cartilaginei o Condroitti, in Pesci, Firenze, Giunti, 2004,  pp. 30-48, ISBN 88-09-03534-8.
- Francesco Costa, Atlante dei pesci dei mari italiani, Milano, Mursia (Gruppo Editoriale), 2004, ISBN 88-425-3188-X.
- J. Cousteau, P. Cousteau, Lo squalo, splendido selvaggio del mare, Milano, Longanesi, 1970.
- Alessandro De Maddalena, Gli squali delle acque italiane, guida sintetica al riconoscimento, Formello (RM), IRECO, 2001, ISBN 88-86253-19-2.
- Alessandro De Maddalena, Harald Bänsch, Squali del Mar Mediterraneo, Milano, Class editori, 2008, ISBN 88-95080-15-7.
- Michelina Femina, A dieci anni dalla scoperta dello squalo di Izu, in Lo squalo di Izu, Avellino, Museo zoologico, 2002,  pp. 2-4.
- Andrea Ferrari, Antonella Ferrari, Squali, Milano, Arnoldo Mondadori, 2000, ISBN 88-04-47996-5.
- C. Gibson, V. S. Valenti; L. Sarah; S. L. Fowler; S. V. Fordham, The Conservation Status of Northeast Atlantic Chondrichthyans, Report of the IUCN Shark Specialist Group Northeast Atlantic Red List Workshop (PDF), Newbury (Regno Unito), IUCN, 2008. URL consultato il 29 aprile 2009 (archiviato dall'url originale il 10 maggio 2012).
- (EN) Lance Gilbertson, Zoology Laboratory Manual, 3ª ed., New York, McGraw-Hill Companies, Inc., 1998, ISBN 0-07-229641-0.
- (EN) William C. Hamlett, Sharks, Skates and Rays: The Biology of Elasmobranch Fishes, Johns Hopkins University Press, 1999, ISBN 0-8018-6048-2.
- (ES) Ralf M. Hennemann, Guia de tiburones y rayas del mundo, Elche (Spagna), Grupo Editorial M & G Difusión, 2001, ISBN 84-95223-10-4.
- (EN) William I. Lane, Linda Comac, Sharks don't get cancer, Avery Pub., 1993, ISBN 0-89529-520-2.
- Maddalena Jahoda, Squali da salvare, Milano, BBC Production, 2008.
- Patrick Louisy, Squali e razze, in Guida all'identificazione dei pesci marini d'Europa e del Mediterraneo, Trezzano sul Naviglio (MI), Il Castello, 2006,  pp. 378-379, 380-401, ISBN 88-8039-472-X.
- Miranda MacQuitty, Gli squali, Novara, Istituto Geografico De Agostini, 1993, ISBN 88-415-0174-X.
- (EN) Joseph S. Nelson, Fishes of the World, 4ª ed., New York, John Wiley and Sons, 2006, ISBN 0-471-25031-7.
- G. Notarbartolo Di Sciara, I. Bianchi, Guida degli squali e delle razze del mediterraneo, Padova, Franco Muzzio Editore, 1998, ISBN 88-7021-799-X.
- (EN) Francis Downes Ommanney, Sharks and rays, in The fishes, Time-Life International, 1970, ISBN 0-8094-0622-5.
- Giulia Orga, A contatto con gli squali, Avellino, Museo zoologico, 2004.
- Giulia Orga, Stefano Orga, Pesci cartilaginei, in La Barriera corallina, Avellino, Museo Zoologico, 1998,  pp. 21 e seguenti.
- (EN) John R. Paxton, Raintree Steck-Vaughn Staff; William N. Eschmeyer; David S. Kirshner, J. Stevens; P.R. Last, Sharks, rays and chimaeras, in Encyclopedia of Fishes, illustrazioni di David S. Kirshner, 2ª ed., Heinemann/Raintree, 1999, ISBN 0-7398-0683-1.
- Stefano Piccini, Gli squali, Torreano di Cividale (UD), Geofin, 1998, ISBN 88-87026-14-9.
- R. Pirino, Maurilio Usai, Guida agli squali del Mediterraneo, Firenze, ED.A.I, 1991, ISBN 88-8010-030-0.
- (EN) Harold L. Jr Pratt, Samuel H. Gruber; Toru Taniuchi; National Marine Fisheries Service; National Oceanic and Atmospheric Administration; American Elasmobranch Society, Elasmobranchs as Living Resources: Advances in the Biology, Ecology, Systematics and the Status of the Fisheries, U.S. Dept. of Commerce, National Oceanic and Atmospheric Administration, National Marine Fisheries Service, 1990.
- Folco Quilici, I miei mari. Una vita di avventure, incontri, scoperte, Mondadori, 2010, ISBN 88-04-58200-6.
- Sandra Romashko, Shark, Lord of the Sea, 3ª ed., Miami, USA, Windward Pub., 1979, ISBN 0-89317-001-1.
- Donna Shaw, Sharks and Dolphins, Oxford, Macmillan, 2007, ISBN 978-0-230-01024-6.
- (EN) Jeremy Stafford-Deitsch, Shark: A Photographer's Story, Sierra Club Books, 1988, ISBN 0-87156-733-4.
- Ettore Tibaldi, Luigi Cominetti; Ken Balcomb, Pesci e mammiferi marini. Gli abitatori del mare, Opportunity Books, 1995, ISBN 88-8129-985-2.
- Enrico Tortonese, Squali e altri aggressori, in Ambienti e pesci dei mari tropicali, Bologna, Calderini, 1983,  pp. 186-195, ISBN 88-7019-195-8.
- Umberto Tosco, Classe Pesci Cartilaginei, in I Pesci delle acque territoriali italiane, Cinisello Balsamo (MI), San Paolo Edizioni, 1992,  pp. 140-159, 37-38 (tavole 4-24), ISBN 88-215-2395-0.
- (EN) T. I. Walker, Shark Fisheries Management and Biology, Commonwealth Scientific and Industrial Research Organization, 1998.

### Pubblicazioni scientifiche
- AAVV, Squali iridati, in Il Ponte, anno XXIX, n. 46, 13 dicembre 2003,  pp. 1 e 8.
- AAVV, Animali, a contatto con gli squali, in Macchina del tempo, anno 5, n. 1-2, gennaio-febbraio 2004,  p. 146.
- (EN) D. D. Chapman, Shivji M. S., Louis E., Sommer J., Fletcher H. e Prodöhl P. A., Virgin birth in a hammerhead shark [collegamento interrotto], in Biology letters, vol. 3, n. 4, agosto 2007,  pp. 425-427, DOI:10.1098/rsbl.2007.0189, PMC 2390672, PMID 17519185.
- Simona Clò, Gli squali, corso monografico, in Cose d'acqua, n. 20, 2003,  pp. 2-81.
- S. Clò, Bianchi I., Barletta G. e Pomi C., Gli squali, in Cose d'acqua, 20/bis, 2007,  pp. 5-70.
- Michelina Femina, Lo squalo leopardo Stegostoma fasciatum (Hermann, 1783), in Quaderni del Museo Zoologico, n. 6, 2003,  pp. 8-10.
- Michelina Femina, Note sullo squalo Leccia, in Quaderni del Museo Zoologico, n. 8, 2005,  pp. 8-10.
- Michelina Femina, Note su Scyliorhinus tokubee Shirai, Hagiware & Nokaya, 1992, in Quaderni del Museo Zoologico, n. 10, 2007,  pp. 11-14.
- Michelina Femina e Agro Carmine Domenico, Note sullo squalo bambù fasciato Chiloscyllium punctatum MÜLLER & HENLE, 1838, in Quaderni del Museo Zoologico, n. 11, 2008,  pp. 23-29.
- (EN) J. B. Finkelstein, Sharks do get cancer: few surprises in cartilage research, in Journal of the National Cancer Institute, vol. 97, n. 21, novembre 2005,  pp. 1562-1563, DOI:10.1093/jnci/dji392, PMID 16264172.
- (EN) J. Folkman e Klagsbrun M., Angiogenic factors, in Science, vol. 235, n. 4787, 1987,  pp. 442-447, DOI:10.1126/science.2432664, ISSN 0036-8075 (WC · ACNP).
- P. Foschi, Gli squali bibliografia, in Cose d'acqua, n. 21, 2003,  pp. 3-61.
- (EN) Joung Shoou-Jeng et al., The whale shark, Rhincodon typus, is a livebearer: 300 embryos found in one ‘megamamma’ supreme, in Environmental Biology of Fishes, vol. 46, n. 3, 1996, DOI:10.1007/BF00004997, ISSN 0378-1909 (WC · ACNP).
- (EN) A. J. Kalmijn, Electric and magnetic field detection in elasmobranch fishes, in Science, vol. 218, n. 4575, novembre 1982,  pp. 916-918, PMID 7134985.
- (EN) A. Lee e Langer R., Shark cartilage contains inhibitors of tumor angiogenesis, in Science, vol. 221, n. 4616, 1983,  pp. 1185-1187, DOI:10.1126/science.6193581, ISSN 0036-8075 (WC · ACNP).
- (EN) Marks, R. Adrian, America was Well Represented, in United States Naval Institute Proceedings, aprile 1981.
- (EN) C. G. Meyer, Holland K. N. e Papastamatiou Y. P., Sharks can detect changes in the geomagnetic field [collegamento interrotto], in Journal of the Royal Society, Interface / the Royal Society, vol. 2, n. 2, marzo 2005,  pp. 129-130, DOI:10.1098/rsif.2004.0021, PMC 1578252, PMID 7134985.
- (EN) Susan Milius, Glow-in-the-dark shark has killer smudge, in Science news, vol. 154, n. 5, 1º agosto 1998, ISSN 0036-8423 (WC · ACNP).
- (EN) D. R. Miller et al., Phase I/II trial of the safety and efficacy of shark cartilage in the treatment of advanced cancer, in J Clin Oncol, vol. 16, n. 11, 1998,  pp. 3649-55, ISSN 0277-3732 (WC · ACNP).
- Stefano Orga, Gli Atelomycterus squali gattucci dell'Indo-pacifico, in Quaderni del Museo Zoologico, n. 3-4, 2001,  pp. 9-15.
- (EN) G. K. Ostrander, Cheng K. C., Wolf J. C. e Wolfe M. J., Shark cartilage, cancer and the growing threat of pseudoscience, in Cancer research, vol. 64, n. 23, dicembre 2004,  pp. 8485-8491, DOI:10.1158/0008-5472.CAN-04-2260, PMID 15574750.
- (EN) A.N. Popper e Platt C., Inner ear and lateral line of bony fishes, in The Physiology of Fishes, 1ª ed., CRC Press, 1993.
- (EN) I. G. Priede et al., The absence of sharks from abyssal regions of the world's oceans [collegamento interrotto], in Proceedings. Biological sciences / the Royal Society, vol. 273, n. 1592, giugno 2006,  pp. 1435-1441, DOI:10.1098/rspb.2005.3461, PMC 1560292, PMID 16777734.